# Muzeum Narodowe w Krakowie
Muzeum Narodowe w Krakowie – muzeum utworzone przez Radę Miasta Krakowa uchwałą z 7 października 1879, wpisane w 1998 do Państwowego Rejestru Muzeów.
Muzeum posiada bogaty zbiór dzieł sztuki polskiej, europejskiej i pozaeuropejskiej, co stawia je na pozycji jednej z najważniejszych i najciekawszych kolekcji nie tylko w Polsce, ale na świecie. W początkach istnienia instytucji miasto Kraków przekazało dwie ówcześnie wyremontowane sale na pierwszym piętrze Sukiennic, jako pomieszczenia wystawiennicze dla muzeum. Kolekcja muzealna, składająca się w swych początkach z kilkunastu obrazów, nieustannie powiększana licznymi zapisami, donacjami i darami, rozwijała się w dużym tempie.
Dzięki hojności Polaków w kraju i poza nim, krakowskie muzeum stało się właścicielem, gromadzonych nieraz latami zbiorów malarstwa, grafik, rzeźby, numizmatów, dzieł rzemiosła artystycznego, starodruków, rękopisów i pamiątek związanych z historią kraju, postawami o charakterze narodowowyzwoleńczymi. Wraz z powiększającymi się zbiorami muzeum otrzymało od miasta, bądź prywatnych fundatorów, budynki z przeznaczeniem na cele wystawiennicze, dzięki czemu dzisiejsza struktura Muzeum opiera się nie tylko na Gmachu Głównym, lecz także na jedenastu oddziałach, mieszczących się w historycznych budynkach w centrum Krakowa.
Bezcenne zbiory tworzą dzieła rzemiosła i sztuki z różnych czasów i z różnych rejonów świata, jednak podstawą zbiorów muzeum są dzieła sztuki polskiej lub z Polską związane, takie jak m.in. Czara włocławska, Madonna z Krużlowej, Pochodnie Nerona Henryka Siemiradzkiego, Szał uniesień Władysława Podkowińskiego, Dziewczynka z chryzantemami Olgi Boznańskiej i wiele innych. Charakterystyczne dla krakowskiego muzeum jest istnienie w jego strukturze organizacyjnej muzeów biograficznych, upamiętniających najwybitniejszych, wybranych artystów Krakowa: Jana Matejkę, Józefa Mehoffera, Stanisława Wyspiańskiego, a także kompozytora, Karola Szymanowskiego.
Muzeum sprawowało opiekę i zarząd nad Muzeum i Biblioteką Czartoryskich, będących do grudnia 2016 własnością Fundacji Książąt Czartoryskich. Z książęcej kolekcji pochodzą m.in. Dama z gronostajem Leonardo da Vinci i Krajobraz z miłosiernym Samarytaninem Rembrandta. W 2016 kolekcja wraz nieruchomościami została zakupiona przez Skarb Państwa i przekazana muzeum. W tym samym roku na potrzeby placówki zakupiono również Hotel Cracovia.
Dzięki prowadzonej od lat systematycznej digitalizacji zbiorów muzealnych i bibliotecznych, kolekcja Muzeum Narodowego w Krakowie dostępna jest online, za pośrednictwem platformy cyfrowej zbiory.mnk.pl, liczącej pod koniec 2019 r. ponad 135 000 obiektów.

## Dzieje

### Przed 1945

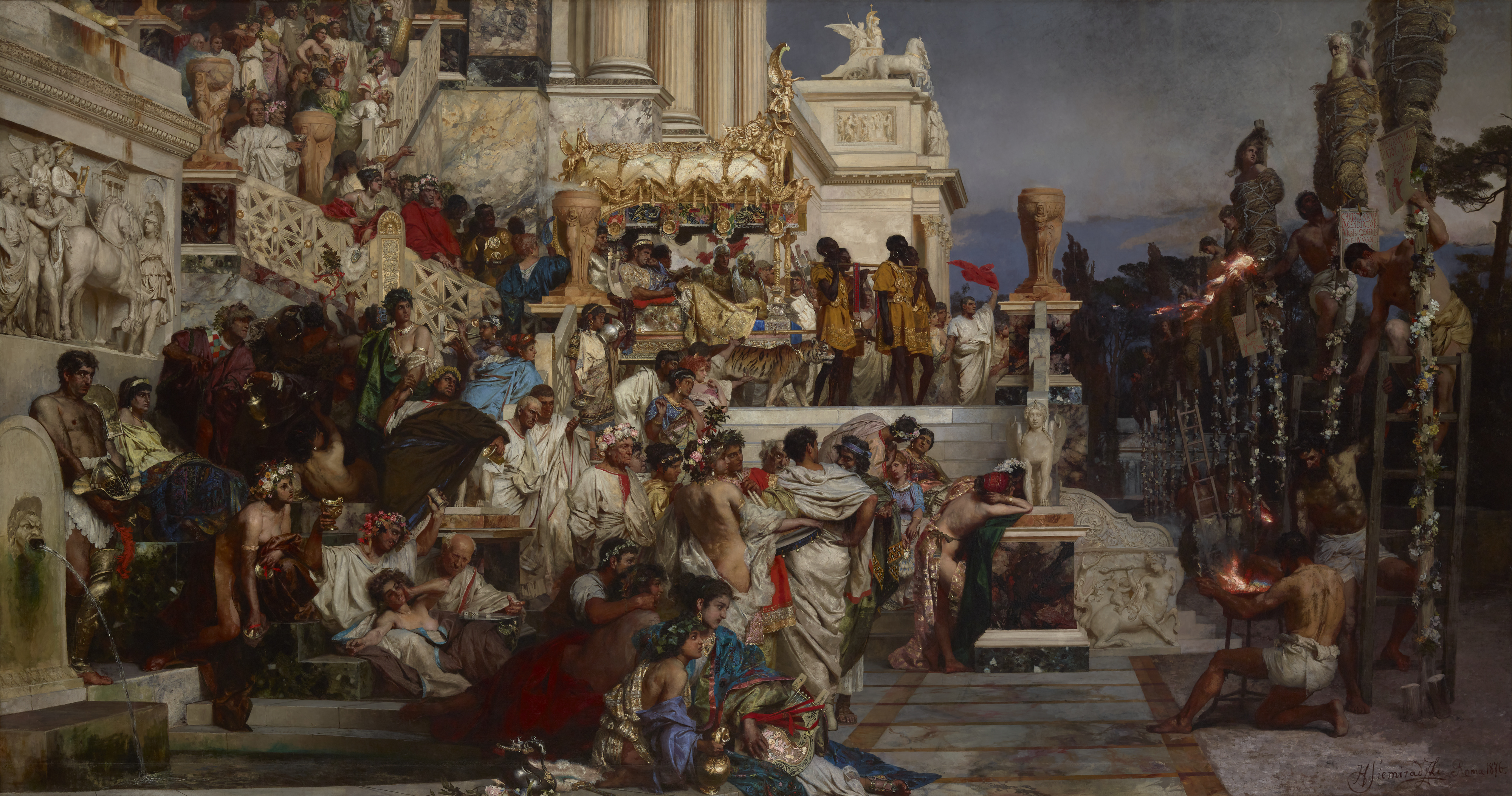
Henryk Siemiradzki, Pochodnie Nerona, 1876

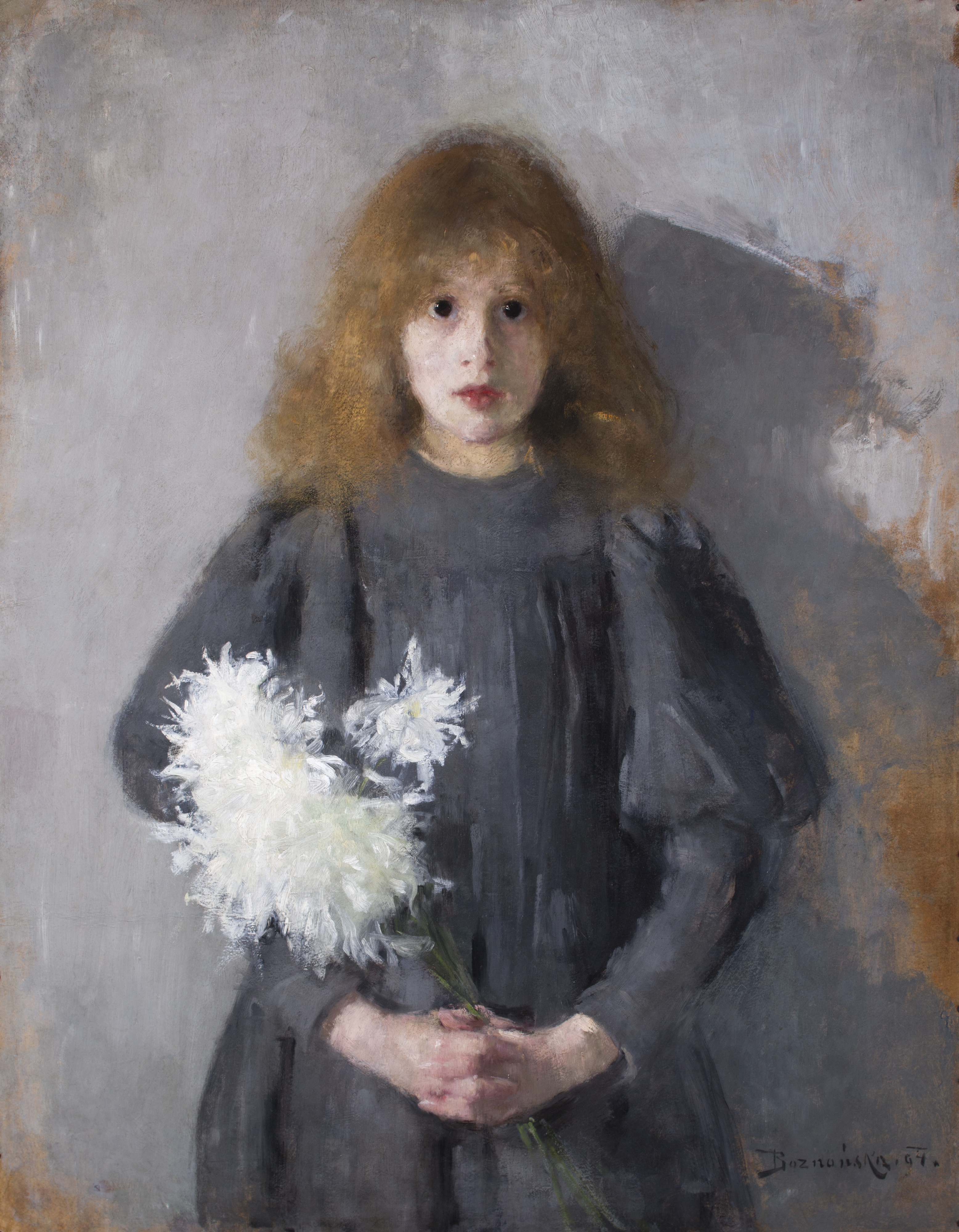
Olga Boznańska, Dziewczynka z chryzantemami, 1894

Muzeum Narodowe w Krakowie utworzone zostało w 1879 roku. Geneza powołania w Krakowie tego typu placówki sięga I połowy XIX wieku. Z ważniejszych inicjatorów powstania muzeum wyróżniał się prezydent Krakowa Józef Dietl, który nie dożył powstania galerii w Sukiennicach. Symboliczne znaczenie dla otwarcia muzeum miało przekazanie muzeum pierwszego dzieła – obrazu Pochodnie Nerona – przez jego twórcę, Henryka Siemiradzkiego. Wydarzenie to miało miejsce 7 października 1879 roku. Pierwszą siedzibą Muzeum były odrestaurowane przez Tomasza Prylińskiego Sukiennice.  Na górnych kondygnacjach Sukiennic urządzono sale muzealne, które szybko zapełniły się dziełami sztuki, głównie darami artystów i kolekcjonerów. Były to dzieła malarstwa i rzeźby polskiej, przeważnie z XIX wieku, w mniejszym stopniu zaś – dzieła sztuki europejskiej. Jednakże od początku XX stulecia horyzont zainteresowań krakowskich muzealników poszerzył się, co zaowocowało nabywaniem różnego typu dzieł rzemiosła artystycznego, militariów, numizmatów, dzieł o charakterze archeologicznym i etnograficznym, pamiątek o charakterze historycznym (np. dokumentów, pieczęci).
Pierwszym dyrektorem placówki był Władysław Łuszczkiewicz, malarz i historyk sztuki, który nabył do muzeum m.in. Madonnę z Krużlowej. Był organizatorem kilku wystaw, m.in. wystaw jubileuszowych poświęconych Tadeuszowi Kościuszce, Janowi Kochanowskiemu oraz osobistościom Sejmu Wielkiego. Gdy Polska odzyskała niepodległość, za dyrekcji Feliksa Kopery (swoją funkcję pełnił w latach 1900–1950) zbiory MNK osiągnęły ok. 100 tys. dzieł. Za dyrekcji Kopery powołano pierwsze oddziały. W 1903 roku udostępniono zwiedzającym Zbiory Emeryka Hutten-Czapskiego, w 1904 roku kolejny oddział – Dom Jana Matejki. Adam i Włodzimiera Szołayscy zapisali Muzeum kamienicę na rogu pl. Szczepańskim i ul Szczepańskiej wraz z kolekcją dzieł rzemiosła artystycznego. Na początku XX wieku MNK zarządzało Barbakanem, wieżą hejnałową kościoła Mariackiego i wieżą ratuszową. Muzeum pozyskało całe Sukiennice (prócz galerii kramowej na parterze), a ponadto, ze względu na kolejne nabytki (zbiory liczyły ok. 300 tys. dzieł) w 1934 przystąpiono do budowy Nowego Gmachu przy Alejach Trzech Wieszczów.
W 1939 roku, zanim nazistowskie Niemcy dokonały agresji na Polskę, władze Muzeum Narodowego w Krakowie wszczęły prowizoryczne środki zabezpieczeń przeciwko rabunkom i niszczeniu zbiorów, np. zdołano ukończyć schron jeszcze przed inwazją. W trakcie okupacji ewidencjonowano już zrabowane przez Niemców zbiory. Zabezpieczone eksponaty ocalały w dużej mierze dzięki temu, że Kraków jako stolica Generalnego Gubernatorstwa nie był umyślnie niszczony.

### Po 1945
Po wojnie w 1950 roku w struktury MNK wcielono Muzeum Książąt Czartoryskich (najstarsze niepaństwowe muzeum otwarte dla publiczności w 1801 roku w Puławach, po upadku powstania listopadowego przeniesione do Paryża, a następnie w 1876 do Krakowa) wraz z Biblioteką i Archiwum. Nowym dyrektorem został Tadeusz Dobrowolski, za jego kadencji muzeum uległo całkowitemu upaństwowieniu. W ramach centralizacji władzy planowano wywieźć do Warszawy najcenniejsze krakowskie muzealia, m.in. Damę z gronostajem Leonarda da Vinci (prezentowana była w Moskwie i Warszawie w ramach 500-lecia narodzin artysty), które jednak dzięki determinacji Dobrowolskiego udało się zachować w Krakowie. Za dyrekcji Adama Bochnaka przy ul. św. Marka wzniesiono budynek Biblioteki Czartoryskich. MNK miało wówczas swoje filie w Bochni, Nowym Sączu, Puławach, Rabce, Tarnowie i Żywcu. Międzynarodowe znaczenie MNK potwierdziła wystawa w Gandawie pt. Golden Eeuw van de Grote Steden (Złoty wiek wielkich miast), w której zaprezentowano część krakowskich muzealiów ze średniowiecza i nowożytności. Za dyrekcji Jerzego Banacha (ucznia Dobrowolskiego i Bochnaka) w 1966 roku odbyła się wystawa Kraków 1350–1550 z okazji 600-lecia Akademii Krakowskiej.
Za dyrekcji Tadeusza Chruścickiego (sprawującego swą funkcję w latach 1974–1985 i 1989–2000) Muzeum Narodowe w Krakowie zostało uzupełnione o nowe oddziały: Muzeum Karola Szymanowskiego w Zakopanem (1974), Muzeum Stanisława Wyspiańskiego (1983), Dom Józefa Mehoffera (1986) oraz gromadzące kolekcje sztuki japońskiej Centrum Sztuki i Techniki Japońskiej „Manggha” (1994). W 1990 roku za dyrekcji Chruścickiego rozbudowano Gmach Główny i utworzono w nim trzy galerie: sztuki polskiej XX wieku, rzemiosł artystycznych i militariów. Muzeum organizowało też monumentalne wystawy, np. Polaków portret własny z okazji stulecia śmierci Jana Matejki, Romantyzm i romantyczność w sztuce polskiej XIX i XX wieku oraz wystawy Żydzi polscy i Ormianie polscy.
W 2006 roku, za dyrekcji Zofii Gołubiew, otwarto po generalnym remoncie Pałac biskupa Erazma Ciołka przy ul. Kanoniczej, gdzie umieszczono prezentowane w Kamienicy Szołayskich zbiory sztuki dawnej (od średniowiecza do XVIII w.) i cerkiewnej. Podczas dyrekcji Andrzeja Betleja z kolei oddano do użytku po gruntownym remoncie Muzeum Książąt Czartoryskich. Olbrzymim zainteresowaniem (ponad 440 tysięcy zwiedzających) cieszyła się zorganizowana przez Betleja wystawa Wyspiański (2017–2019).

## Dyrektorzy Muzeum
Lista na podstawie opracowania:
- prof. Władysław Łuszczkiewicz (27 lipca 1883 – 23 maja 1900)
- prof. Feliks Kopera (27 kwietnia 1901 – 31 grudnia 1949)
- prof. Tadeusz Dobrowolski (1 stycznia 1950 – 31 grudnia 1956)
- prof. Adam Bochnak (1 października 1957 – 31 sierpnia 1962)
- prof. Jerzy Banach (1 maja 1963 – 31 marca 1974)
- mgr Tadeusz Chruścicki (1 września 1974 – 31 maja 1985)
- dr Janina Bezwińska (pełniąca obowiązki; 1 czerwca 1985 – 31 stycznia 1986)
- prof. Kazimierz Nowacki (1 lutego 1986 – 15 marca 1989)
- mgr Tadeusz Chruścicki (1 kwietnia 1989 – 31 marca 2000)
- mgr Zofia Gołubiew (1 kwietnia 2000 – 31 grudnia 2015)
- dr hab. Andrzej Betlej (1 stycznia 2016 – 2 stycznia 2020)
- prof. Andrzej Szczerski (od 3 stycznia 2020- 2 stycznia 2025)[26]
- NN

6 sierpnia 2024 Ministerstwo Kultury i Dziedzictwa Narodowego jako organizator muzeum ogłosiło zamiar rozpisania konkursu na stanowisko jego dyrektora.

## Status prawny i struktura organizacyjna Muzeum
Instytucja działa w oparciu o ustawę o muzeach, o organizowaniu i prowadzeniu działalności kulturalnej oraz Statut Muzeum Narodowego w Krakowie. Zgodnie ze statutem Muzeum jest państwową instytucją kultury posiadającą osobowość prawną, której organizatorem jest Minister Kultury. Muzeum jest jednocześnie placówką kulturalną, naukową (3 biblioteki) oraz edukacyjną (warsztaty edukacyjne dla dzieci i młodzieży, wykłady dla dorosłych).
W skład struktury organizacyjnej wchodzą następujące działy zbiorów, działy i oddziały:
| A. Działy zbiorów: 1. Dział polskiego malarstwa i rzeźby do roku 1764, 2. Dział nowoczesnego polskiego malarstwa i rzeźby, 3. Dział rycin, rysunków i akwarel, 4. Dział rzemiosła artystycznego i kultury materialnej, 5. Dział militariów, 6. Dział sztuki Dalekiego Wschodu, 7. Gabinet numizmatyczny, 8. Dział starych druków i rękopisów, 9. Zbiory Jana Matejki, 10. Dział zbiorów „Atma”, 11. Dział sztuki starożytnej, 12. Dział malarstwa europejskiego, 13. Dział europejskiego rzemiosła artystycznego, 14. Dział „Zbrojownia”, 15. Gabinet rycin i rysunków Czartoryskich, 16. Księgozbiór Czartoryskich, 17. Archiwum i zbiór rękopisów Czartoryskich, 18. Dział sztuki cerkiewnej, 19. Dział tkanin, 20. Dział starej fotografii, 21. Dział „Pracownia Ikonografii Krakowa”, | B. Działy: 1. Biblioteka, 2. Archiwum, 3. Dział Głównego Inwentaryzatora, 4. Dział Głównego Konserwatora, 5. Dział Digitalizacji i Zarządzania Zasobami Cyfrowymi, 6. Dział Edukacji, 7. Dział Marketingu, 8. Wydawnictwo MNK, 9. Dział Obsługi Klienta 10. Dział Finansowo-Księgowy, 11. Dział Spraw Pracowniczych, 12. Dział Techniczny, 13. Dział Eksploatacji, 14. Wewnętrzna Służba Ochrony. | C. Oddziały: 1. Galeria Sztuki Polskiej XIX wieku w Sukiennicach, 2. Muzeum im. Emeryka Hutten-Czapskiego, 3. Dom Jana Matejki, 4. Kamienica Szołayskich (d. Muzeum Stanisława Wyspiańskiego), 5. Gmach Główny, 6. Muzeum Książąt Czartoryskich, 7. Biblioteka Książąt Czartoryskich, 8. Muzeum Karola Szymanowskiego w willi ATMA w Zakopanem, 9. Dom Józefa Mehoffera, 10. Pałac biskupa Erazma Ciołka, 11. Hotel „Cracovia” 12. Muzeum Stanisława Wyspiańskiego. |

Nadzór nad Muzeum sprawuje Minister Kultury i Dziedzictwa Narodowego. Przy Muzeum działa czternastoosobowa Rada Muzeum, której członków powołuje i odwołuje Minister Kultury. Muzeum zostało wpisane do Państwowego Rejestru Muzeów prowadzonego przez Ministra Kultury pod nr DM-IV/PRM/2/98 dnia 18 maja 1998 roku.

### Oddziały Muzeum

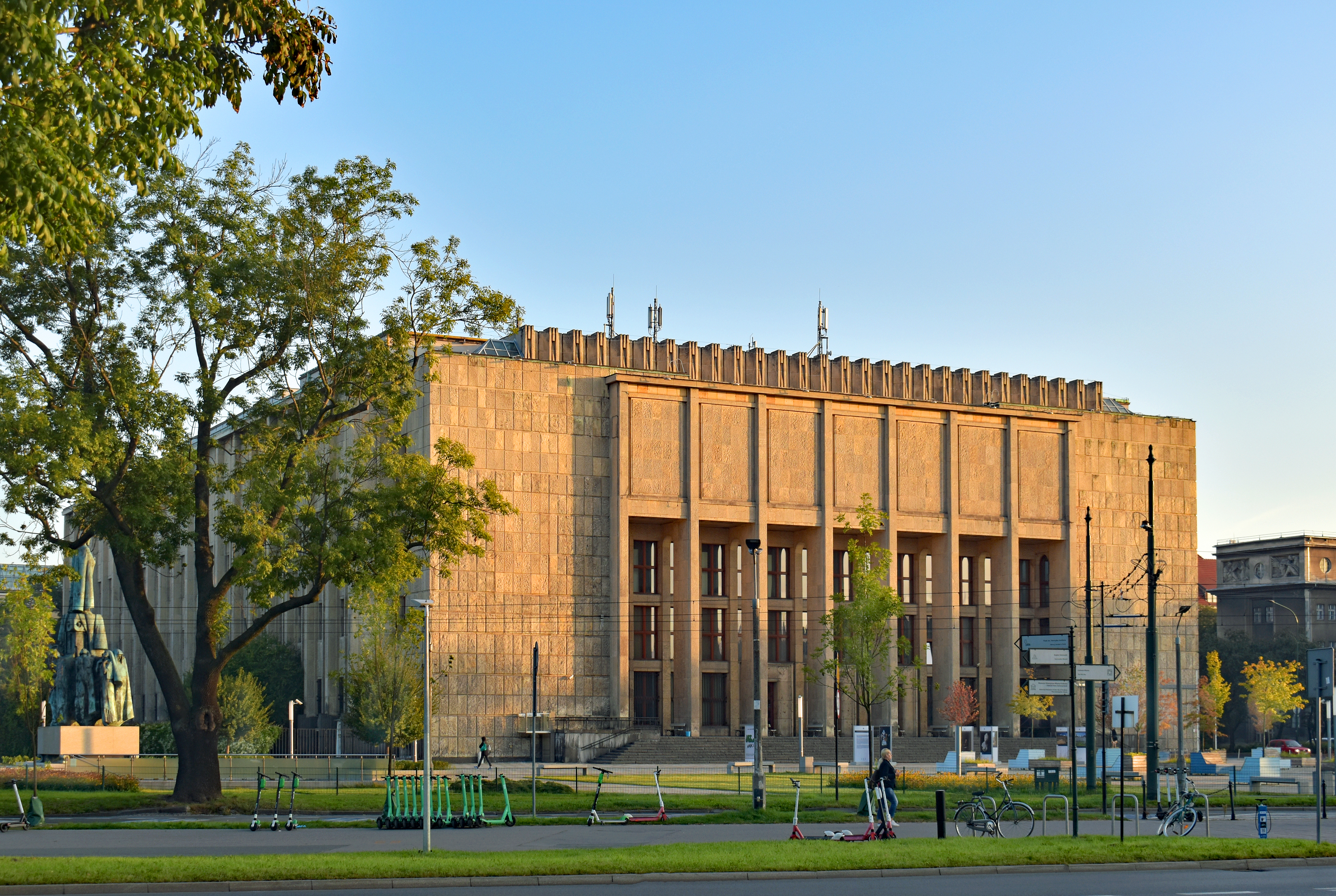
Gmach Główny Kraków, Al. 3 Maja 1
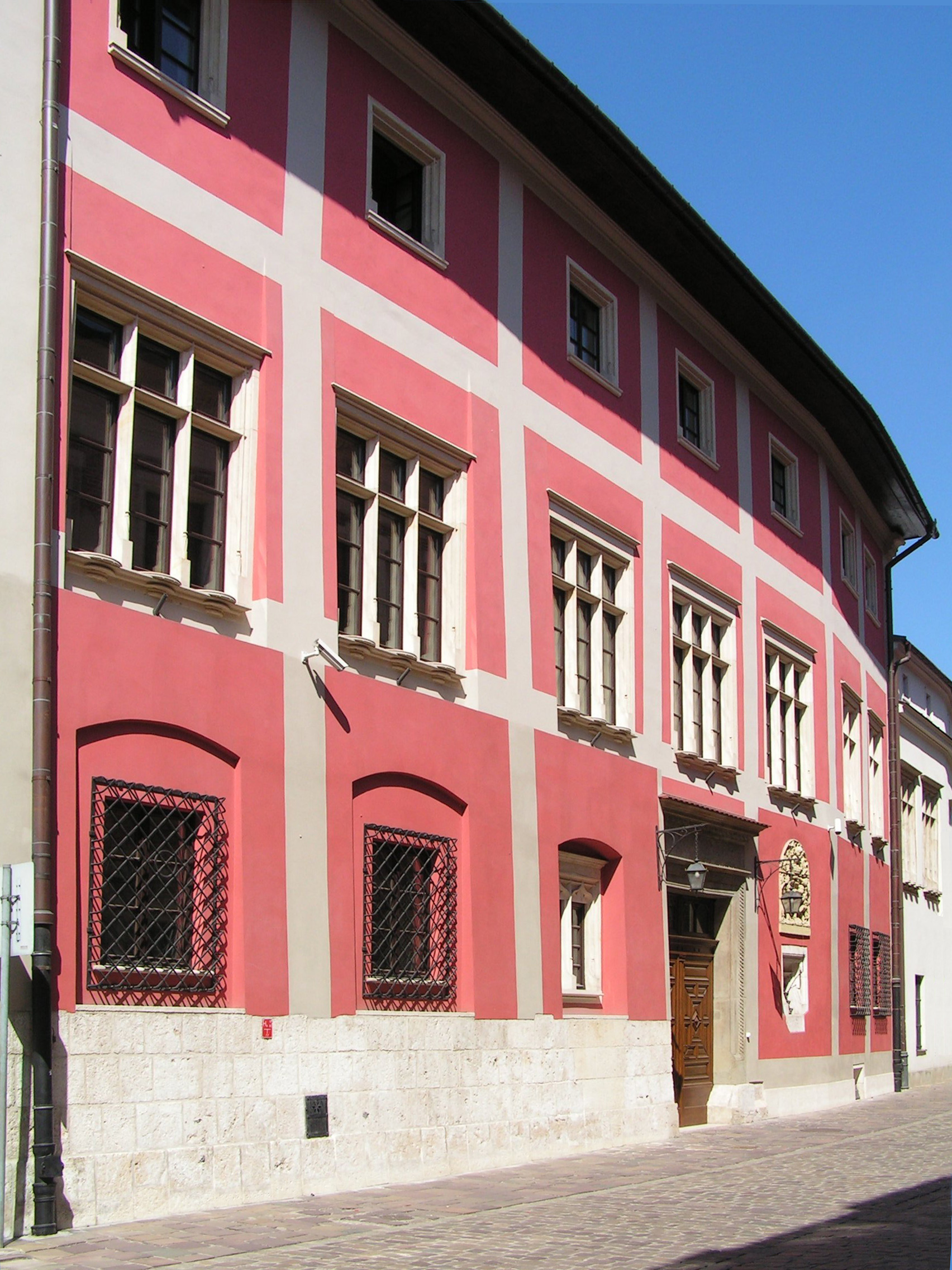
Pałac biskupa Erazma Ciołka Kraków, ul. Kanonicza 17
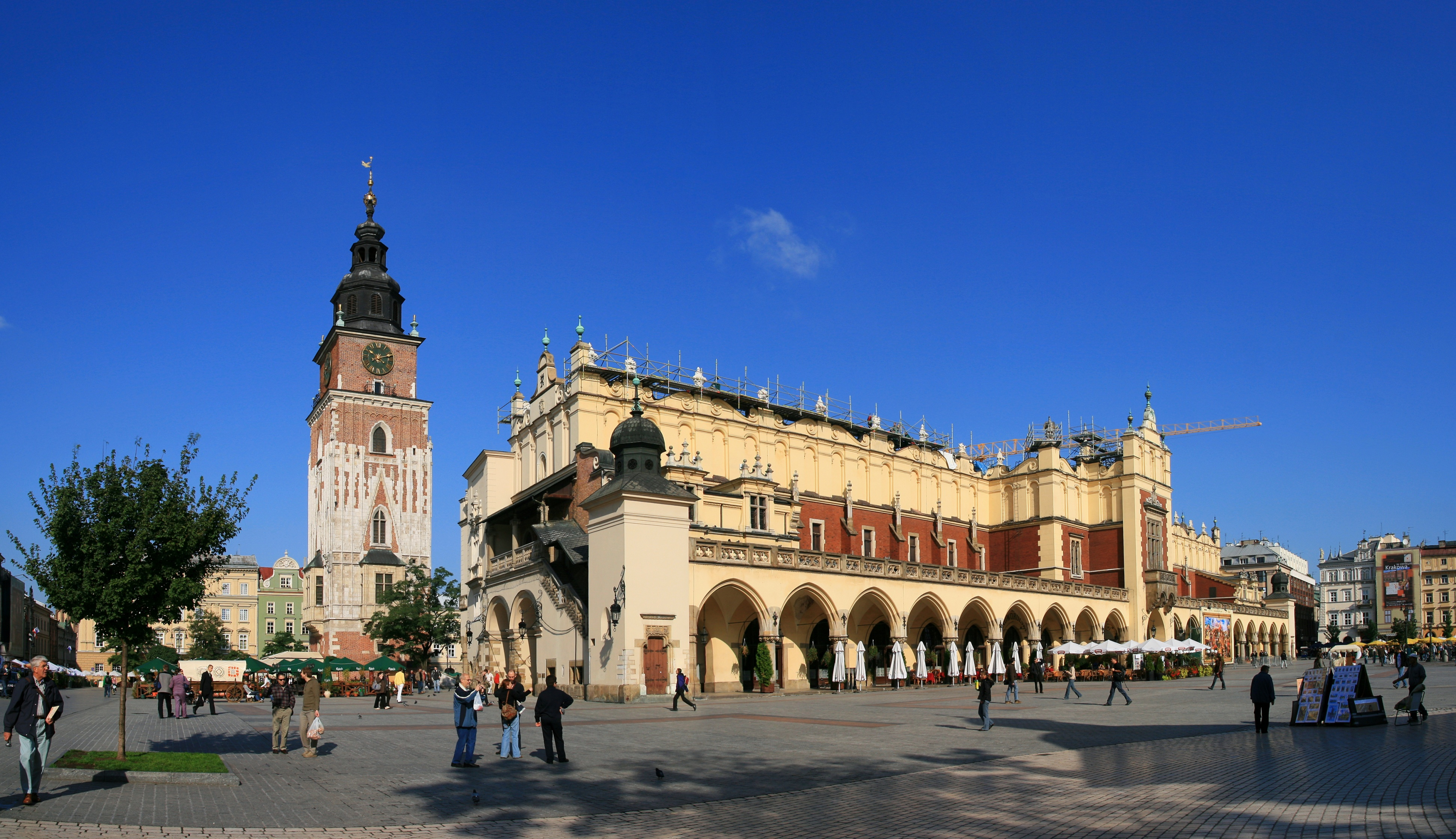
Galeria Sztuki Polskiej XIX wieku w Sukiennicach Kraków, Rynek Główny 3
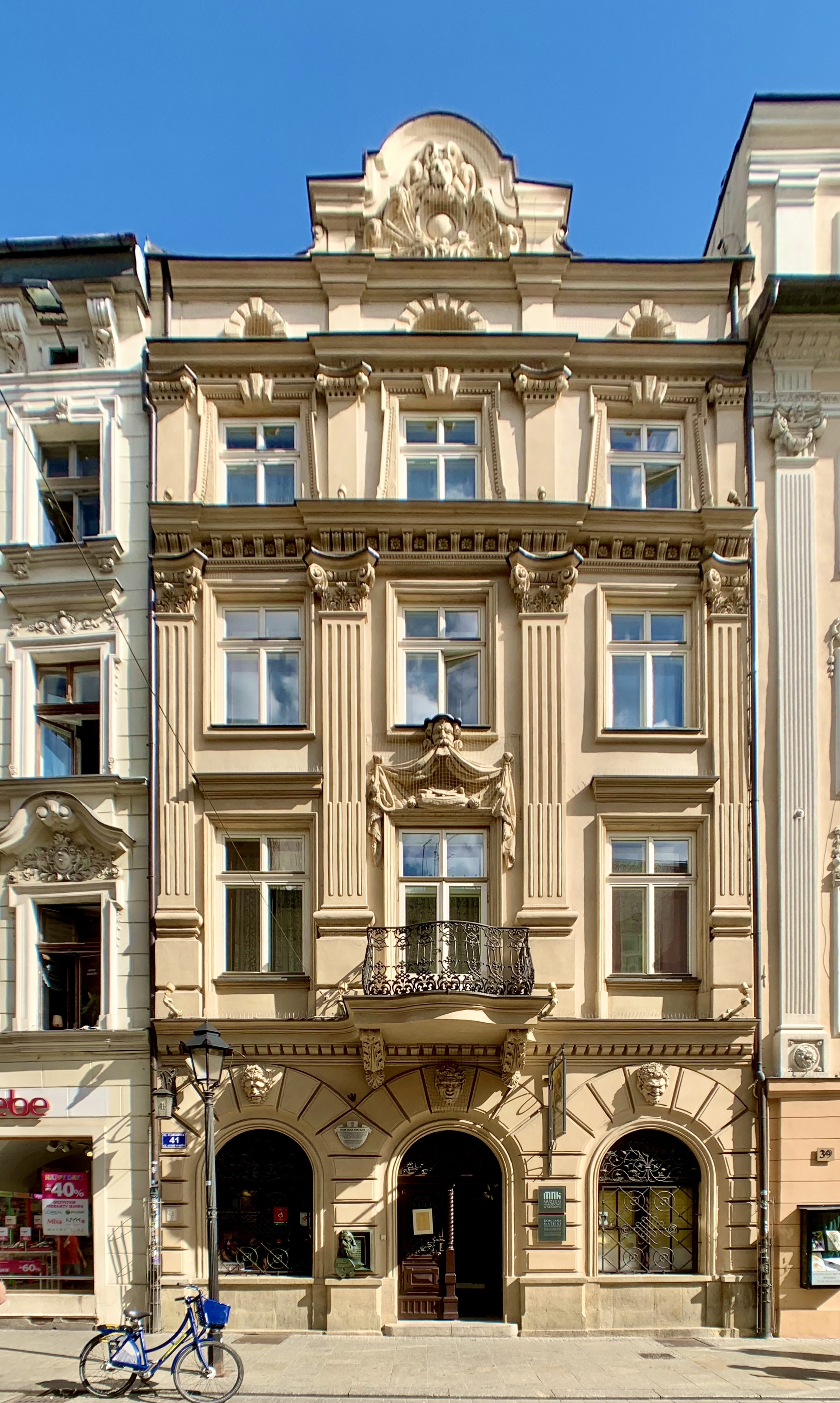
Dom Jana Matejki Kraków, ul. Floriańska 41
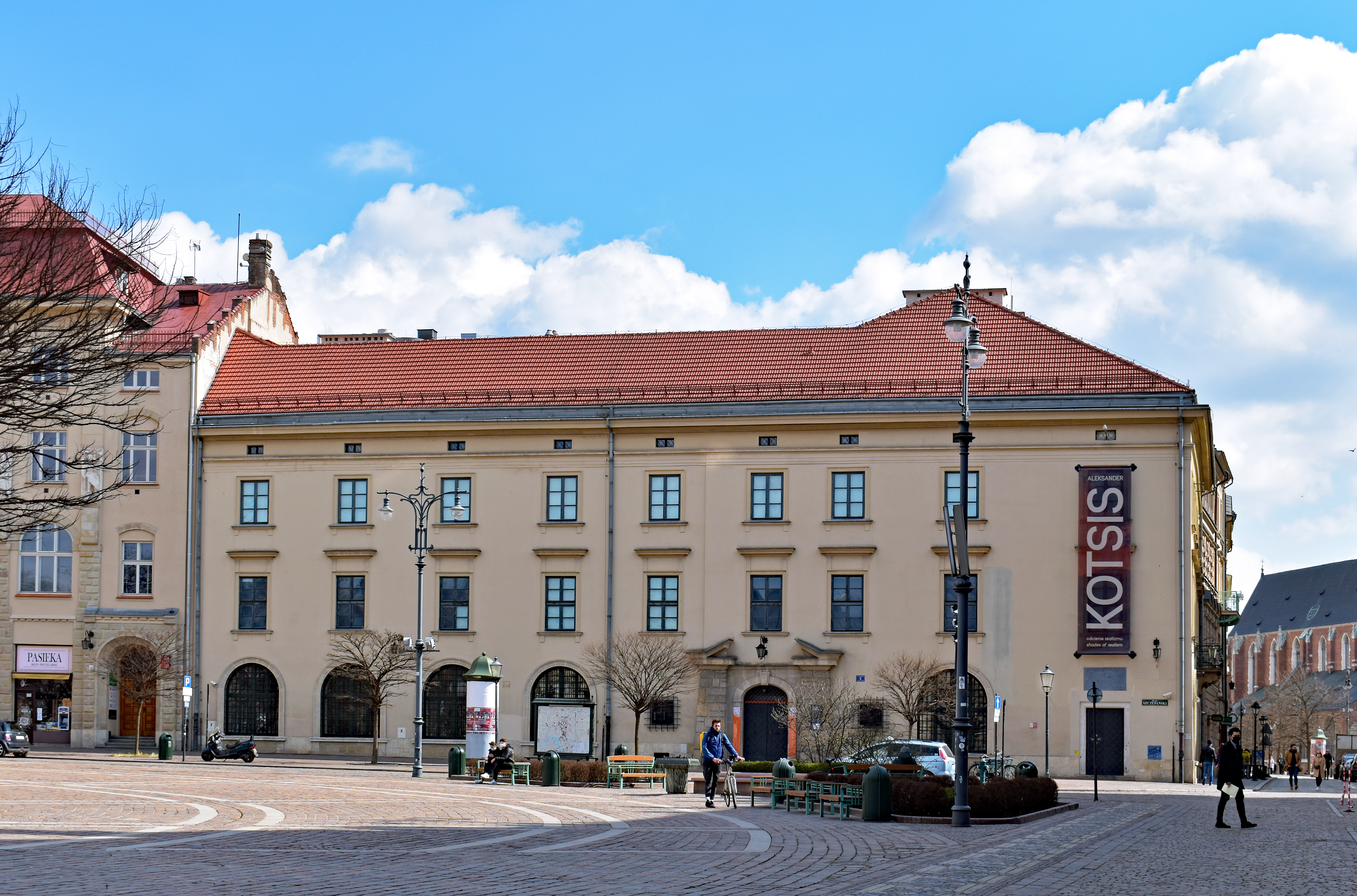
Kamienica Szołayskich Kraków, Pl.Szczepański 9
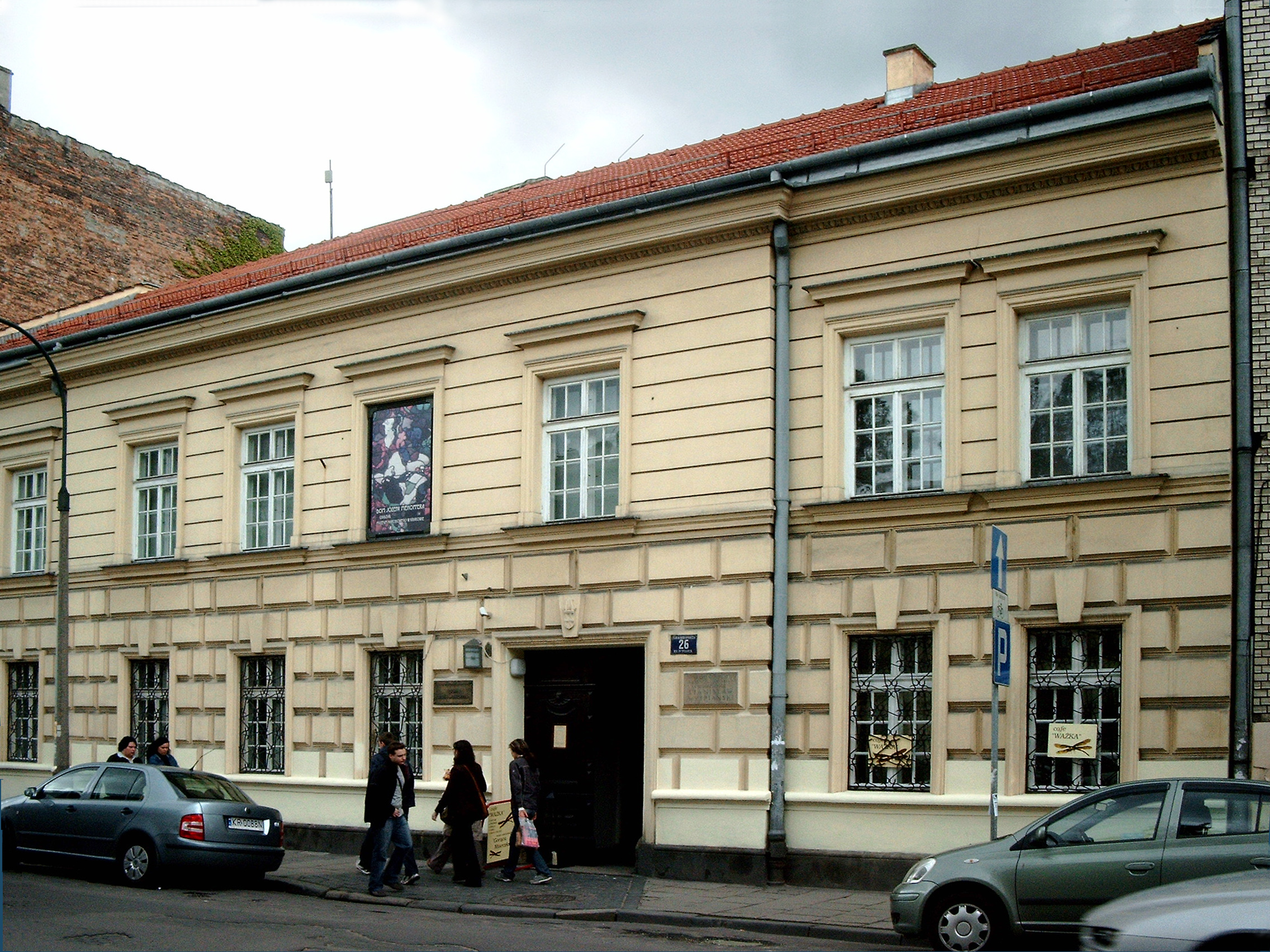
Dom Mehoffera Kraków, ul. Krupnicza 26
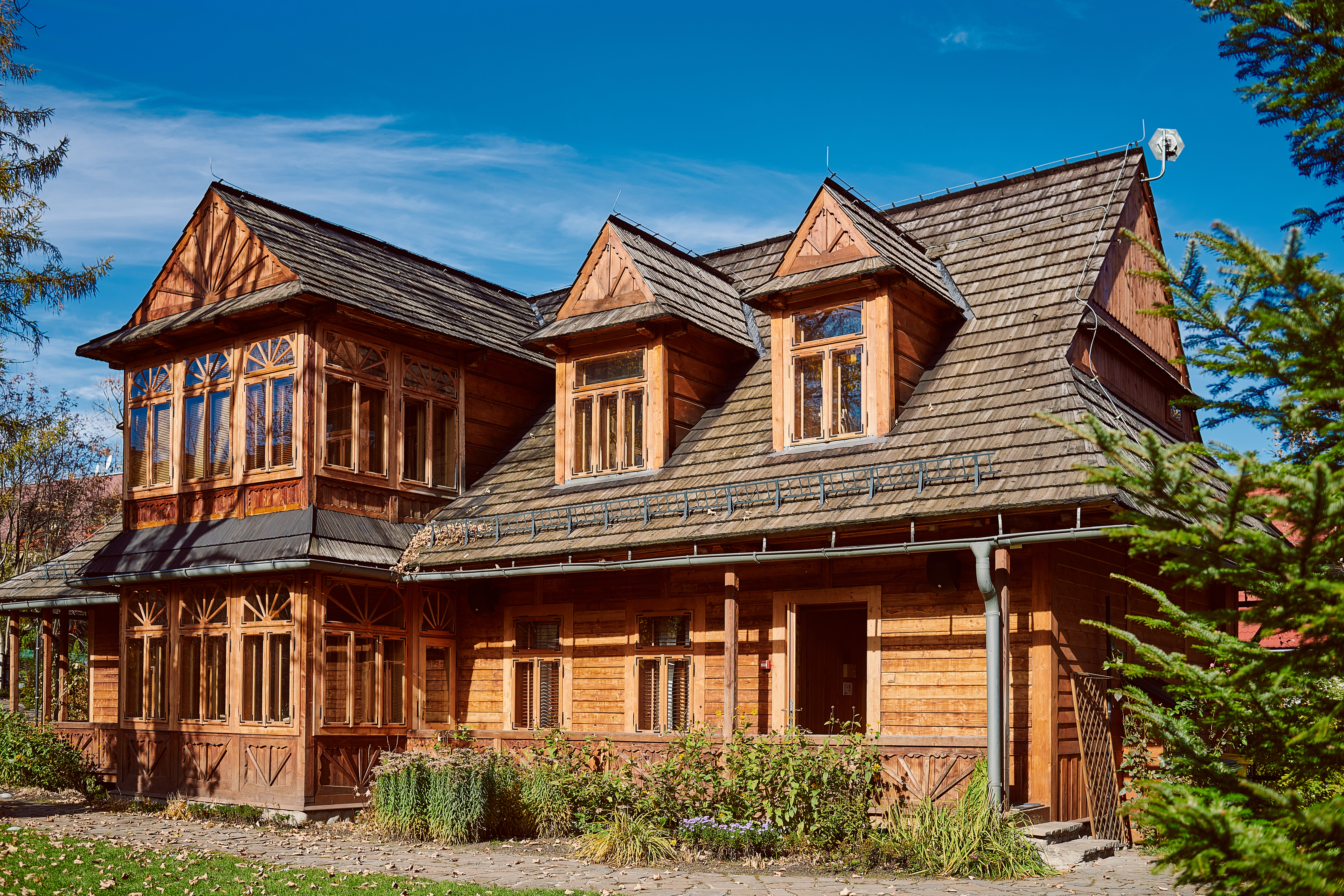
Muzeum Karola Szymanowskiego Zakopane, ul. Kasprusie 19
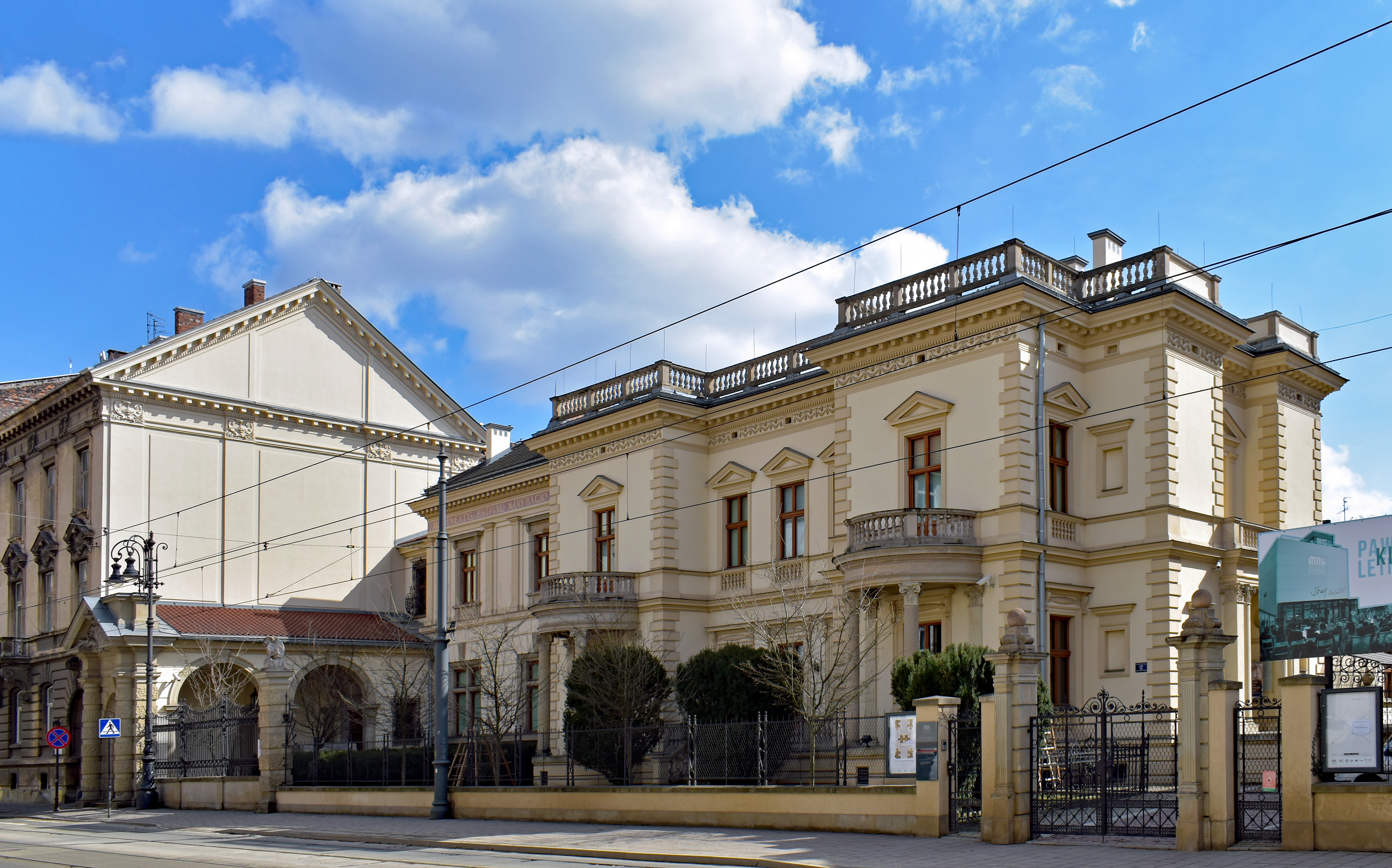
Muzeum im. Emeryka Hutten-Czapskiego Kraków, ul. Piłsudskiego 10-12
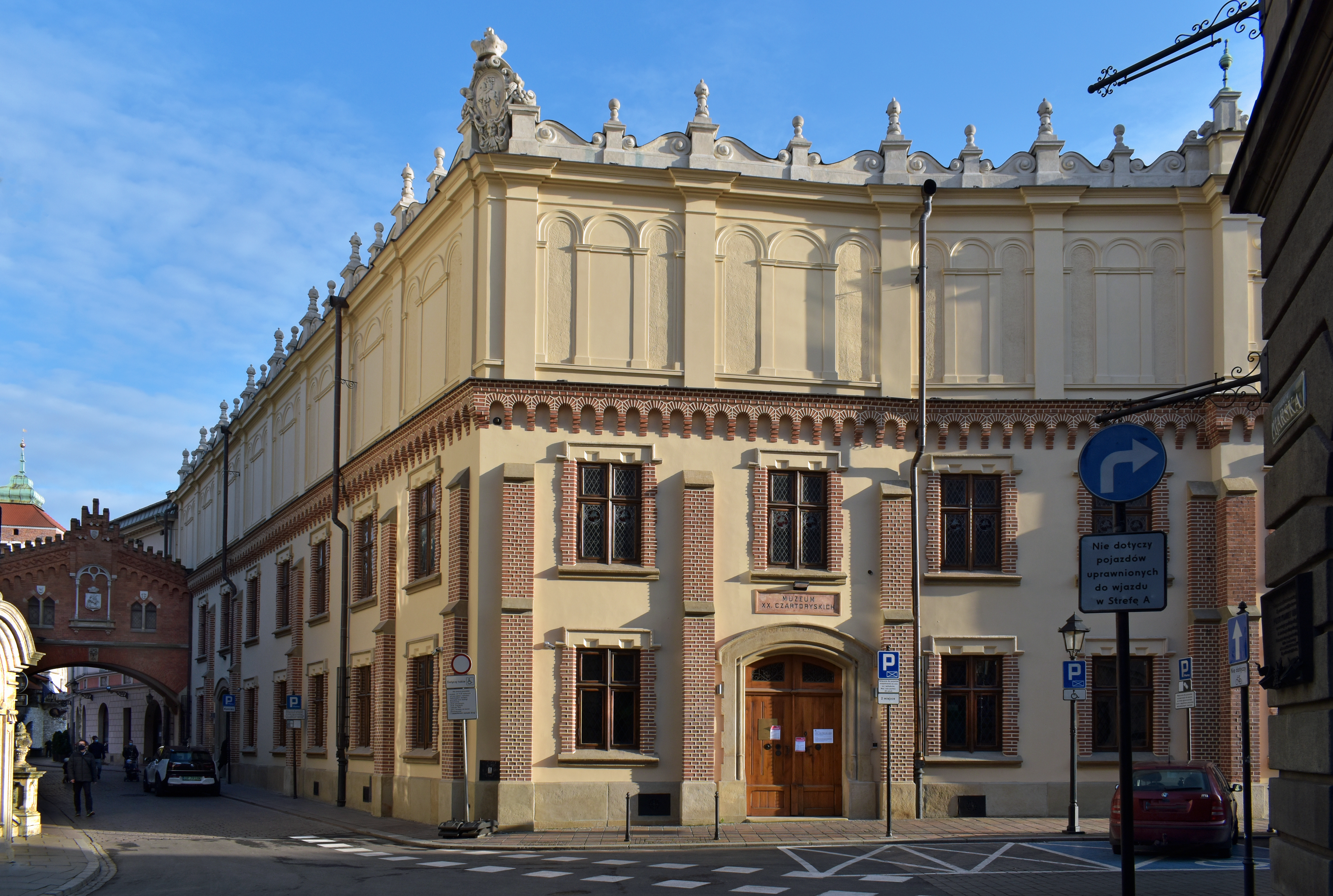
Muzeum Czartoryskich Kraków, ul. św. Jana 19
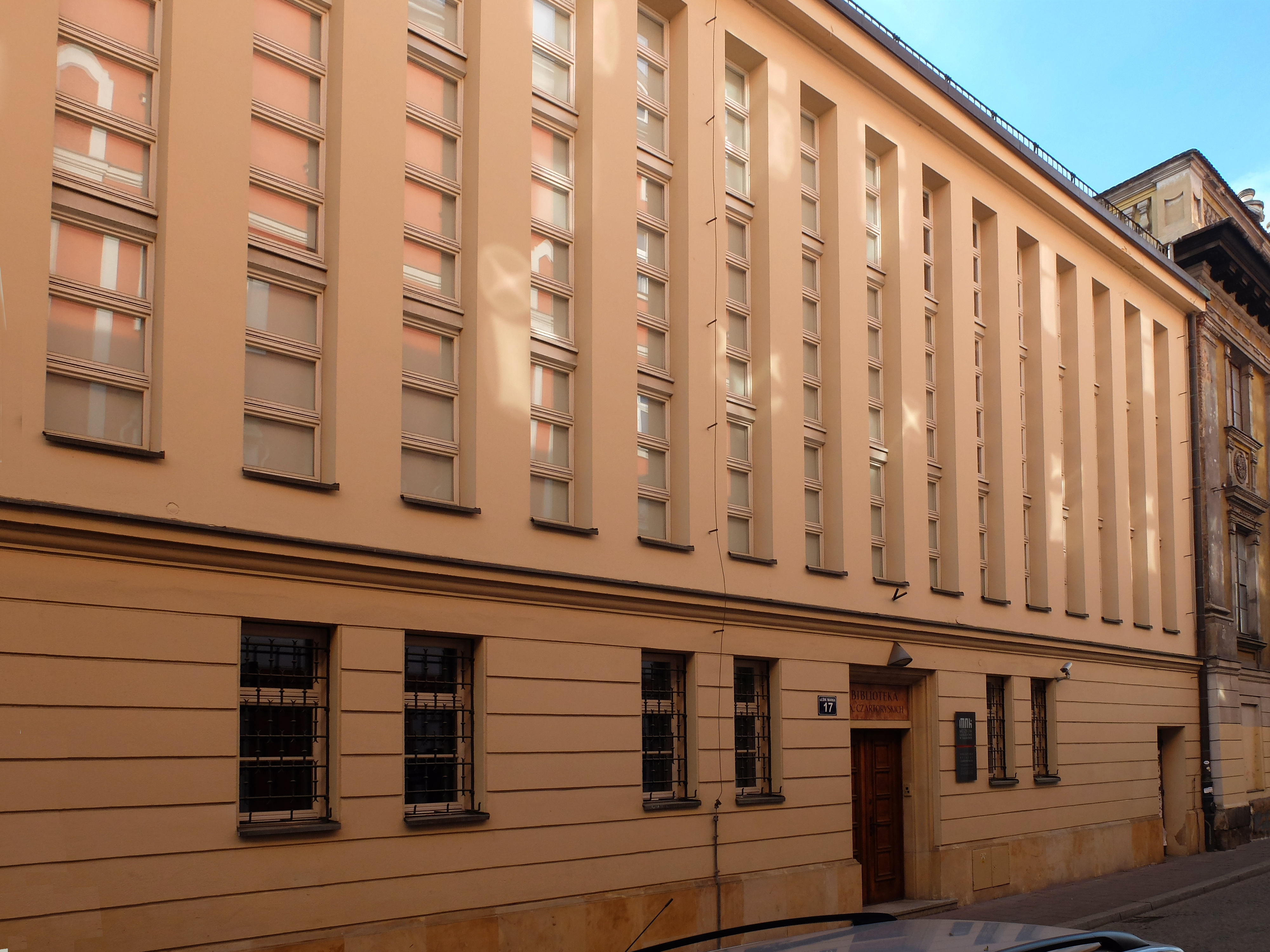
Biblioteka Czartoryskich Kraków, ul. św. Marka 17
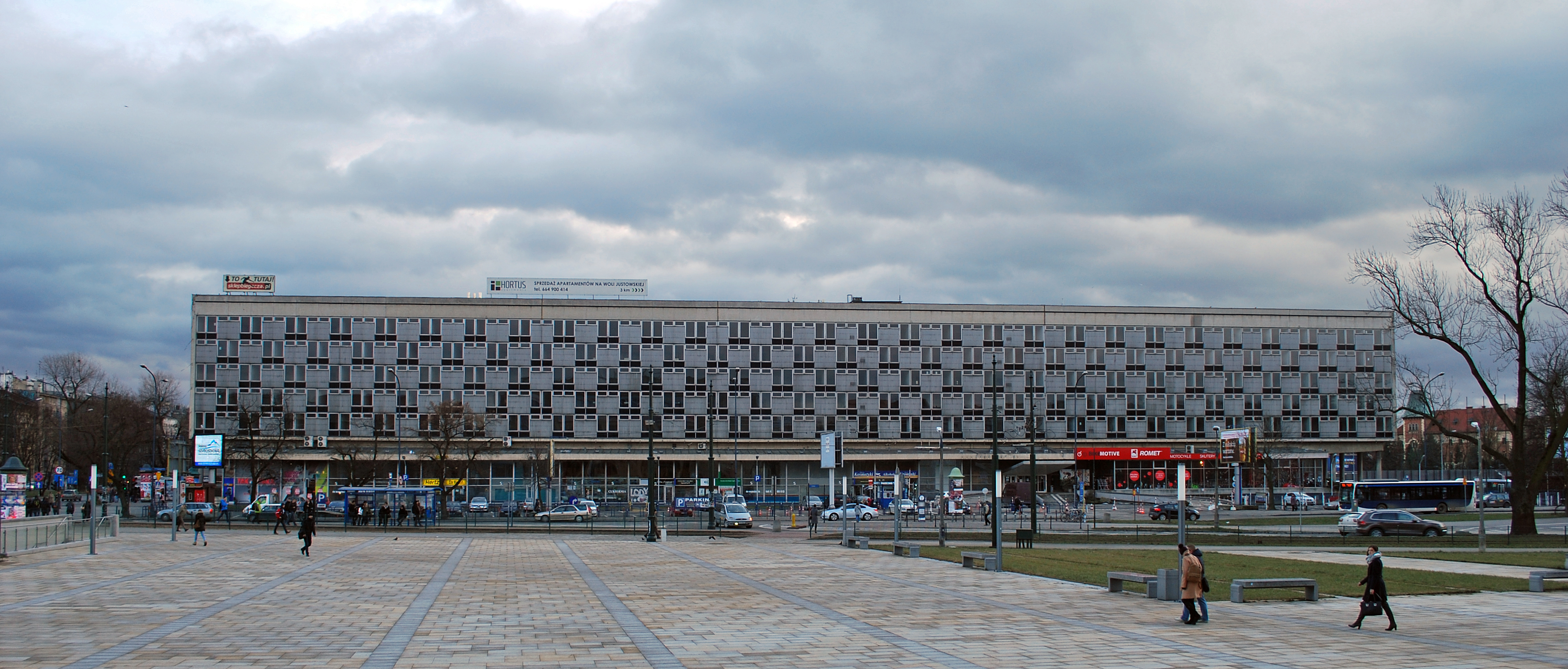
Hotel „Cracovia” Kraków, al. F. Focha 1
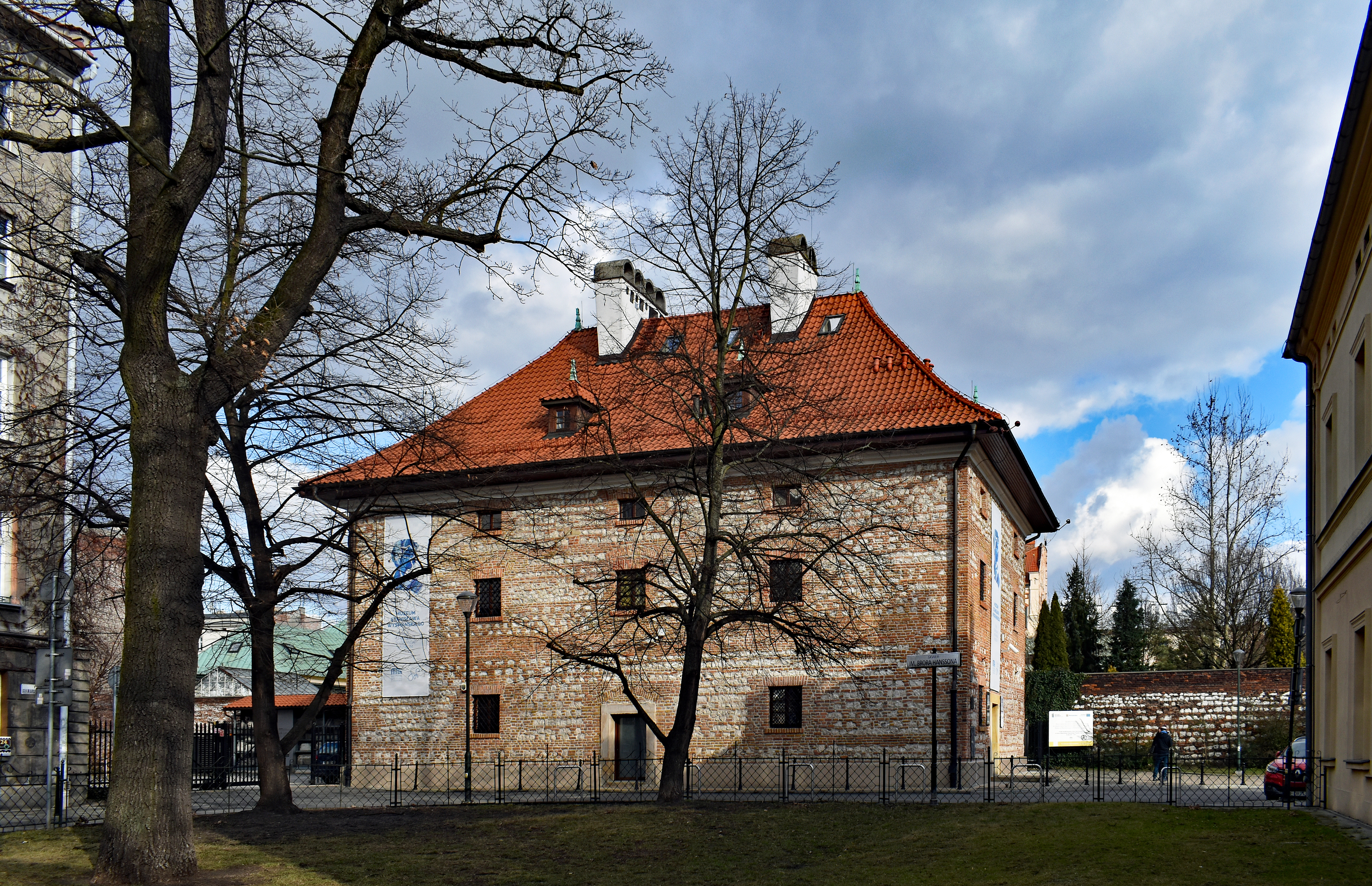
Muzeum Stanisława Wyspiańskiego Kraków, Pl. Sikorskiego 6

## Zbiory
Zasoby dzieł w MNK w 2019 roku przekraczały 900 tysięcy muzealiów, a spora część z nich jest prezentowana w ekspozycjach dziesięciu działów. Kolekcja Muzeum obejmuje przedmioty ze wszystkich epok, przy czym liczba dzieł prehistorycznych w proporcji do dzieł późniejszych jest niewielka, z racji niegromadzenia przez MNK zabytków archeologicznych, z wyjątkiem archeologii klasycznej (Bliski Wschód, Egipt, Grecja, Rzym). Dominantę kolekcji tworzy sztuka Polski z uwzględnieniem Krakowa – malarstwo, rzeźba i rzemiosło artystyczne: począwszy od średniowiecza, a kończąc na dziełach współczesnych artystów. Najcenniejsze dzieła sztuki krajów zachodnioeuropejskich mieszczą się w Muzeum Czartoryskich. Wśród dzieł kultur wschodnich liczbowo wyróżniają się zabytki sztuki cerkiewnej i Dalekiego Wschodu. Prócz dzieł sztuki Muzeum gromadzi zbiory biblioteczne (wśród nich stare druki, rękopisy i kartografię), wyroby numizmatyczne, dagerotypy i dawne zdjęcia. Pracownia Ikonografii Krakowa gromadzi dawne widoki i zdjęcia stolicy Małopolski.
Muzeum przechowuje dzieła otrzymane przeważnie jako darowizny w okresie zaborów i dwudziestolecia międzywojennego. Muzeum otrzymało między innymi kolekcje Feliksa Jasieńskiego, Emeryka hr. Hutten-Czapskiego, Erazma Barącza, Stanisława Ursyn-Rusieckiego, Wiktora Wittyga, Edwarda Goldsteina, Helany z Dąbczańskich Budzynowskiej i Stanisława Augusta Poniatowskiego.

### Gmach Główny

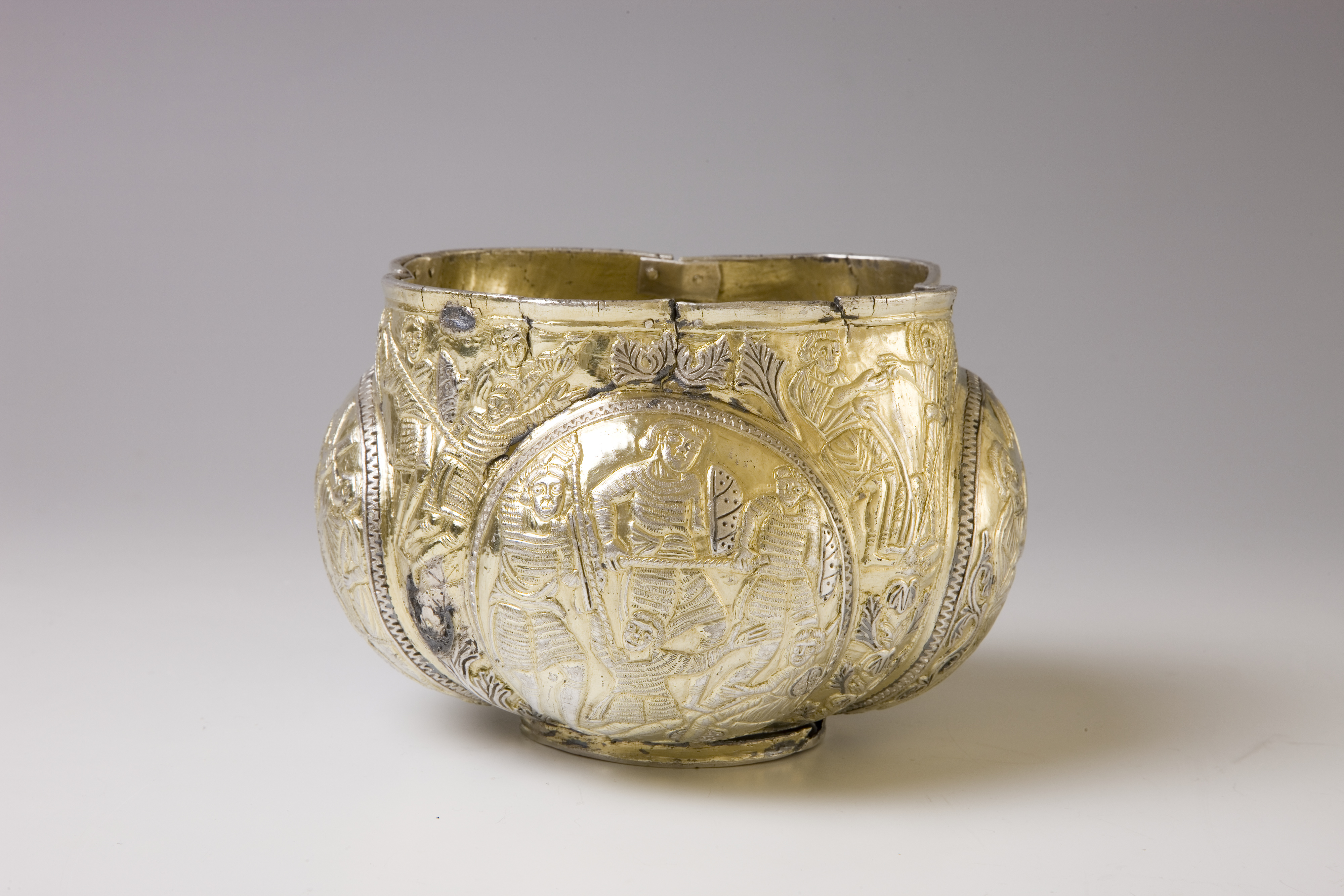
Czara włocławska – Lotaryngia. Srebro puncowane, trybowane, złocone i niellowane. X wiek

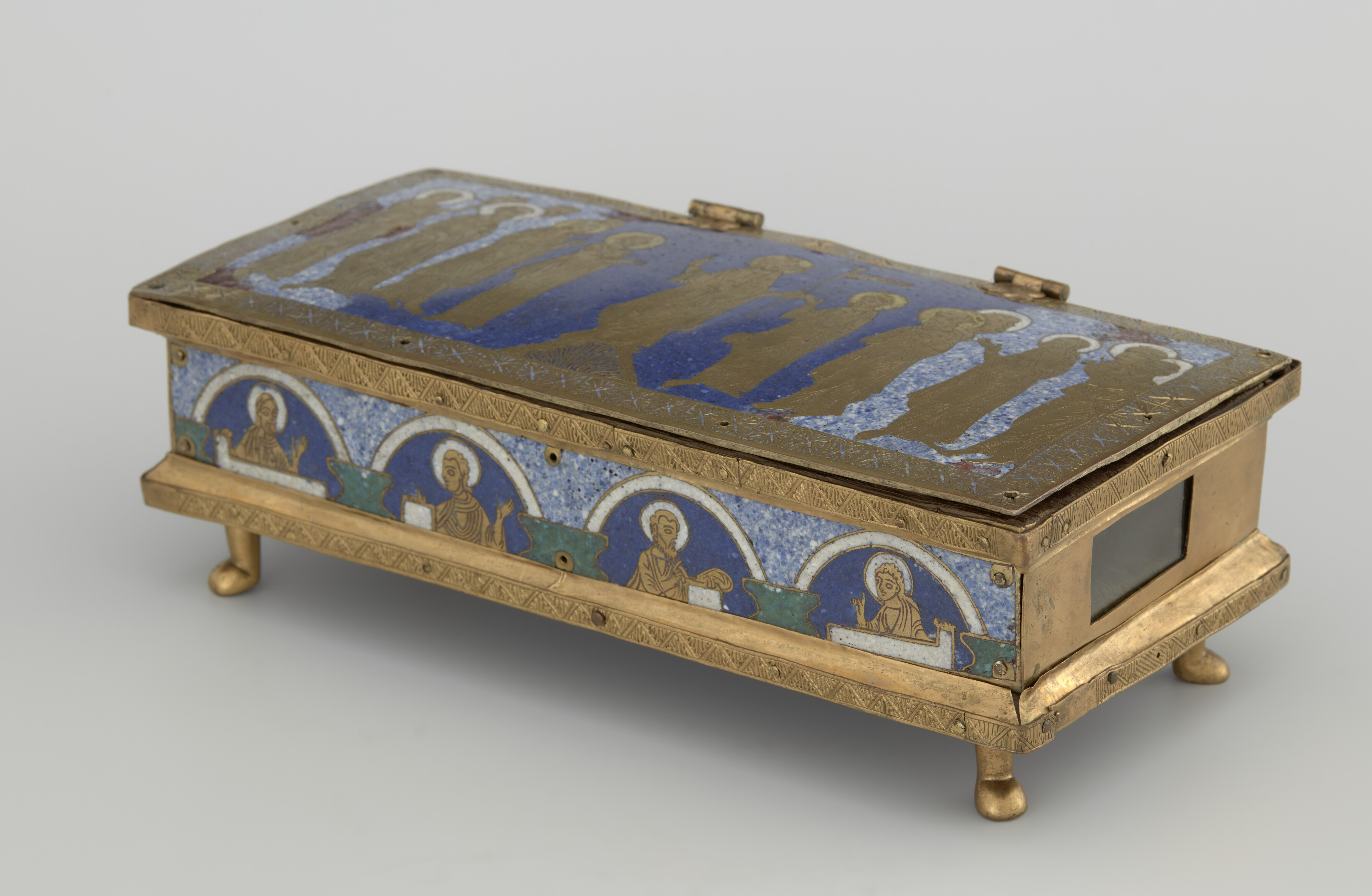
Relikwiarz włocławski tzw. kruszwicki, druga ćwierć XII wieku

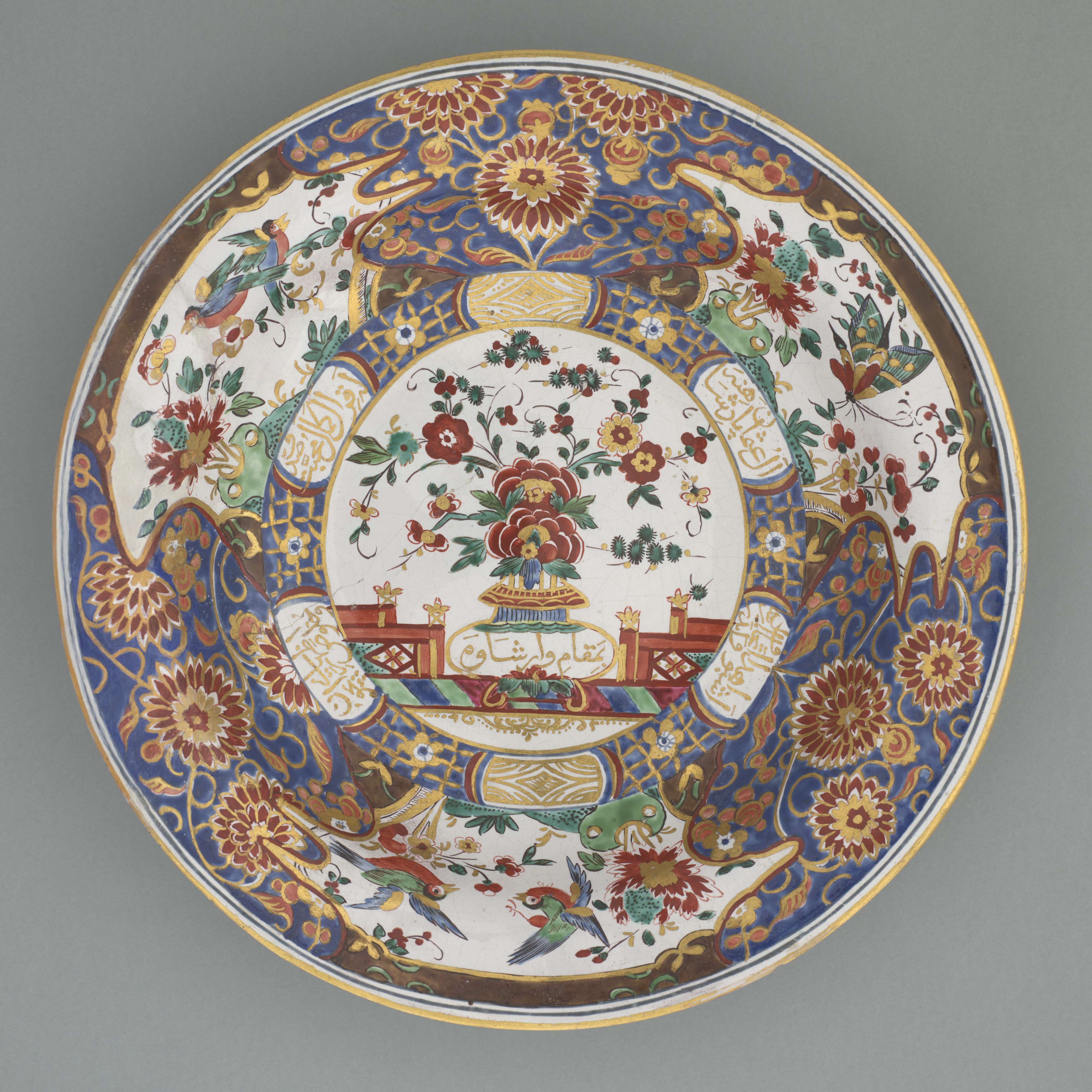
Talerz z tzw. serwisu sułtańskiego wykonanego przez królewską manufakturę fajansu w 1777

W trzech kondygnacjach Gmachu Głównego znajdują się galerie: na piętrze – Galeria Rzemiosła Artystycznego, a na drugim piętrze – XX + XXI. Galeria Sztuki Polskiej (do 2021 roku Galeria Sztuki Polskiej XX wieku, bez eksponatów z XXI wieku).
Galeria Rzemiosła Artystycznego prezentuje wyroby wykonane w Polsce i w Europie od wczesnego średniowiecza po okres secesji. Najcenniejszymi dziełami zaprezentowanymi w Galerii są: tzw. przedromańska Czara włocławska z X wieku, zawierając cykl scen z Księgi Sędziów, oraz romański relikwiarz włocławski z XII wieku w formie szkatuły. Z zabytków gotyckich wyróżnia się cykl witraży z zespołu klasztornego dominikanów w Krakowie. Ponadto w Galerii znajdują się fragmenty posadzek, kafle piecowe, stuła z opactwa w Tyńcu oraz piętnastowieczne ornaty z pretekstami. Nowożytność reprezentują m.in. srebra augsburskie, naczynia liturgiczne, zestawy stołowe. Pamiątkami po szlachcie i arystokracji są m.in. jedwabne pasy kontuszowe, a także kontusze i żupany, m.in. strój Jana Potockiego z trzeciego ćwierćwiecza XVIII wieku. Zachowała się duża kolekcja szkła, m.in. kolekcja szkieł barokowych z manufaktur w Lubaczowie i Urzeczu, zespół szkieł serwisowych głównie z Polski, Czech i Niemiec. Natomiast wśród wyrobów ceramiki i fajansu – m.in. kafle z pieca z pałacu biskupiego w Krakowie, porcelana miśnieńska i z Sèvres. Z secesji – m.in. serwis projektu Josefa Hoffmanna z 1900 roku oraz wazon Jana Szczepkowskiego. Duży zespół tworzą zabytki konwisarstwa, ludwisarstwa, ślusarstwa i kowalstwa artystycznego. Bogatą kolekcję stanowią meble od średniowiecza po XIX wiek z rekonstrukcjami sal w stylu gdańskim, a także empire i biedermeier. W Galerii prezentowane są również zegary, w tym zespół XVII-wiecznych zegarów kaflowych, a ponadto zegarów stołowych i kominkowych. W Galerii znajdują się również obiekty osobiste po polskich osobistościach XIX wieku, m.in. Adamie Mickiewiczu, a także liczne judaika – przedmioty związane z liturgią (gł. XVII-XVIII w.), wśród nich drewniany Aron-ha-kodesz do przechowywania zwojów Tory.
XX + XXI. Galeria Sztuki Polskiej prezentuje dzieła od okresu Młodej Polski po czasy najnowsze. Galerię otwierają dzieła z okresu secesji, wśród nich Dziewczynka z chryzantemami i Bretonka Olgi Boznańskiej, Czesząca się Władysława Ślewińskiego, rzeźbiony Pochód na Wawel Wacława Szymanowskiego, zespół kartonów witrażowych Stanisława Wyspiańskiego, pejzaże Jana Stanisławskiego i jego uczniów. Bogaty zespół tworzą obrazy i rzeźby mistrzów polskiej awangardy, wśród nich obrazy i rzeźby Zbigniewa Pronaszki, cykl kilkunastu obrazów Stanisława Ignacego Witkiewicza, a także m.in. dzieła Leona Chwistka, Tytusa Czyżewskiego, Stanisława Osostowicza. Koloryzm reprezentują dzieła Jana Cybisa i jego żony Hanny Rudzkiej-Cybisowej, Artura Nacht-Samborskiego, Jana Szancenbacha, Piotra Potworowskiego. Powojenną sztukę otwierają obrazy, rzeźby i instalacje Grupy Krakowskiej, z dziełami Tadeusza Kantora (Pokój Odysa, Emballage Hołdu Pruskiego, według Jana Matejki), Jonasza Sterna (Akt), Marii Jaremy (Rytm II), Jerzego Nowosielskiego (Villa dei Misteri). W Galerii znajdują się też dzieła grupy Wprost na czele z obrazami Andrzeja Wróblewskiego. Problemy feminizmu obrazują dzieła artystek takich jak Katarzyna Kobro, Alina Szapocznikow czy Katarzyna Kozyra. Najnowsze tendencje i kierunki obrazują dzieła m.in. Grzegorza Sztwiertni, Rafała Bujnowskiego, Wilhelma Sasnala, Jadwigi Sawickiej czy Leona Tarasewicza (Bez tytułu) oraz dzieła pedagogów krakowskiej ASP, m.in. Jana Tarasina.
W latach 1991–2023 w Gmachu Głównym istniała ekspozycja „Broń i Barwa w Polsce”. Prezentowane były w niej zabytki wojskowości od X wieku do II wojny światowej. Z dzieł najstarszych wyróżniał się hełm szyszakowy z XI wieku. Galeria posiadała kolekcję XVII-wiecznych zbroi husarskich. Z pamiątek po hetmanach zachował się m.in. rząd koński Stefana Czarnieckiego, złoty buzdygan i zbroja karacenowa Stanisława Jabłonowskiego, znak hetmański Hieronima Lubomirskiego. Wśród zabytków po dowódcach wojskowych zachowały się natomiast m.in. sukmana Tadeusza Kościuszki, Gwiazda Orderu Virtuti Militari księcia Józefa Poniatowskiego i mundur Józefa Piłsudskiego. W 2023 roku zaplanowano przeniesienie „Broni i Barwy w Polsce” do Muzeum Książąt Czartoryskich.

### Pałac Biskupa Erazma Ciołka

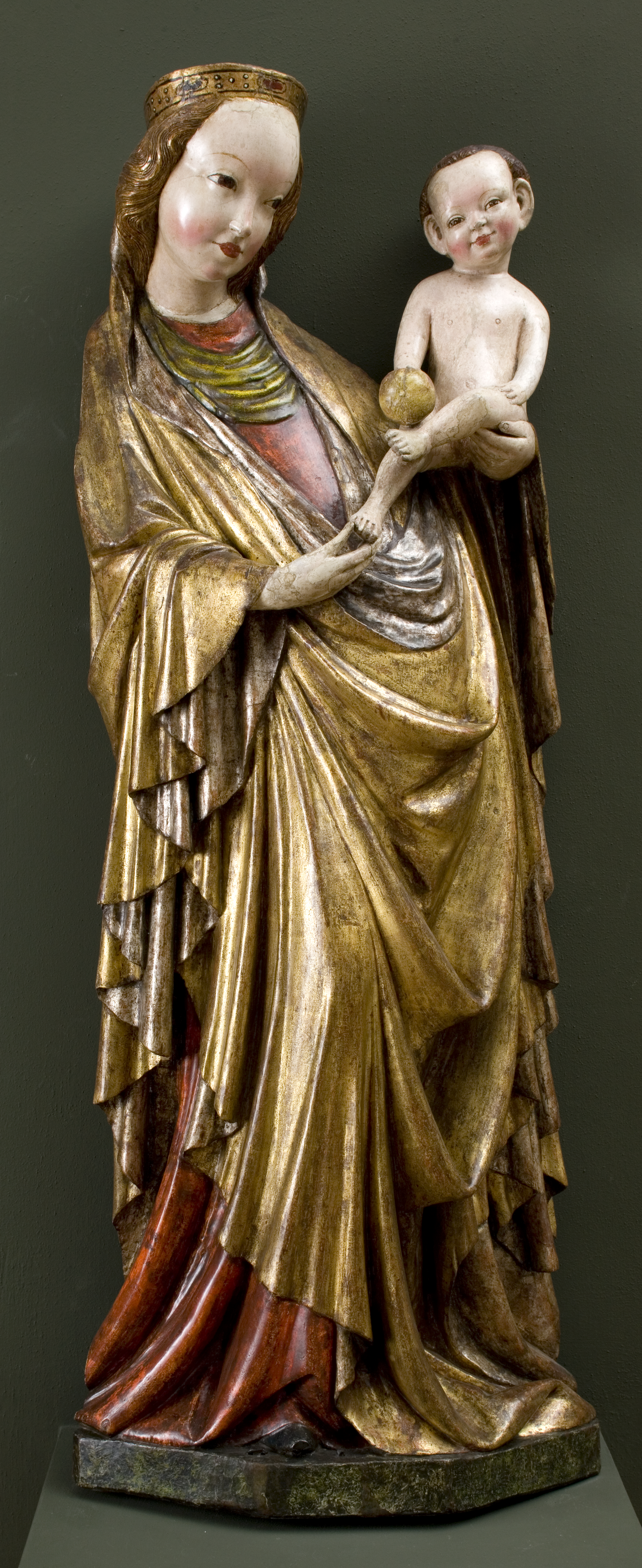
Matka Boska z Dzieciątkiem, z kościoła w Krużlowej Wyżnej, rzeźba, około 1410

Położony przy ul. Kanoniczej pałac został wzniesiony w latach 1503–1505 w stylu renesansowym i stał się rezydencją biskupa płockiego Erazma Ciołka, humanisty, mecenasa sztuki i sekretarza króla Aleksandra Jagiellończyka. Następnie był on rezydencją kolejnych biskupów Krakowa, w 1805 został przejęty przez rząd austriacki i ulegał stopniowej degradacji. Zniszczony pałac w 1996 został przekazany Muzeum Narodowemu, w latach 1999–2006 dokonano kompleksowej rewaloryzacji obiektu. Obiekt zaadaptowano na cele muzealne, jednakże zachowując obiektowi częściowo charakter pałacowy. W salach utworzono dwie galerie, sztuki dawnej do XVIII wieku (na piętrze) oraz sztuki cerkiewnej (na parterze). Ponadto w pałacu mieści się pracownia konserwacji malarstwa i rzeźby.
Wystawa Sztuka Dawnej Polski. XII–XVIII wiek gromadzi dzieła malarstwa, rzeźby i rzemiosła artystycznego od stylu romańskiego po późny barok. Spośród wielkiej kolekcji gotyckiego malarstwa tablicowego wyróżniają się retabula ołtarzowe lub pochodzące z nich obrazy (Ukrzyżowanie z Korzennej). Wysoką klasę artystyczną reprezentują dzieła takie jak Tryptyk z Trzebuni (1400–1430) reprezentujący gotyk międzynarodowy, Epitafium Wierzbięty z Branic (przed 1425). Na wystawie eksponowane są też dzieła takie jak Poliptyk Augustiański (ok. 1468) i Trzy Marie u grobu (ok. 1470) – przypisywane Mikołajowi Haberschrackowi, Tryptyk z Rozesłaniem Apostołów, Zwiastowanie z kościoła w Cięcinie, poliptyk z Lusiny, obraz Święty Stanisław z Piotrawinem i wiele innych. Wśród zasobów pałacu biskupa Ciołka znajdują się też rzeźby takie jak Madonna z Dzieciątkiem z Regulic, Madonna z Krużlowej, Chrystus na osiołku z Szydłowca. Z dzieł malarstwa ściennego zachował się strop z kościoła w Kozach koło Bielska. Cenną kolekcję tworzą dzieła Wita Stwosza, jego kręgu – uczniów i naśladowców. Są to m.in. Chrystus w ogrodzie Oliwnym i krucyfiks drewniany (dzieła Stwosza) czy Święta Katarzyna z kościoła w Iwanowicach. Okres renesansu reprezentowany jest zarówno przez północną (Hans Dürer, brat Albrechta), jak i włoską odmianę tego kierunku (Giovanni Maria Padovano). Z innych dzieł można obejrzeć np. renesansowy ołtarz z kaplicy biskupa Konarskiego przy katedrze krakowskiej z obrazami pędzla Michała Lancza z Kitzingen. Z ekspozycji sztuki barokowej wyróżniają się dzieła związane z nurtem kontrreformackim (zespół portretów trumiennych i dzieła związane ze zwyczajem pogrzebowym w XVII w.) oraz tradycją portretu staropolskiego (cykl portretów osobistości szlachty w Sali Cnót), a także dzieła Tadeusza Kuntze (Cud św. Jana Kantego, 1767). W piwnicach znajduje się zespół odlewów znanych dzieł sztuki romańskiej i gotyckiej Krakowa i Polski.
W salach parteru znajduje się galeria „Sztuka Cerkiewna Dawnej Rzeczypospolitej”, zawierająca bogaty zbiór malarstwa i rzemiosła artystycznego związanego z Kościołem Wschodnim. Najwięcej dzieł pochodzi z południowo-wschodniej rubieży dawnej Rzeczypospolitej Obojga Narodów. Cenny zespół malarstwa ikonowego XV-XX w. reprezentują np. Święta Paraskewa Wielka Męczennica ze scenami z żywota i pasji (XV w.), Matka Boska Hodegetria z prorokami oraz świętymi Joachimem i Anną (1. poł. XVI w.), Oblicze Chrystusa na chuście (ikona z XV w.), Welon Matki Boskiej (ostatnie ćwierćwiecze XVII w.), Święty Jerzy walczący ze smokiem (XVII w.). Cennym dziełem jest ikona Trójcy Świętej (II połowa XVI w.), łącząca łacińską i grecką tradycję ikonograficzną Ojca, Syna i Ducha Świętego. Kolekcję malarstwa ikonowego zamyka obraz Święta Paraskewa Jerzego Nowisielskiego (1974). W Galerii znajdują się również kompletny ikonostas z Lipowca na Bracławszczyźnie (XVIII wiek) oraz liczne staroruskie krzyże procesyjne, krzyże ręczne, obrzędowe, enkolpiony (krzyżyki relikwiarzowe), plakiety starowierskie, tkaniny (tzw. płaszczanice, używane w czasie obrzędów wielkotygodniowych) i paramenty liturgiczne oraz chorągwie.

### Galeria Sztuki Polskiej XIX wieku w Sukiennicach

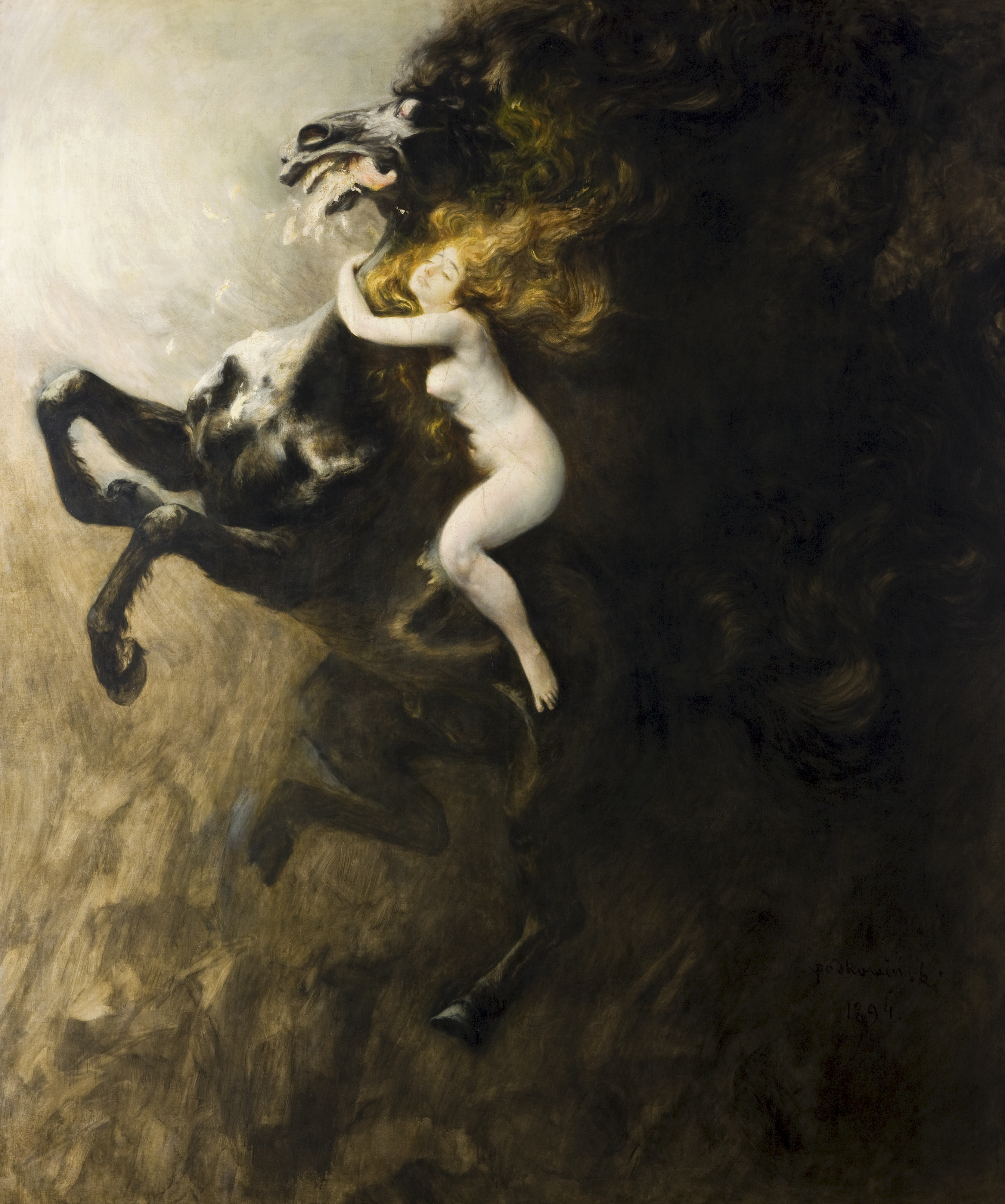
Władysław Podkowiński, Szał uniesień, 1894

Położone pośrodku Rynku Głównego Sukiennice są pierwszą siedzibą krakowskiego Muzeum Narodowego. Ze względu na historyczną wartość Sukiennic, po utworzeniu poszczególnych oddziałów w salach piętra pozostawiono dzieła sztuki polskiej z okresu stanisławowskiego i okresu zaborów. Dzieła prezentowane są w czterech salach.
W Sali Oświecenia (zwanej też Salą Bacciarellego) prezentowane są sceny historyczne i rodzajowe oraz portrety powstałe w drugiej połowie wieku XVIII, ilustrujące trendy klasycystyczne i preromantyczne. Można tu zobaczyć prace artystów spoza Polski: Marcelego Bacciarellego, Per Kraffta Starszego, Józefa Grassiego, działających na dworze Stanisława Augusta Poniatowskiego. Ponadto znajdują się tam dzieła malarzy polskich: Aleksandra Orłowskiego i Franciszka Smuglewicza.
Sala Michałowskiego, malarza romantyzmu, prezentuje obrazy artysty takie jak Somosierra, Seńko, Oddział Krakusów oraz rzeźbiony w brązie portret konny Napoleona I. Ponadto wystawione są tam dzieła Artura Grottgera, Józefa Simmlera, Wojciecha Stattlera oraz Henryka Rodakowskiego.
Sala Siemiradzkiego prezentuje dzieła okresu pozytywizmu, głównie malarstwa akademickiego, realizmu i realizmu historycznego. Można tam obejrzeć między innymi obrazy Wernyhora Jana Matejki, Śmierć Ellenai Jacka Malczewskiego, Pochodnie Nerona Henryka Siemiradzkiego, ale też dzieła Wojciecha Gersona, Maksymiliana Antoniego Piotrowskiego, Kazimierza Alchimowicza, Witolda Piwnickiego.
W Sali Chełmońskiego eksponowane jest malarstwo realizmu, impresjonizmu i wczesnego symbolizmu. Dominują obrazy pejzażowe Józefa Szermentowskiego, Stanisława Masłowskiego, malarstwo rodzajowe Józefa Chełmońskiego (Czwórka i Burza) oraz prace Józefa Brandta. W sali tej prezentowane są też realistyczne kompozycje Aleksandra Gierymskiego (Trąbki i Wieczór nad Sekwaną), Wigilia na Syberii Jacka Malczewskiego, obrazy Adama Chmielowskiego, jak również impresjonistyczne kompozycje Leona Wyczółkowskiego (Rybak) i Jana Stanisławskiego (Ule na Ukrainie). Aspekt symboliczny zawierają dzieła Introdukcja (Malarczyk)  Malczewskiego i Szał uniesień Władysława Podkowińskiego.
Galeria Sztuki Polskiej XIX wieku w Sukiennicach eksponuje również między innymi rzeźby Jakuba Tatarkiewicza, Piusa Welońskiego, Antoniego Kurzawy, Antoniego Madeyskiego.

### Dom Jana Matejki

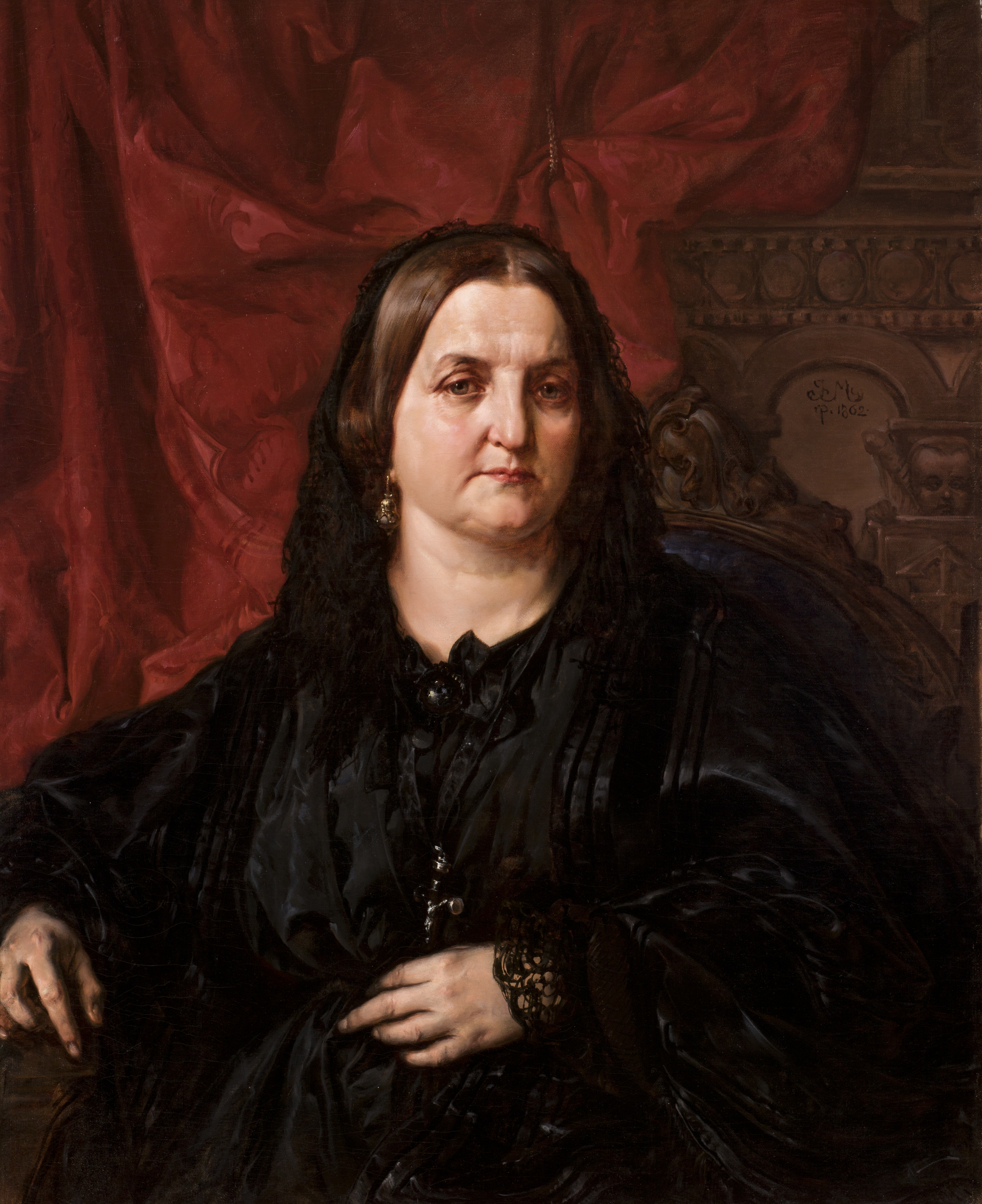
Jan Matejko, Portret Pauliny Giebułtowskiej (matki Teodory i teściowej artysty), olej na płótnie, 1862

Położona przy ul. Floriańskiej 41 kamienica (przebudowywana w XVIII i XIX w.) jest miejscem narodzin, dzieciństwa, życia rodzinnego, twórczości i śmierci Jana Matejki (1838–1893), który oprócz malarstwa zajmował się kolekcjonerstwem dzieł sztuki. Powołane po śmierci artysty Towarzystwo im. Jana Matejki wystosowało plan założenia w jego domu muzeum biograficznego. Muzeum otwarto w 1898 roku, a w 1904 roku zostało oddziałem MNK. W salach prezentowane są pamiątki po artyście, jego żonie Teodorze, dzieciach Tadeuszu, Helenie, Beacie, Jerzym i Reginie. Ponadto muzeum prezentuje kulisy twórczości Matejki, w tym liczne szkice rysunkowe (m.in. liczne studia rekwizytów użytych do obrazów historycznych) i olejne (Mikołaj Kopernik, czyli rozmowa z Bogiem). Ponadto szereg obrazów mniejszego formatu m.in. pochodzące z młodszego okresu twórczości Martwa natura, Widok z wieży ratuszowej, dojrzałego – m.in. Portret Pauliny Giebułtowskiej, późnego – Jan III Sobieski wręcza kanonikowi Denhoffowi list do papieża z wiadomością o zwycięstwie nad Turkami pod Wiedniem w 1683 r., Carowie Szujscy na sejmie warszawskim, Autoportret. W zbiorach znajdują się również dzieła malarstwa, które nabył sam artysta zarówno dzieła dawne (m.in. dwa późnogotyckie tryptyki z XV i XVI wieku, portret Mikołaja Kopernika z wieku XVIII) jak współczesne malarzowi (m.in. Portret Cziczerina Ilji Riepina, z 1894; akwarela Paula Delaroche’a Noc św. Bartłomieja z 1 poł. XIX w.) Ponadto kartony do polichromii krakowskiego kościoła NMP. Kolekcja artysty zawiera dzieła rzeźby (krzyż z przełomu XIV/XV wieku), rzemiosła (gobelin flamandzki z XVIII wieku z przedstawieniem anioła), tkaniny (dalmatyka włoska z XV w., stroje szlacheckie), militaria, zbiór narzędzi tortur z krakowskiego ratusza. Zachowała się też biblioteczka artysty z kilkoma starodrukami z XVI-XVIII w. Ponadto obrazy Teodory, żony Jana Matejki, liczne listy do artysty m.in. od Władysława Czartoryskiego, Henryka Sienkiewicza, Stanisława Tarnowskiego, nagrody za osiągnięcia oraz bogata fotodokumentacja obejmująca dagerotypy i zdjęcia zarówno z życia artystycznego jak rodzinnego.

### Kamienica Szołayskich im. Feliksa Jasieńskiego

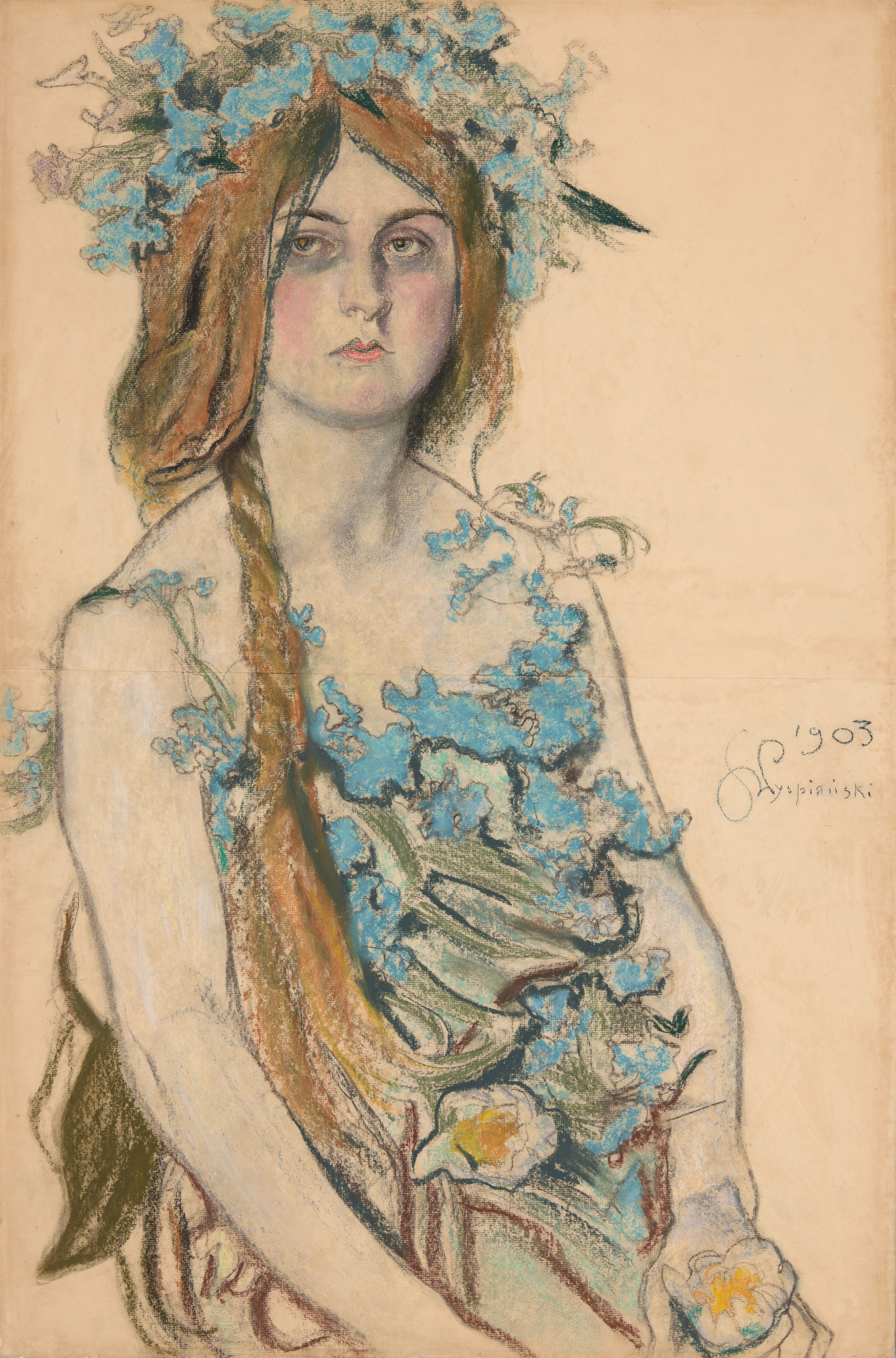
Stanisław Wyspiański, Portret Władysławy Ordon-Sosnowskiej w roli Krasawicy w dramacie „Bolesław Śmiały”, pastel na papierze, 1903

Kamienica Szołayskich ma metrykę sięgającą XVII stulecia. Od 1904, de iure, a od 1928 de facto w posiadaniu Muzeum Narodowego. W swojej historii trzykrotnie zmieniały się galerie, początkowo Oddział im. Feliksa “Mangghi” Jasieńskiego, a po ostatniej wojnie do 1995 prezentowano tu dzieła sztuki średniowiecznej. Od 2003 roku, po długotrwałym remoncie kamienica stała się siedzibą Muzeum Stanisława Wyspiańskiego, które od 1983 do 2002 roku mieściło się przy ul. Kanoniczej 9 (obecnie rektorat Krakowskiej Akademii im. Andrzeja Frycza Modrzewskiego). W ostatnich latach oddział Muzeum Narodowego stał się przestrzenią wystaw zmiennych. Po remoncie i modernizacji budynku w 2012 r., uległa zmianie nazwa oddziału – aktualnie Muzeum Stanisława Wyspiańskiego zostało przekształcone w „Kamienicę Szołayskich im. Feliksa Jasieńskiego”. W oddziale, oprócz ekspozycji stałych i czasowych, odbywają się wykłady, koncerty, spektakle teatralne oraz zajęcia plastyczne dla dzieci i młodzieży. Część parteru odnowionego budynku przystosowano do obsługi publiczności, m.in. stworzono tu centrum informacji, sklep muzealny i kawiarnię oraz salę wielofunkcyjną.
1 lutego 2013 roku, w pierwszą rocznicę śmierci Wisławy Szymborskiej, w Kamienicy Szołayskich została otwarta wystawa „Szuflada Szymborskiej”.

### Dom Józefa Mehoffera

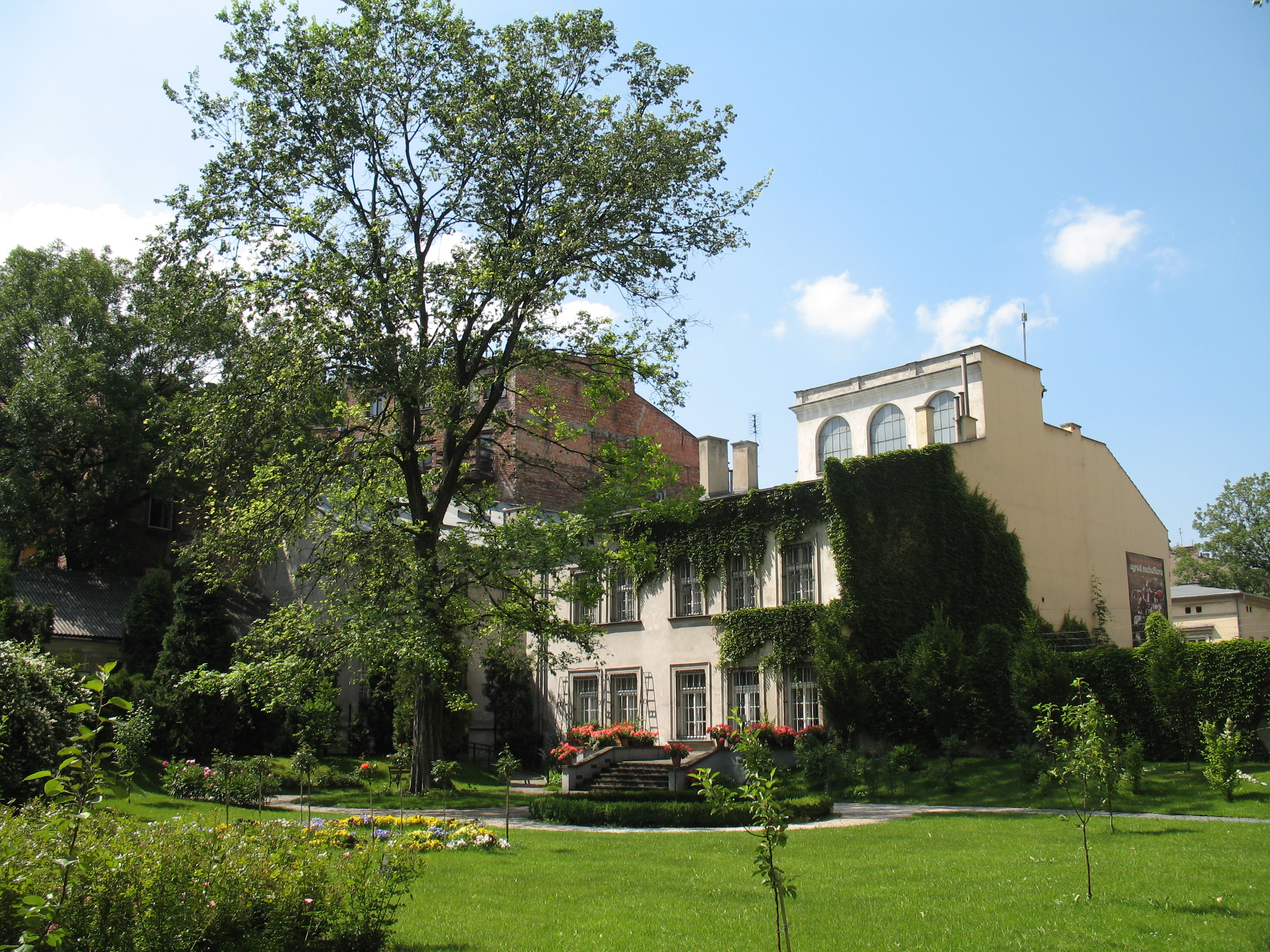
Ogród przy Domu Józefa Mehoffera – widok ogólny

Dwukondygnacyjny dom przy ul. Krupniczej 26 mieści muzeum z ekspozycjami o charakterze monograficznym poświęconymi Józefowi Mehofferowi (1869–1946), uczniowi Jana Matejki, przyjacielowi Stanisława Wyspiańskiego, malarzowi i witrażyście Młodej Polski i okresu modernizmu. Artysta nabył dom w 1932 r., gdzie urządził wnętrza w swoim stylu. Inicjatorem powstania muzeum był syn artysty – Zbigniew, realizatorem wnuk, Ryszard. Za zgodą rodziny artysty, w 1986 dom przekazano Muzeum Narodowemu, ponadto rodzina podarowała MNK część dzieł Józefa Mehoffera dla zachowania pierwotnego wystroju wnętrz kamienicy. Po remoncie Muzeum otwarto zwiedzającym w 1996 roku. Dom Mehoffera jest syntezą galerii obrazów (m.in. Portret żony, Wisła pod Niepołomicami, Portret Zofii Minderowej, Czerwona parasolka) i muzeum wnętrz modernistycznych. Ponadto liczne witraże (Caritas, Vita Somnium Breve, Wiara, Nadzieja i Miłość) oraz kartony do polichromii i witraży, szkice i rysunki. Dopełnieniem muzeum jest zrekonstruowany w 2004 roku liczący 16 arów malowniczy ogród projektu artysty. Muzeum organizuje spotkania artystyczne, konferencje naukowe i koncerty kameralne.

### Muzeum Karola Szymanowskiego

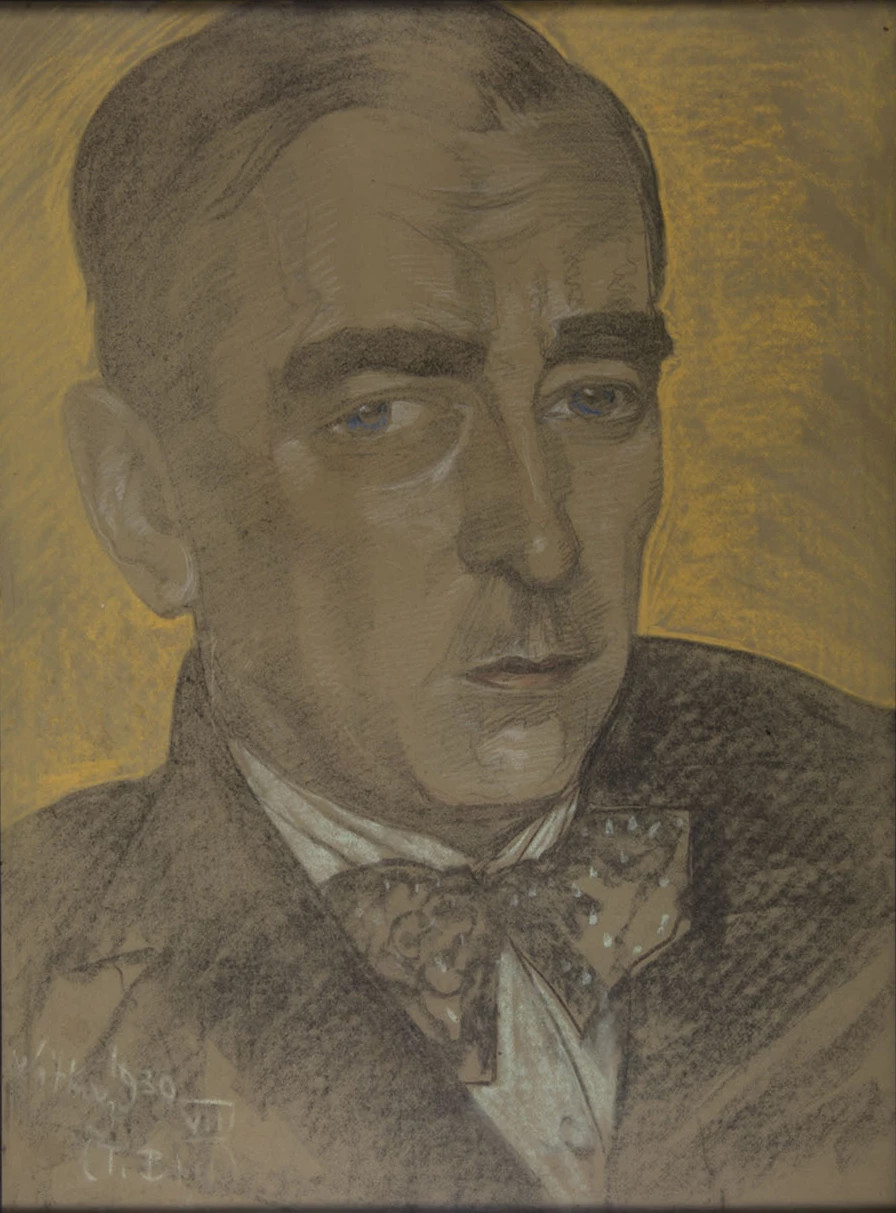
Stanisław Ignacy Witkiewicz, Portret Karola Szymanowskiego, pastel na papierze, 1930

Muzeum o charakterze biograficznym mieści się w willi „Atma”, położonej przy ul. Kasprusie 19 w Zakopanem, zbudowanej ok. 1890 roku przez Józefa Kasprusia-Stocha w stylu zakopiańskim. Karol Szymanowski (1882–1937) mieszkał i tworzył tu w latach 1930–1935. W latach 1975–1976 willa została odnowiona i zaadaptowana do celów muzealnych, choć koncepcja założenia muzeum kompozytora powstała przed wojną przez kompozytora Michała Kondrackiego. Siostrzenica Szymanowskiego, Krystyna Dąbrowska ofiarowała MNK bogate dziedzictwo po kompozytorze, m.in. strój koncertowy, zapisy nutowe, rzeczy osobiste, odznaczenia, listy, liczne zdjęcia (m.in. Jarosława Iwaszkiewicza). Ponadto trzy portrety kompozytora pędzla Witkacego, zespół mebli zakopiańskich i zrekonstruowany wystrój kilku pomieszczeń m.in. pracowni artysty z wiklinową etażerką mieszczącą bibliotekę Szymanowskiego, kozetką i „ładowskimi” fotelami na których wypoczywał artysta. Muzeum wraz z Towarzystwem Muzycznym im. Karola Szymanowskiego organizuje liczne koncerty w tym Dni Muzyki Karola Szymanowskiego oraz „Wieczory w Atmie” (koncerty kameralne).

### Muzeum im. Emeryka Hutten Czapskiego

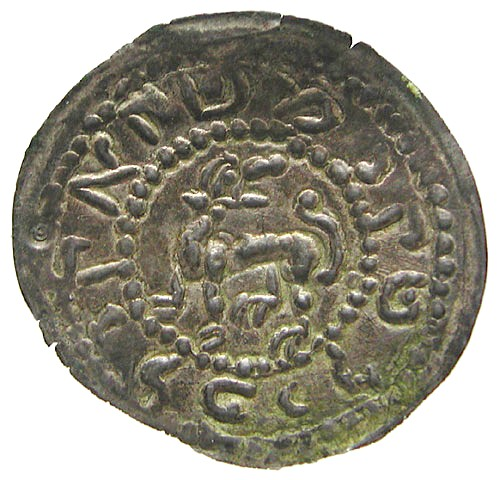
Brakteat Mieszka III Starego z napisem משקא קרל פלסק – mšk⊃ krl plsk. Srebro, XII wiek

Siedzibą Oddziału jest wzniesiony w latach 1883–1884 według projektu Leonarda Marconiego pałacyk, w którym zamieszkiwał Antoni Krasiński. 10 lat później obiekt wykupił Emeryk Hutten-Czapski (1828–1896), kolekcjonera dzieł sztuki (rzemiosło artystyczne, numizmaty, grafika), który w testamencie obiekt wraz ze zbiorami przekazał MNK. Obecnie obiekt przechodzi generalny remont. W sąsiedniej kamienicy podarowanej Muzeum w 1964 znajduje się szereg instytucji wewnętrznych: Dział Starych Druków i Rękopisów, Archiwum Zakładowe MNK, a także Pracownia Konserwacji Papieru i Skóry i Introligatornia oraz Laboratorium Analiz i Nieniszczących Badań Obiektów Zabytkowych. Wśród monet wyróżniają się m.in. denar Bolesława Chrobrego GNEZDVN CIVITAS, dukat Władysława Łokietka, grosze Kazimierza Wielkiego, zespoły monet pochodzące ze skarbów (Dzierznica, Pełczyska). Ponadto monety antyczne (greckie, aleksandryjskie, rzymskie i celtyckie), monety piastowskie oraz zabytki fałszerstwa. Z numizmatyki zagranicznej m.in. monety niemieckie, anglosaskie, czeskie. Ponadto XIX-wieczne stemple majnertowskie, służących do fałszowania monet mennicy warszawskiej, medale religijne, monety prywatne i rozmaite medale za osiągnięcia (m.in. dzieła Samuela Ammona, Jana Filipa Holzhaeussera i Christiana Wermutha). Dużą kolekcję tworzą banknoty w tym najstarsze polskie z 1794 r.

### Muzeum Książąt Czartoryskich

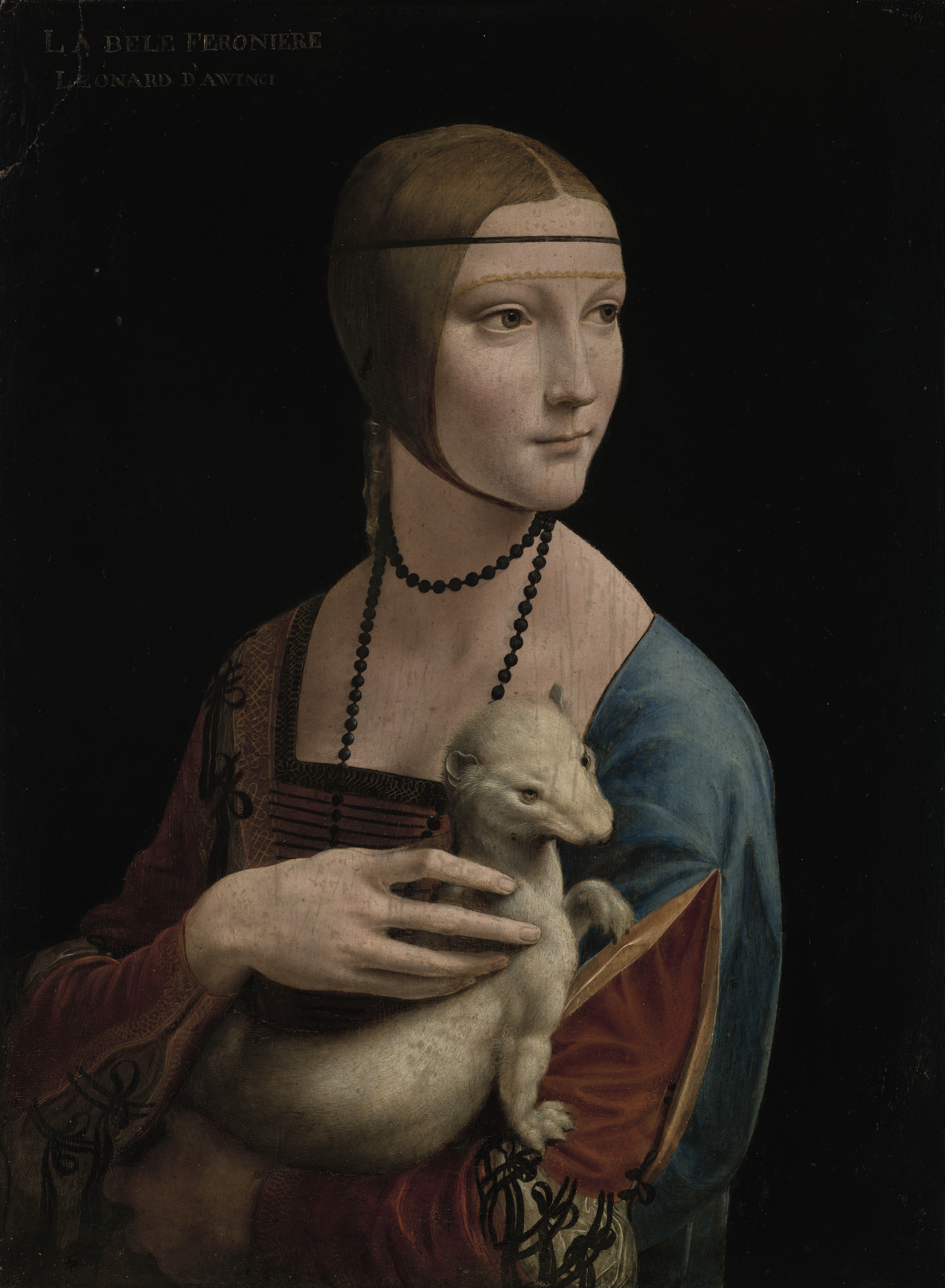
Leonardo da Vinci, portret Cecylii Gallerani jako Dama z gronostajem, ok. 1490. Zakup Adama Jerzego Czartoryskiego i dar dla Izabeli Czartoryskiej. W zbiorach książęcych od 1800 r.

Muzeum Książąt Czartoryskich, które od 1950 roku zostało włączone do struktur Muzeum Narodowego w Krakowie jest najstarszą placówką tego typu na ziemiach polskich. Po upadku państwa polskiego, księżna Izabela z Flemingów Czartoryska w celu ocalenia polskiego dziedzictwa narodowego zgromadziła bogatą kolekcję dzieł sztuki i pamiątek po znanych Polakach. Ponadto zgromadziła liczne dzieła sztuki europejskiej, które razem zgromadziła w Puławach (w pałacu oraz w świątyni Sybilli i Domie Gotyckim). Zgodnie z dewizą „Przeszłość przyszłości” tradycję muzealniczą kontynuowali kolejni przedstawiciele rodu Czartoryskich, pomimo rozproszeń i ubytków podczas powstań, wojen lub z nakazu zaborcy Czartoryscy zgromadzili bogaty zbiór światowego dziedzictwa kulturowego, od starożytności po współczesność, w tym dzieła czołowych artystów Polski i Europy. Po przenosinach do Sieniawy i Paryża od 1876 roku siedzibą muzeum jest Kraków. Zbiory zostały ulokowane w dawnym budynkach arsenału oraz klasztoru Pijarów. W roku 1991 Adam Karol Czartoryski przekazał zbiory narodowi, a ponadto w celu opieki nad muzealiami powołał Fundację Książąt Czartoryskich. Obecnie siedziba muzeum (Pałac Czartoryskich i Klasztorek) przechodzą generalny remont. Zbiory Czartoryskich obecnie składają się z pięciu działów: Sztuki Starożytnej, Malarstwa Europejskiego i Rzeźby, Europejskiego Rzemiosła Artystycznego, Zbrojowni i Gabinetu Rycin i Rysunków.
W kolekcji sztuki starożytnej znajdują się dzieła plastyki z całego basenu Morza Śródziemnego, a także z Bliskiego Wschodu. Starożytny Egipt reprezentują m.in. stele grobowe, sarkofagi z mumiami (m.in. Asetemachbit, z IX w. p.n.e.), portrety mumiowe, figury kultowe, papirusy z tekstami Księgi umarłych oraz biżuteria i przedmioty codziennego użytku. Kolekcję dzieł sztuki starożytnej Grecji tworzą hellenistyczna figurka Nike Myrina z II w. p.n.e. bogaty zbiór malarstwa wazowego egzemplifikują działa ceramiki orientalizującej, czarnofigurowej, czerwonofigurowej. Ponadto medaliony, monety oraz przedmioty codziennego użytku. Prezentację sztuki etruskiej tworzą trzy sarkofagi gliniane z rzeźbami, naczynia bucchero i czarnofigurowe (m.in. cista z Etrurii z 2 poł IV w. p.n.e.) oraz biżuteria ze złota i brązu. Momunemtalny zespół zabytków sztuki starożytnego Rzymu tworzą rzeźby (np. posąg Wenus typu Medici, portret Rzymianina, starochrześcijańskie sarkofagi) fragmenty malowideł ściennych. Ponadto zbiór naczyń z brązu, gliny i szkła, monet, gemm, biżuterii etc.

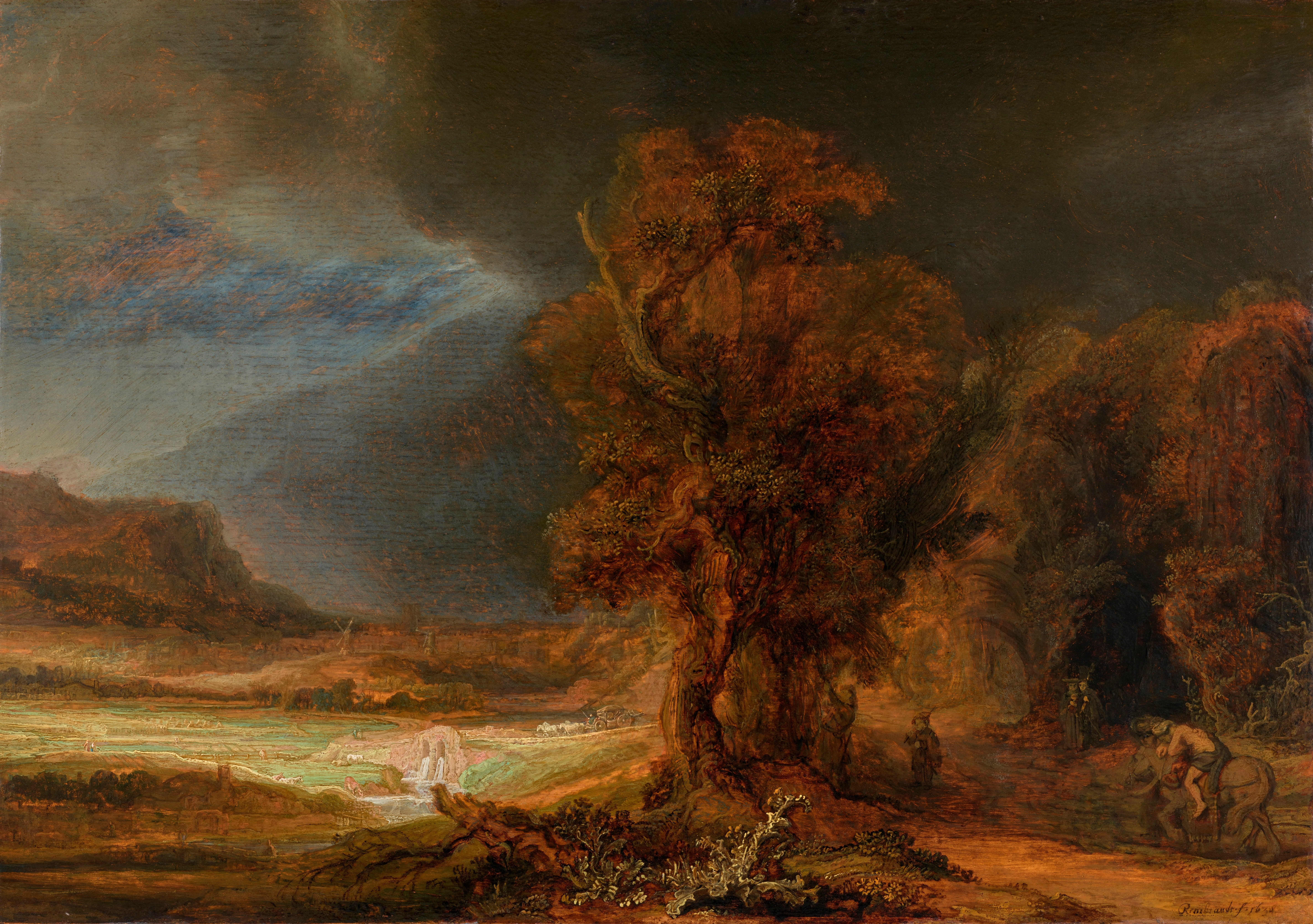
Rembrandt – Krajobraz z miłosiernym Samarytaninem, 1638

Galeria Malarstwa Europejskiego należy do największych zbiorów tego typu w kraju. Sztukę Italii tworzą obrazy malarzy Ducenta (m.in. Tryptyk Mistrza Klarysek) Trecenta (m.in. Ukrzyżowanie Mistrza Piety) Quatroccenta (m.in. Święci Antoni i Łucja Carla Crivellego, Madonna z Dzieciątkiem Giovanniego Belliniego, Dama z gronostajem Leonarda da Vinci) Cinquecenta (m.in. Matka Boska z Dzieciątkiem Vincenza Biagio Cateny) i wiele innych. Przykładami gotyckiego i renesansowego malarstwa zachodniego na północ od Alp są m.in. Zwiastowanie Dirka Boutsa, Święta Katarzyna Hansa Suess von Kulmbach, Miniatury portretowe rodziny Jagiellonów z kręgu Lucasa Cranacha Młodszego. Spośród licznych obrazów XVII-wieczngo malarstwa flamandzkiego i holenderskiego wyróżniają się Portret chłopca w stroju polskim Caspara Netschera, Wnętrze gotyckiego kościoła Hendrika van Steenwijck Młodszego, Krajobraz z myśliwymi Cornelisa Vrooma i wiele innych. Najcenniejszym dziełem malarstwa holenderskiego w zbiorach Czartoryskich jest Krajobraz z miłosiernym Samarytaninem, jeden z niewielu zachowanych w Europie pejzaży pędzla Rembrandta van Rijn.

Lucas Cranach Młodszy (?) – Miniatury portretowe rodziny Jagiellonów, około 1565

Zabytki europejskiego rzemiosła artystycznego są świadectwem wielokierunkowego zainteresowania Czartoryskich. Jednym z najważniejszych nurtów było przedstawienie dziejów Polski poprzez wyeksponowanie pamiątek i relikwii po najważniejszych Polakach. W podobny sposób została ukazany obraz historii powszechniej, dzieła po wybitnych postaciach nauki, historii, kultury i sztuki, a także bohaterach literackich. Trzecim kierunkiem tworzenia zbiorów muzealnych było gromadzenie dzieł rzemiosła istotnych dla kierunków i tendencji w sztuce średniowiecznej, nowożytnej i nowoczesnej. Z pamiątek po Polakach prezentowane są m.in. sarkofagi z domniemanymi relikwiami Bolesława Chrobrego, Jana Kochanowskiego, dyptyk z malowanymi podobiznami Anny Jagiellonki i Barbary Radziwiłłówny pochodzący ze Szkatuły Królewskiej, kubek srebrny po Władysławie IV, kubek z kości słoniowej po Janie III Sobieskim, laska marszałkowska Stanisława Małachowskiego etc. Z pamiątek po osobistościach zagranicznych m.in. relikwie Heloizy i Abelarda, krzesło Willema Shakespeare’a, dzban na wino po Rudolfie II, szkatułka po Gustawie Adolfie, szkatułka z pamiątkami po Jean Jacques’u Rousseau etc. Bogatą kolekcję tworzą dzieła emalierskie, głównie z Limoges: relikwiarze, oprawy kodeksów, utensylia liturgiczne z XII-XIII w. Cenny zespół tworzą wyroby z kości słoniowej, głównie gotyckie (dyptyki, krzywaśnie z pastorałów, plakietki ze scenami chrystologicznymi, mariologicznymi i hagiograficznymi ponadto figurki dewocyjne), wykonane w Paryżu, a także bizantyjskie i włoskie z XI-XVIII w. Ponadto cenne dzieła tkactwa (m.in. antependium z Rudawy i tkanina namiotowa ze św. Anną Samotrzecią oraz brukselski gobelin ze Złotym Deszczem). Zabytki złotnictwa tworzą również nowożytne wyroby o charakterze świeckim, przede wszystkim dzieła pojedyncze lub zestawy na uczty, a ponadto serwisy z takich ośrodków jak Augsburg, Norymberga czy Gdańsk. Kolekcję majoliki włoskiej tworzą dzieła wieku XV i XVI – kulminacji rozwoju sztuki garncarstwa w Italii, głównie w ośrodkach takich jak Castelli, Deruta, Florencja, Faenza, Gubbio, Siena, Urbino i Wenecja. Ponadto dzieła majoliki hiszpańsko-mauretańskiej, porcelany miśnieńskiej, szkła weneckiego, tkaniny i kobierce oraz wyroby sztuki orientalnej, głównie perskiej i tureckiej, a także chińskiej i japońskiej. Ponadto kolekcja numizmatów z Polski i Europy.
Niewielki, choć bardzo cenny zarówno pod względem historycznym jak artystycznym zbiór militariów w lwiej części należy do pierwotnej kolekcji puławskiej, która w myśli Izabeli Czartoryskiej miała służyć do glorii krajowego oręża ku pokrzepieniu serc pozbawionych kraju Polaków. Cennym przykładami są tzw. tarcza wróżebna króla Jana III Sobieskiego, buzdygan Stefana Czarnieckiego, zespół zbroi husarskich (w tym karaceny hetmańskie), zdobycze z kampanii wiedeńskiej, buława Mikołaja Hieronima Sieniawskiego, chorągiew carów Szujskich, buława Michała Wiśniowieckiego. Ponadto bogata kolekcja uzbrojenia europejskiego z XV-XVIII wieku (w tym darowizny ze zbrojowni cesarskiej w Wiedniu), pamiątki po Tadeuszu Kościuszce, Janie Henryku Dąbrowskim, księciu Józefie Poniatowskim.

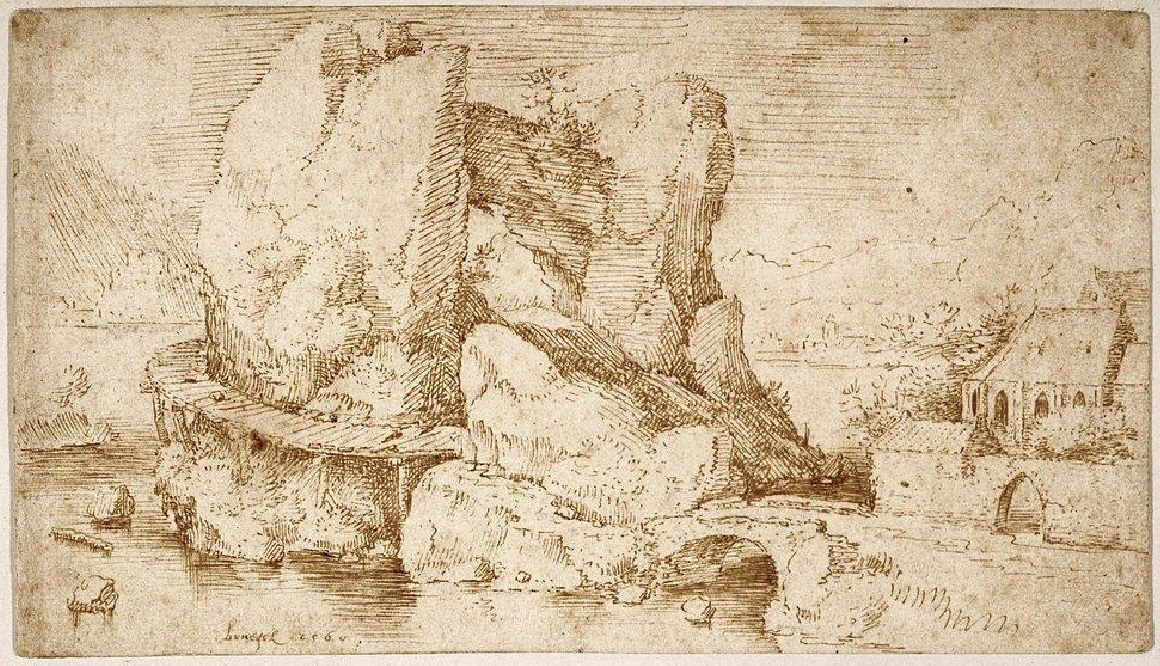
Pieter Bruegel Starszy – Krajobraz z wyspą skalistą (1560)

Gabinet Rysunków i Rycin gromadzi ponad 50 tysięcy dzieł rysunku, grafiki, projektu architektonicznego, fotografii i przedmiotów związanych z tymi technikami. Do najważniejszych dzieł grafiki należą drzeworyty i miedzioryty Albrechta Dürera, cykl „12 wielkich pejzaży” według Pietera Bruegla Starszego wydany przez Hieronima Cocka oraz Krajobraz z trzema drzewami Rembrandta. Ponadto rysunki m.in. Trzy głowy kobiece Gerarda Davida, Krajobraz z wyspą skalistą Pietera Bruegla Starszego, Krajobraz z zamarzniętym kanałem Jana van Goyena, cykl Kupidyni i putta Giandomenica Tiepola (syna Gianbattisty Tiepolo) (21 rysunków). Ponadto monumentalny zbiór rysunków i grafik Jana Piotra Norblina. Zachowały się także rysunki i szkice znanych osobistości, których działalność plastyczna była drugoplanowa, m.in. Tadeusza Kościuszki, Cypriana Kamila Norwida oraz członków rodu Czartoryskich. Oprócz rysunków cenną pamiątką po rodzie jest zachowany w komplecie zbiór planów adaptacji na muzeum budynków przy ul. Pijarskiej i św. Jana.

### Biblioteka Czartoryskich

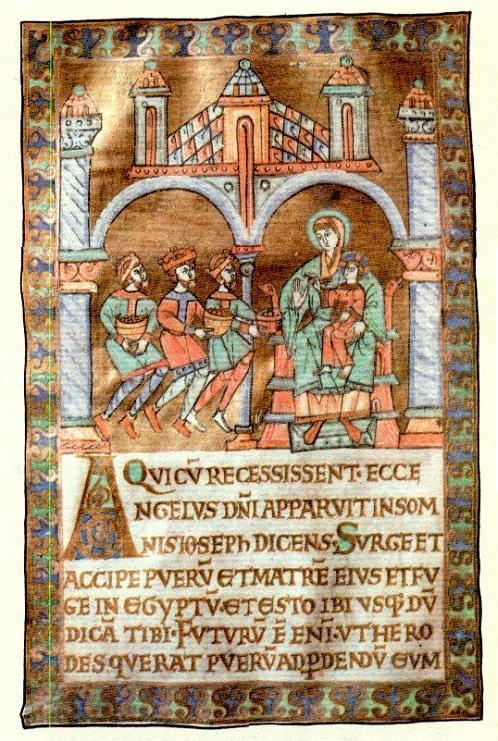
Pokłon Trzech Króli – miniatura ze Złotego Kodeksu Pułtuskiego z XI w.

Integralną częścią Zbiorów Książąt Czartoryskich jest biblioteka, która powstała na podstawie biblioteki rodowej Adama Kazimierza i Izabeli z Flemingów Czartoryskich. Następnie powstała koncepcja stworzenia biblioteki o charakterze narodowym. Pierwszym realizatorem planu był Adam Jerzy Czartoryski. Przed konfiskatą majątku książąt przez Rosjan w 1831 liczyła już 70 tys. druków i 3 tys. rękopisów. Bibliotekę ewakuowano do Paryża, Sieniawy i Kórnika. W 1874 r. książę Władysław, który zakupił w Paryżu wiele zabytkowych rękopisów ulokował zbiory w dawnym Arsenale Miejskim w Krakowie. W 1950 księgozbiór przejęło Muzeum Narodowe, które w 1961 wybudowało dla Biblioteki nowy gmach przy ul. św. Marka. Od 1971 r. Biblioteka jest instytucją naukowej o profilu humanistycznym. Od 1998 księgozbiór Czartoryskich został wpisany w Narodowy Zasób Biblioteczny.
Biblioteka dzieli się na dwa działy: Księgozbiór Czartoryskich oraz Archiwum i Zbiór Rękopisów Czartoryskich. Całość liczy około 13 tysięcy jednostek inwentarzowych. Znajdują się tu cenne dzieła o charakterze historycznym takie jak Teki Naruszewicza, część archiwum koronnego, akta panowań królów polskich od XIV-XVIII wieku, akt Unii Horodelskiej Polski z Litwą z 1413 roku, Annales seu cronicae incliti Regni Poloniae Jana Długosza (1455–1480 r.) akt Hołdu Pruskiego z 1525 roku, dzieła Macieja Miechowity i Marcina Kromera poświęcone historii Polski, Statuty Jana Łaskiego, które stanowią swego rodzaju konstytucję. Ponadto zbiór dokumentów pergaminowych od XII-XIX stulecia wydawanych przez władców polskich i obcych oraz papieży. Wyjątkową wartość mają dzieła naukowe i literackie m.in. cymelia takie jak De revolutionibus orbium coelestium Mikołaja Kopernika w oprawie z biblioteki króla Zygmunta Augusta, dzieła Stanisława Orzechowskiego i Andrzeja Frycza Modrzewskiego oraz egzemplarz Powieści o Róży. Ponadto bogato ilustrowane La cosmographie universalle... Sebastiana Münstera z roku 1550. Bogaty zbiór rękopisów iluminowanych tworzą dzieła od IX do XVII wieku, m.in. Złoty Kodeks Pułtuski (XI w.), Psałterz Puławski (XVI w.), Pontyfikał Erazma Ciołka (XVI w.) oraz Traktat o formach i przepisach turniejowych autorstwa René d’Anjou, modlitewnik koloński z XV w. z miniaturami z kręgu Stefana Lochnera czy modlitewnik Agnes de Kiquemberg, z miniaturami iluminatora paryskiego działającego w kręgu Mistrza Marszałka Boucicaut. Przechowywane są tu także liczne czasopisma w tym XVII-wieczne wydania „Gazette de France”, XVIII-wieczne numery „Gazety Polskiej”, „Monitor”, „Zabawy Przyjemne i Pożyteczne” etc. Ponadto liczne muzykalia, w tym średniowieczne utwory religijne takie jak antyfonarze, graduały i kancjonały. Ponadto utwory na fortepian kompozytorów XIX wieku oraz nuty do utworów o charakterze patriotycznym z czasów zaborów.
W skład księgozbioru wchodzi także archiwum rodzinne rodu Czartoryskich m.in. z dyplomem honorowego obywatela miasta Krakowa dla Władysława Czartoryskiego z 1880 roku, korespondencja z licznymi osobistościami (listy od i do Trzech Wieszczów, Fryderyka Chopina, Cypriana Kamila Norwida) oraz dokumentacja dotycząca historii i funkcjonowania biblioteki m.in. katalogi, inwentarze, rejestry czytelników, korespondencja bibliotekarzy, kwity z zakupów etc.

### Muzeum Stanisława Wyspiańskiego

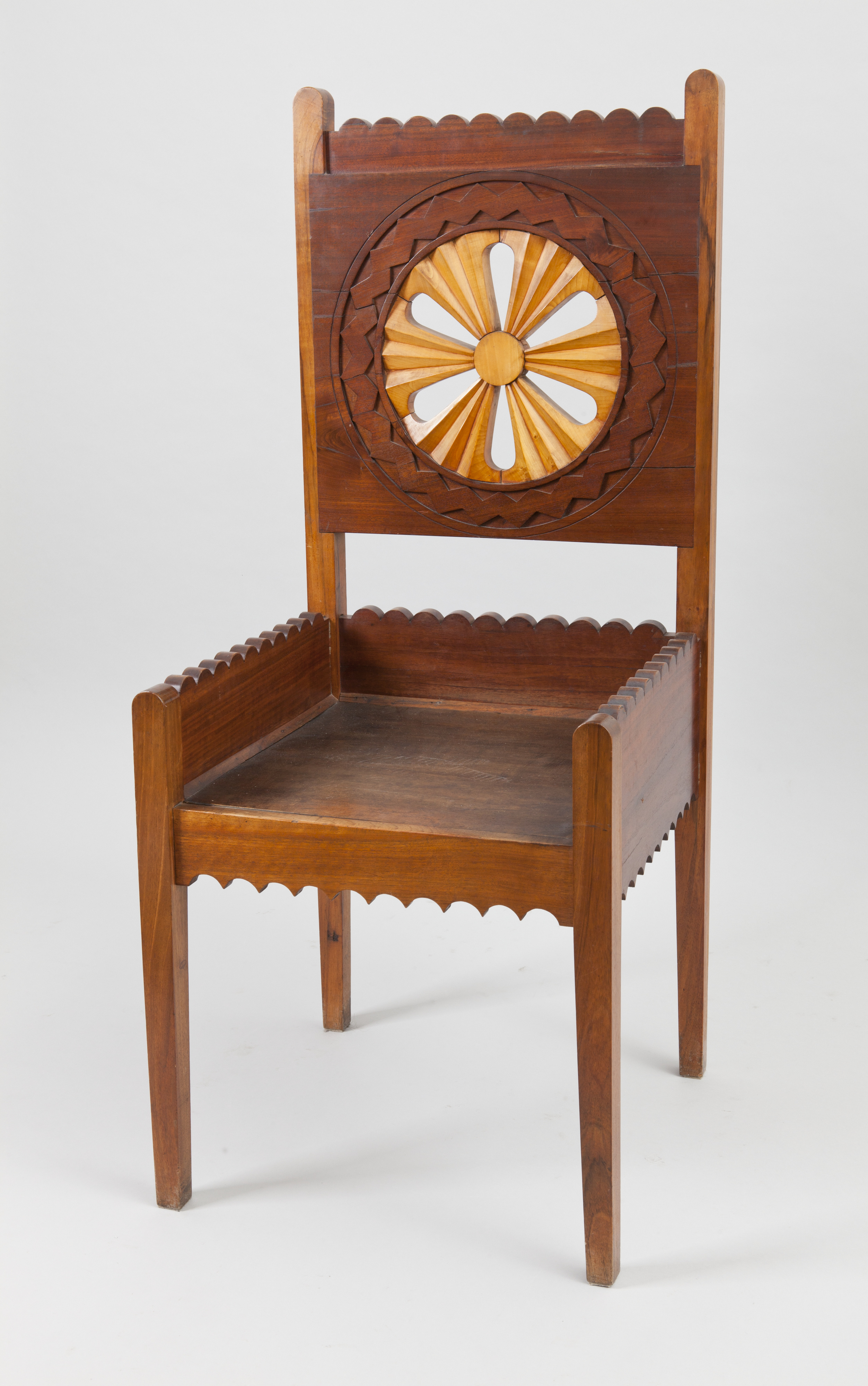
Krzesło - projekt Stanisława Wyspiańskiego z lat 1904-1905

Od grudnia 2021 roku stary spichlerz w Krakowie mieści zbiory Muzeum Stanisława Wyspiańskiego z kolekcji Muzeum Narodowego w Krakowie.
Remont budynku i jego adaptacja na cele muzealne miała miejsce w 2013 roku. Do 2021 roku spichlerz stanowił oddział MNK o nazwie Ośrodek Kultury Europejskiej „Europeum”. Była to ekspozycja prezentująca najważniejsze dzieła sztuki europejskiej, głównie malarstwa i rzeźby. Muzeum Narodowe w Krakowie zgromadziło około 1700 zabytków tego typu, dotąd (od 1958 r.) większość z nich była prezentowana w Muzeum Czartoryskich. W zbiorach znajdują się dzieła sztuki dawnej m.in. włoskiej, niderlandzkiej (flamandzkiej i holenderskiej), niemieckiej, francuskiej i hiszpańskiej, od XIV do XVIII wieku, a także europejskie dzieła sztuki nowoczesnej. Z dzieł sztuki gotyckiej wyróżniają się madonny z Katalonii i krajów niemieckich. Kolekcję sztuki nowożytnej „Europeum” tworzą obrazy z okresu: gotyku (Paolo Veneziano Ukrzyżowanie), renesansu (Denis Calvaert Sąd Ostateczny, Lucas Cranach Młodszy Portret Philipp Melanchthon, Lavinia Fontana Judyta z głową Holofernesa, Jan Gossaert Chrystus Boleściwy, Lorenzo Lotto Adoracja Dzieciątka), baroku (Dirck van Baburen Zaparcie się Świętego Piotra, Jean Bardin Kleobis i Biton, Pieter Brueghel Młodszy Kazanie św. Jana Chrzciciela, Luca Giordano Ucieczka do Egiptu, Pietro Longhi Rozmownica klasztorna, Nicolaes Maes Portret Chłopca z łukiem i psem, Alessandro Magnasco Praczki i drwale, Mattia Preti Grający w kości, Bernardo Strozzi Spór trzech mędrców, Cornelis de Vos Portret chłopca z psem). Kierunki sztuki nowoczesnej egzemplifikują dzieła sztuki epoki klasycyzmu i romantyzmu (Antonio Canova, Bertel Thorvaldsen – Merkury, Francois-Xavier Fabre – Portret Michała Bogorii Skotnickiego), czy też mistrzów XX-wiecznej, takich jak m.in. fowista Maurice Vlaminck.

## Galeria

### Wybrane dzieła sztuki polskiej z kolekcji Muzeum Narodowego w Krakowie

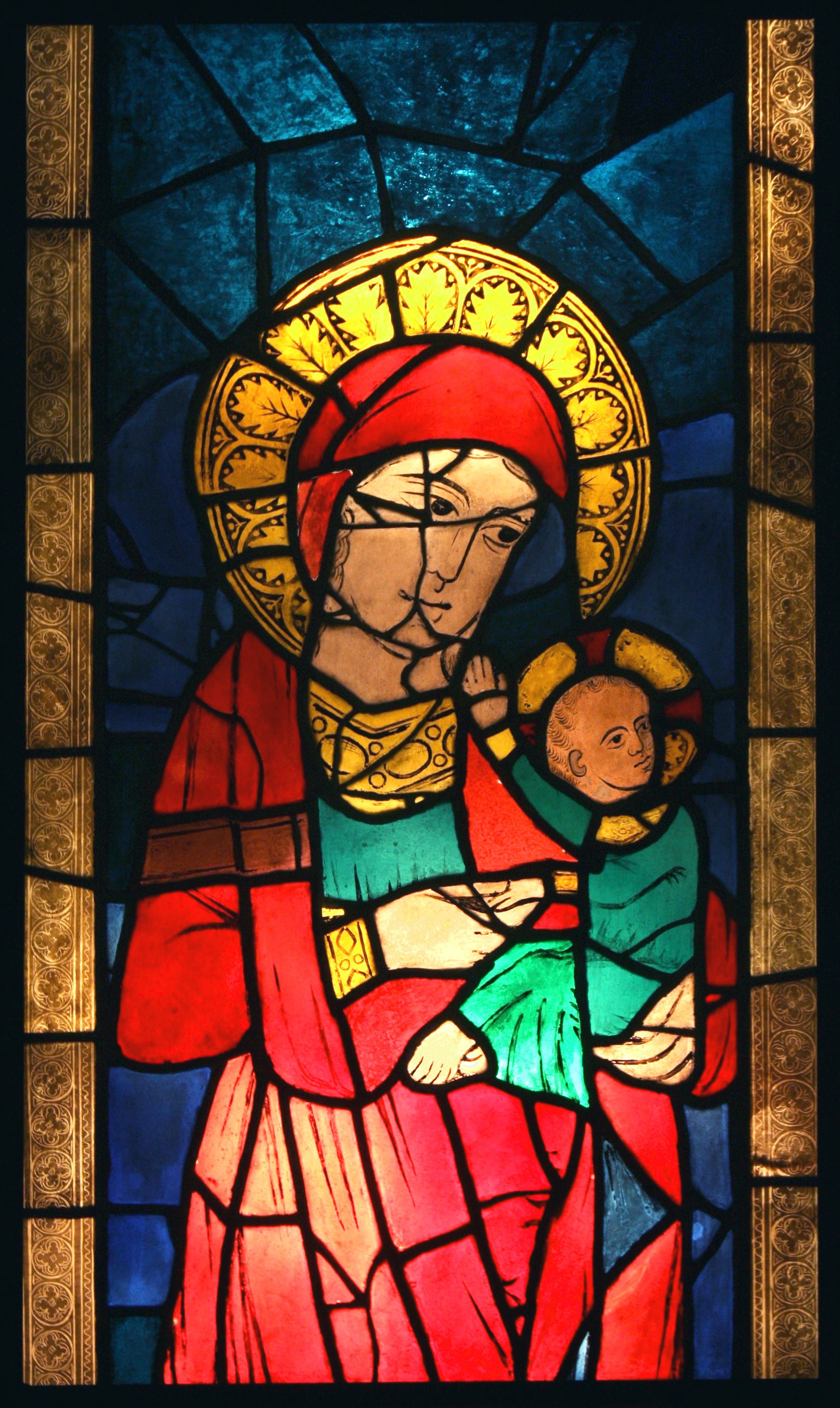
Madonna z Dzieciątkiem – XIV wieczny witraż z klasztoru Dominikanów w Krakowie
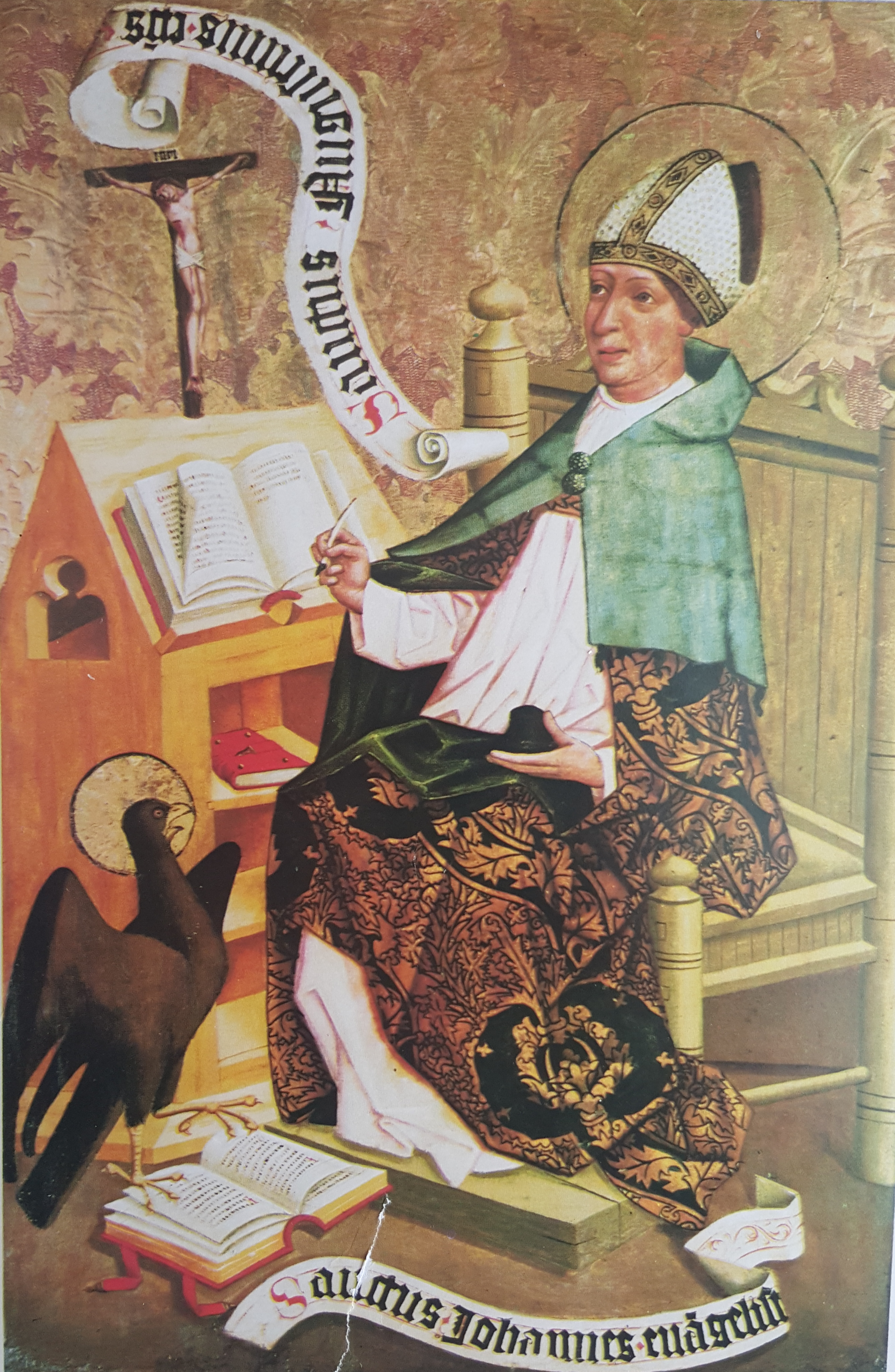
Mistrz Tryptyku Trójcy Świętej – Święty Augustyn Ołtarz z Mikuszyc, XV w.
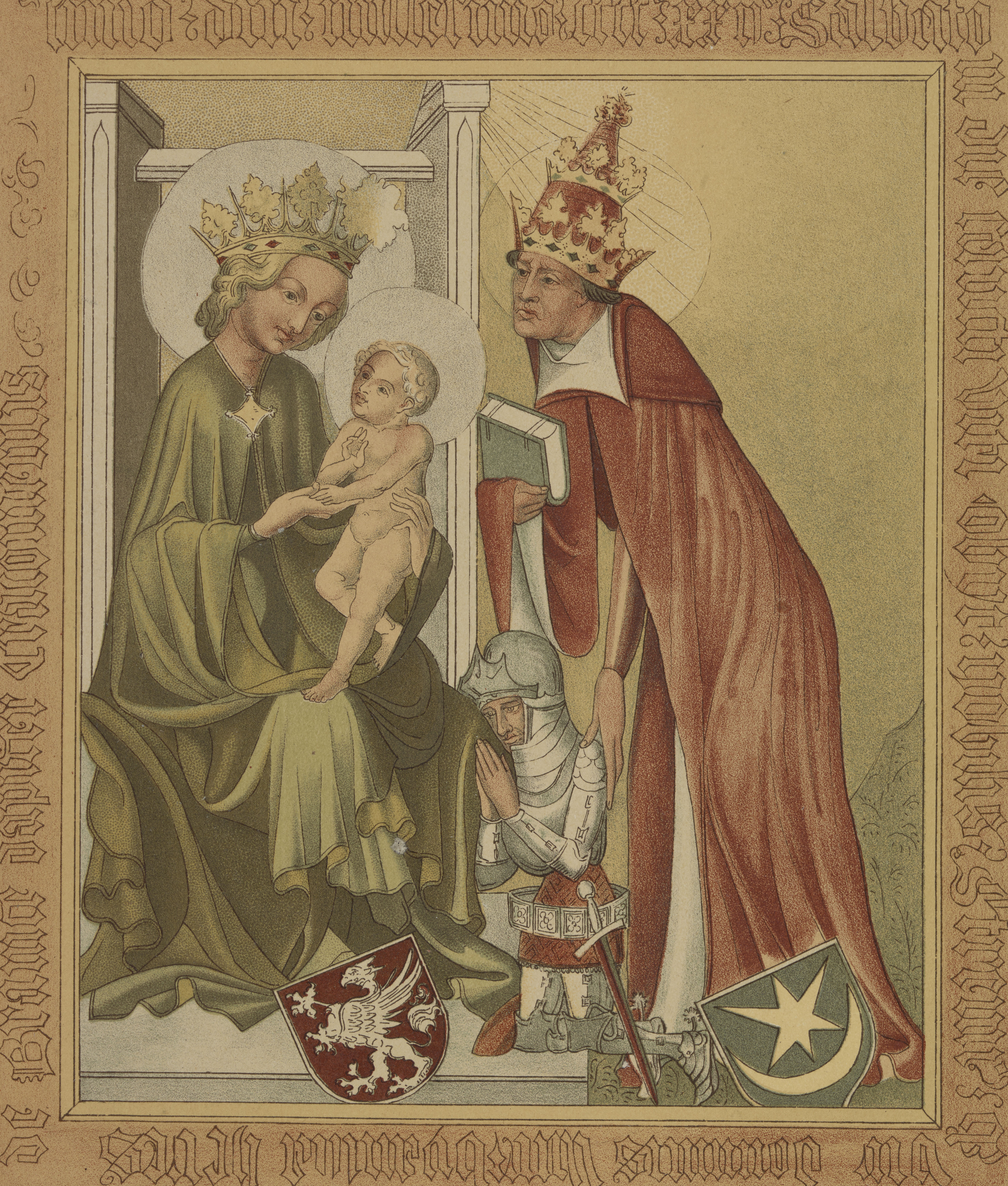
Epitafium Wierzbięty z Branic, około 1425 (na zdjęciu replika z ok. 1850)
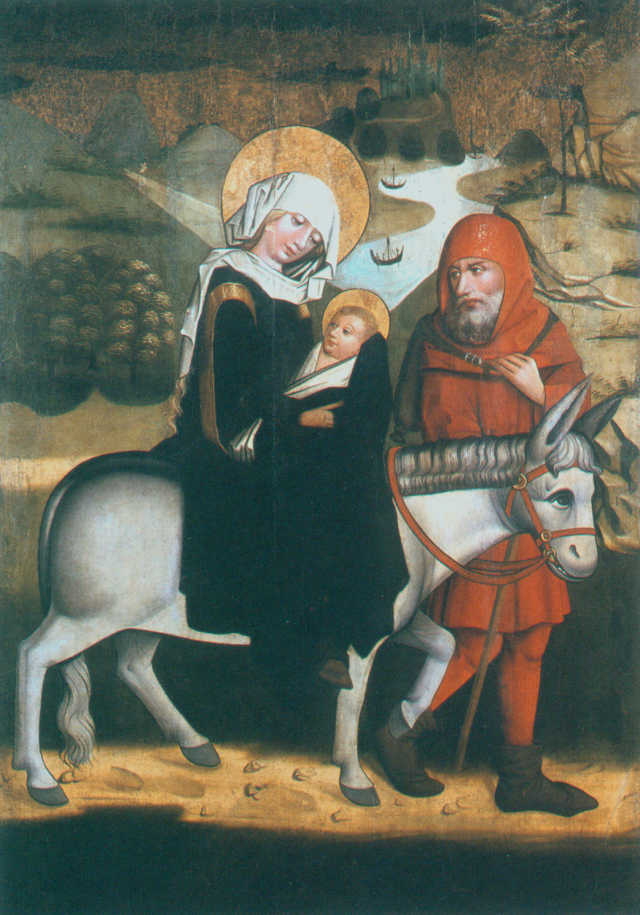
Mistrz Tryptyku Dominikańskiego – Ucieczka do Egiptu – kwatera Tryptyku Dominikańskiego, lata 60. XV w.
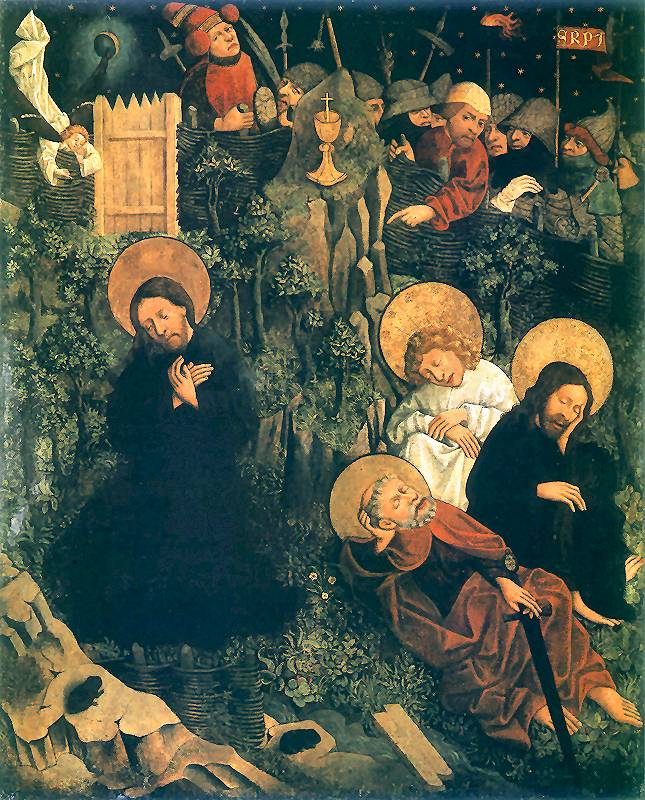
Mikołaj Haberschrack – Modlitwa w Ogrojcu – kwatera Poliptyku Augustiańskiego ok. 1468
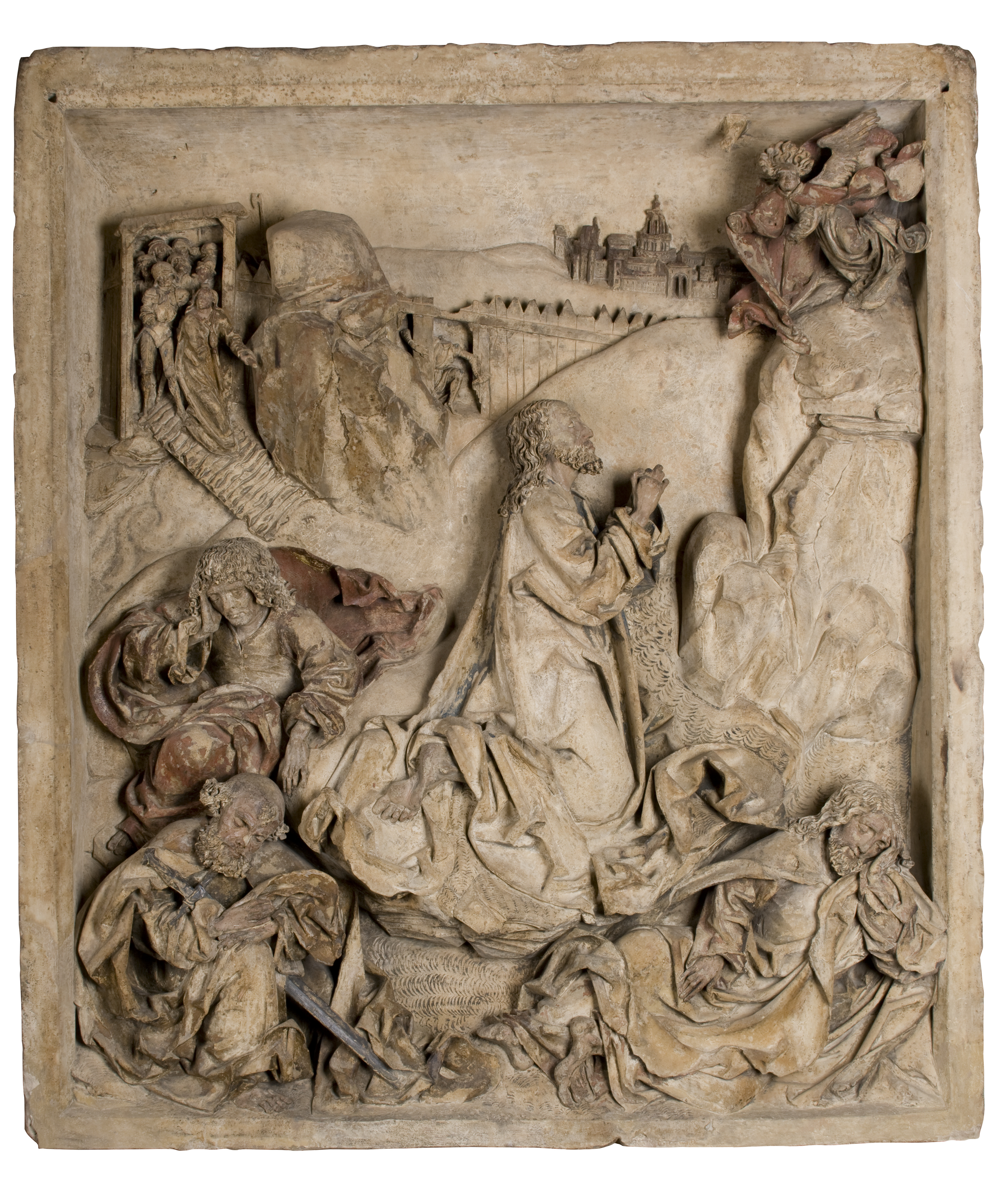
Wit Stwosz – Chrystus w ogrodzie Oliwnym, 1480–85
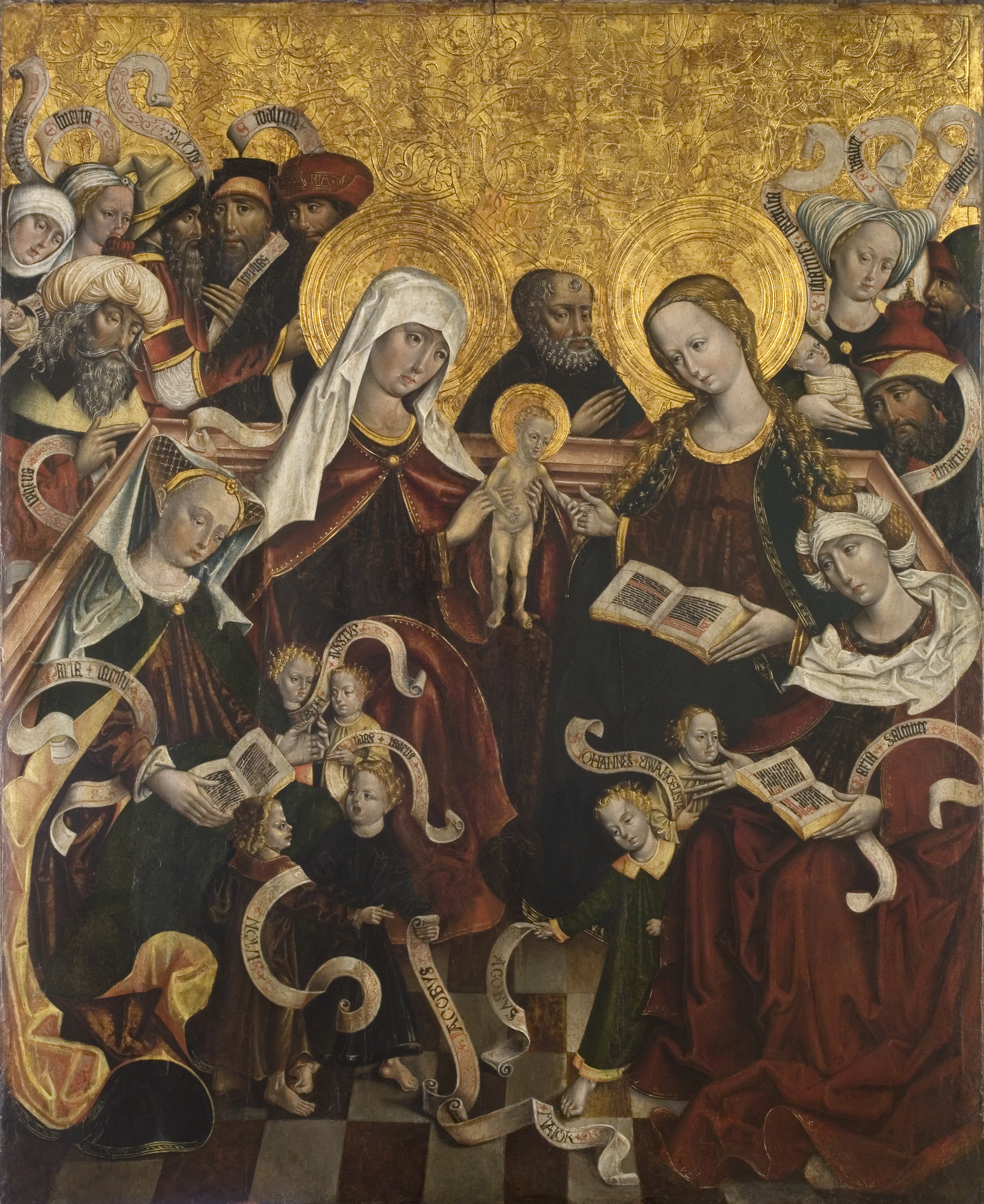
Mistrz Rodziny Marii – Rodzina Marii z Ołpin, 1510–15
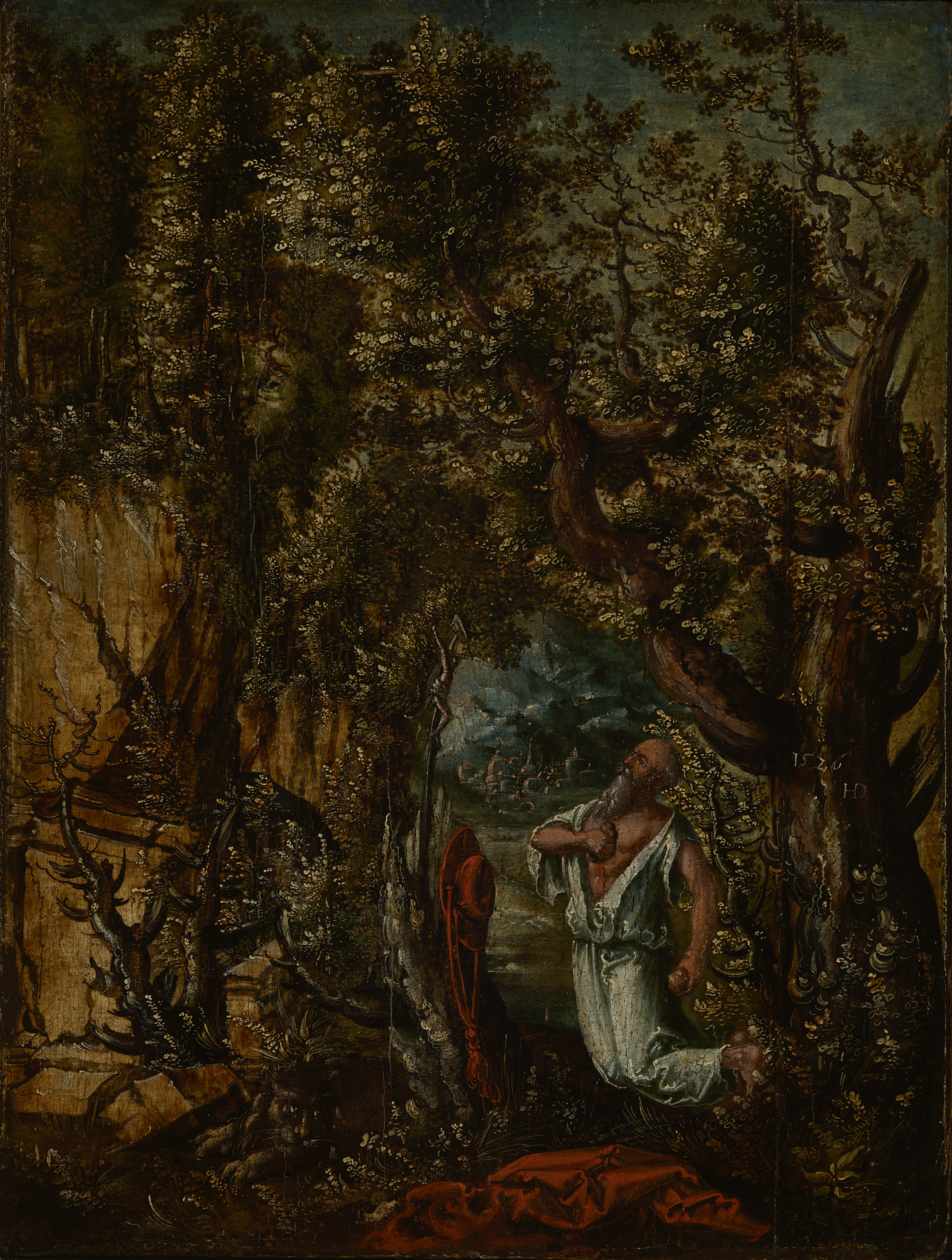
Hans Dürer – Święty Hieronim, 1526
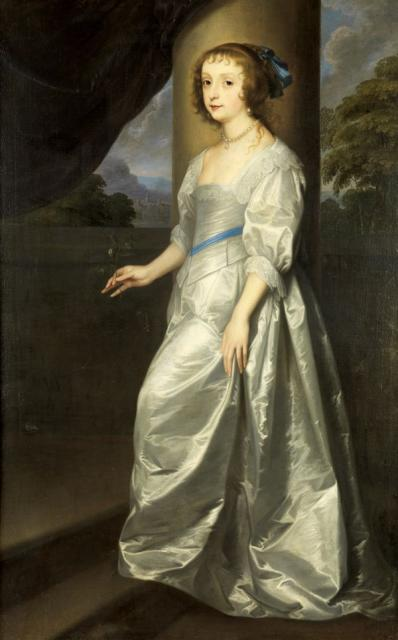
Antoon van Dyck – Portret Lady Mary Villiers, 1633
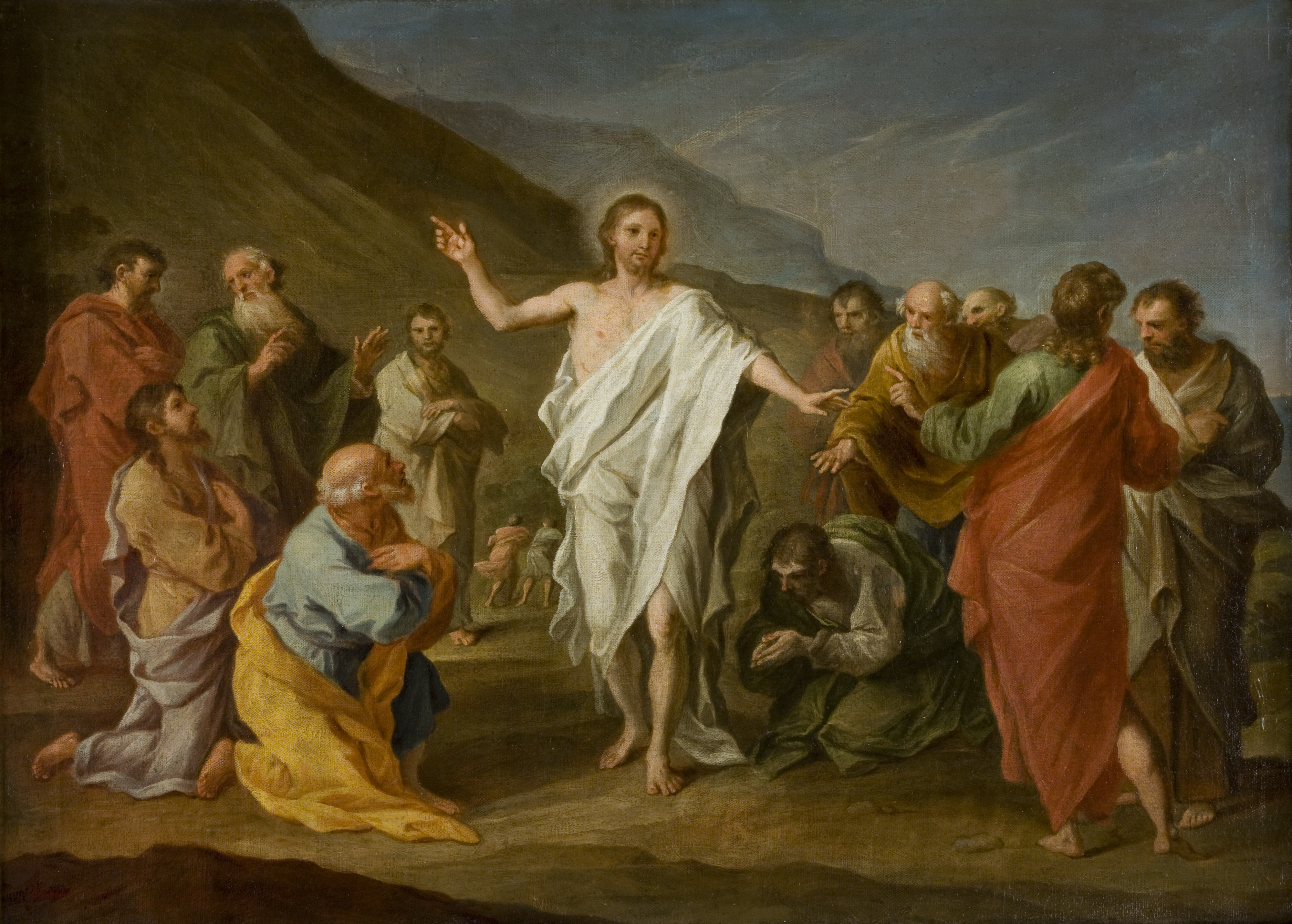
Szymon Czechowicz – Zmartwychwstanie, 1758
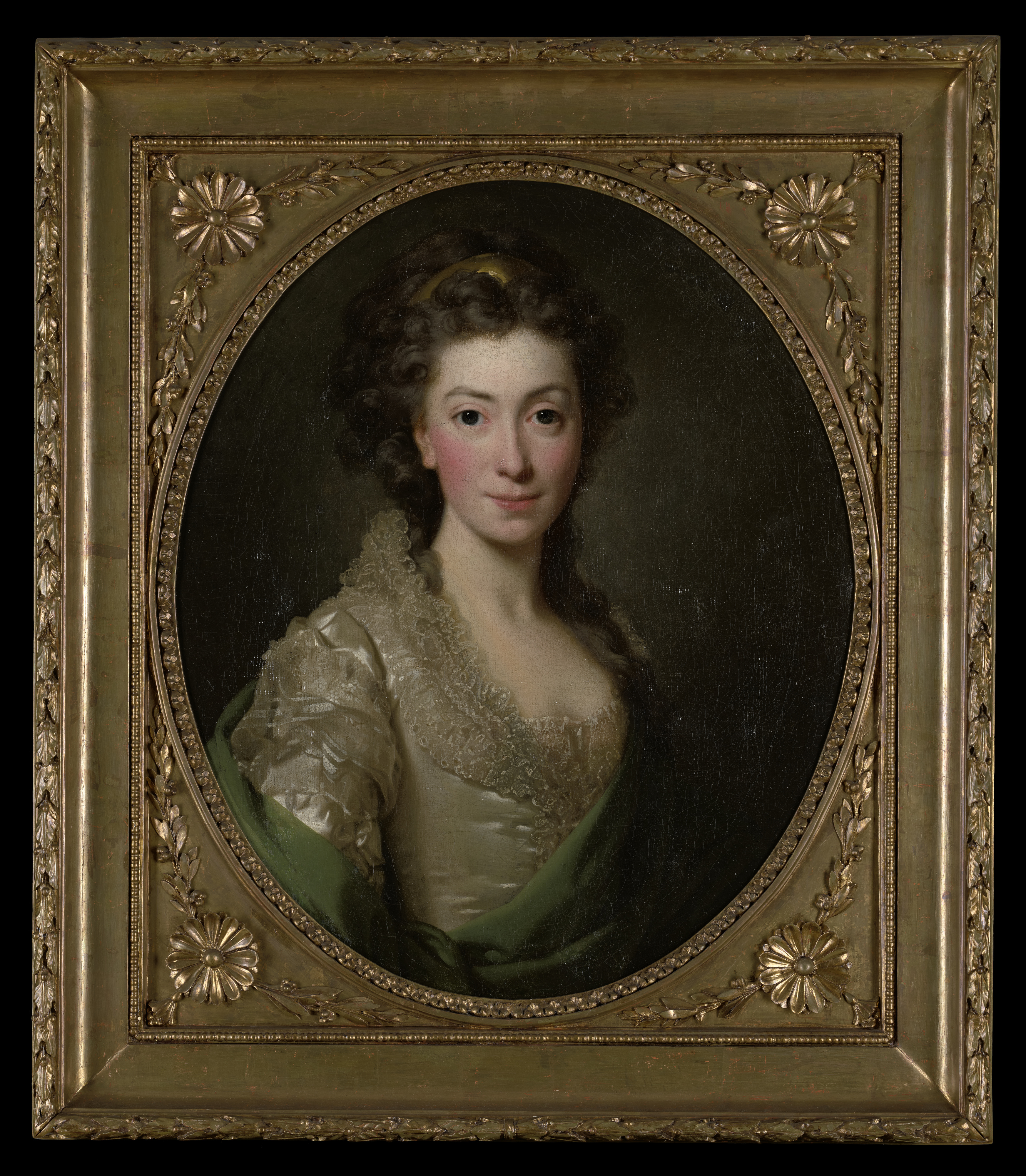
Alexander Roslin – Portret Izabeli z Flemingów Czartoryskiej, 1774
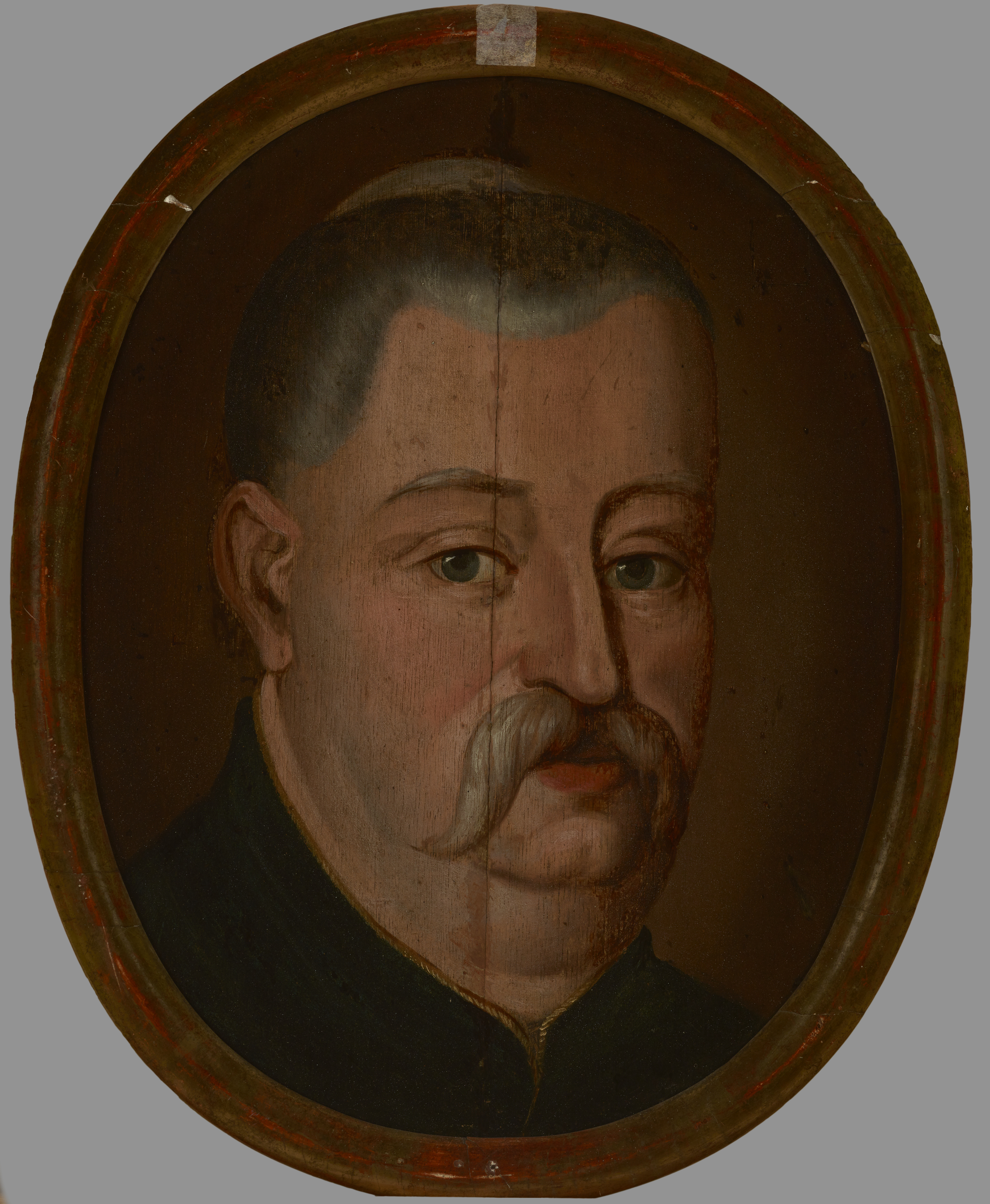
Portret trumienny Wespazjana Kochowskiego, 1787
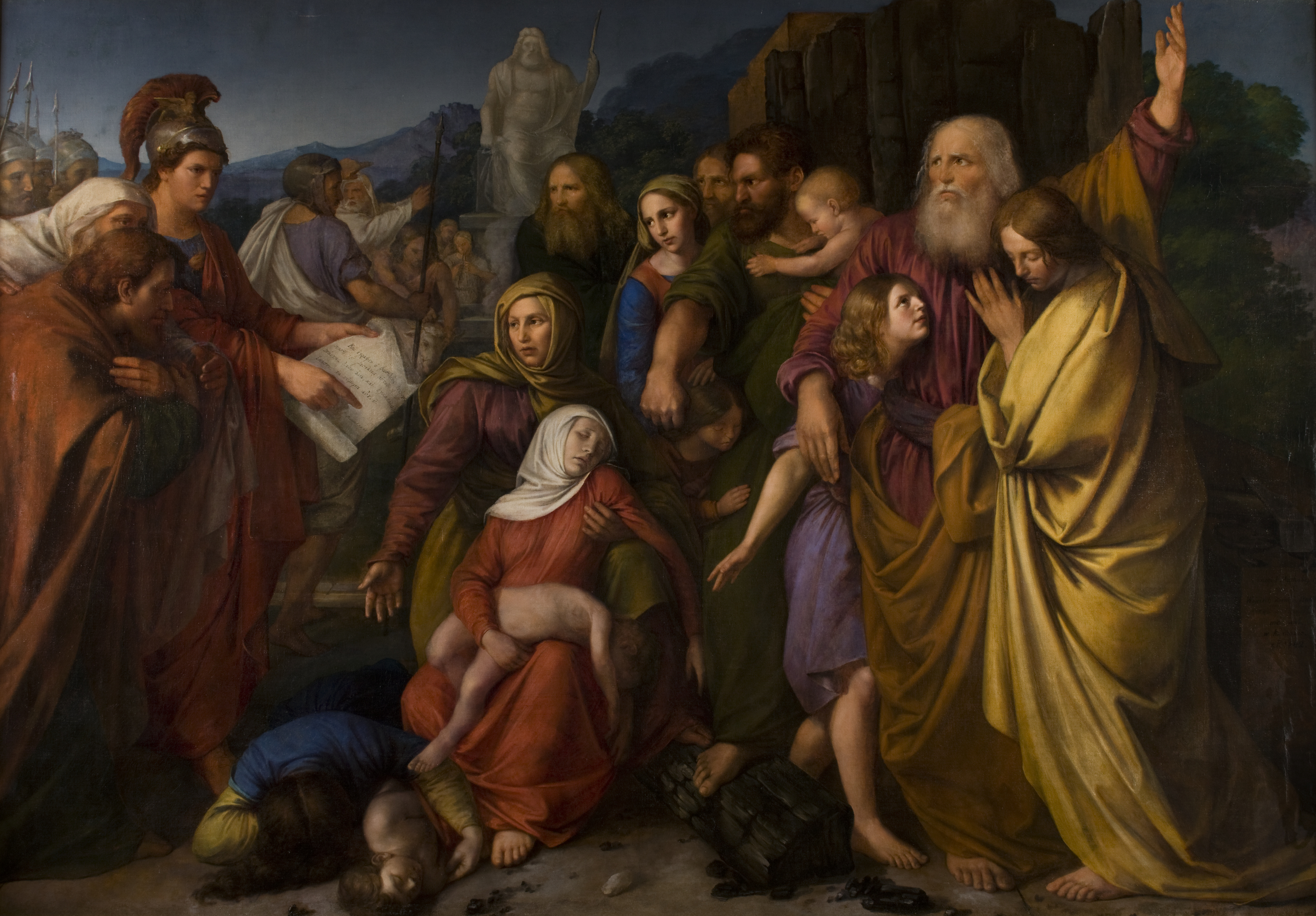
Wojciech Stattler – Machabeusze, 1842
January Suchodolski – Odwrót spod Moskwy, 1854
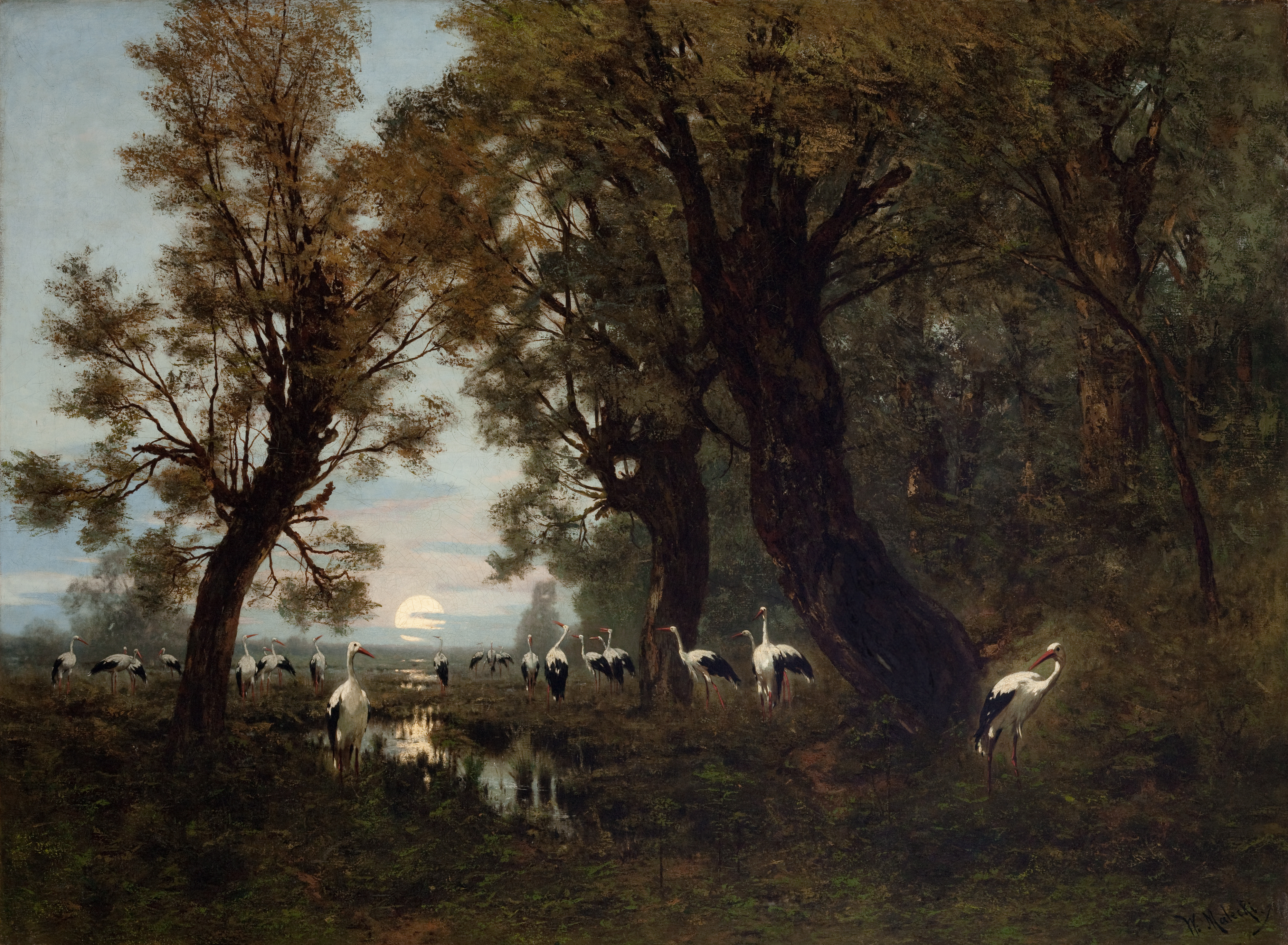
Władysław Malecki – Sejm bociani, około 1874
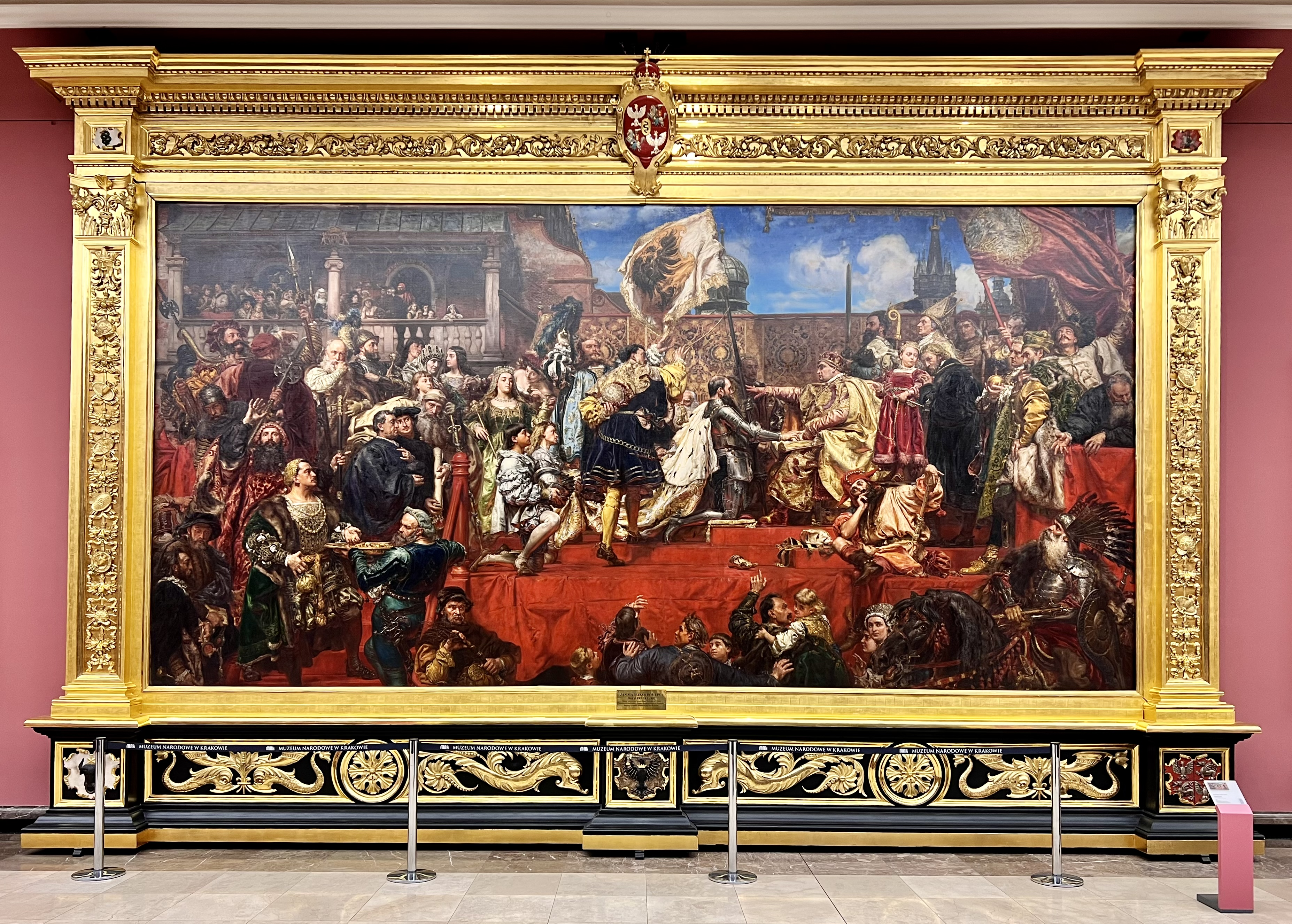
Jan Matejko – Hołd Pruski, 1882
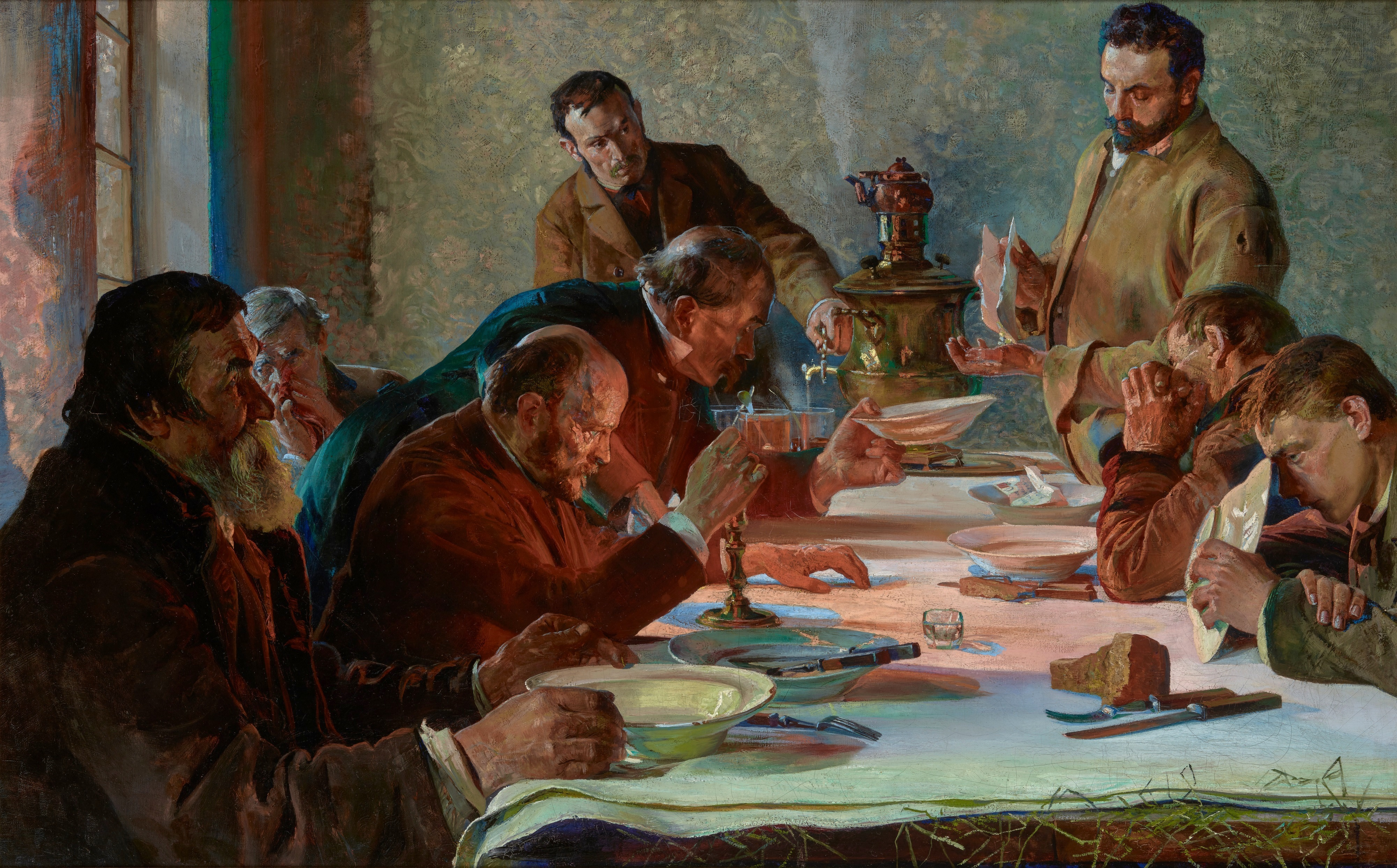
Jacek Malczewski – Wigilia na Syberii, 1892
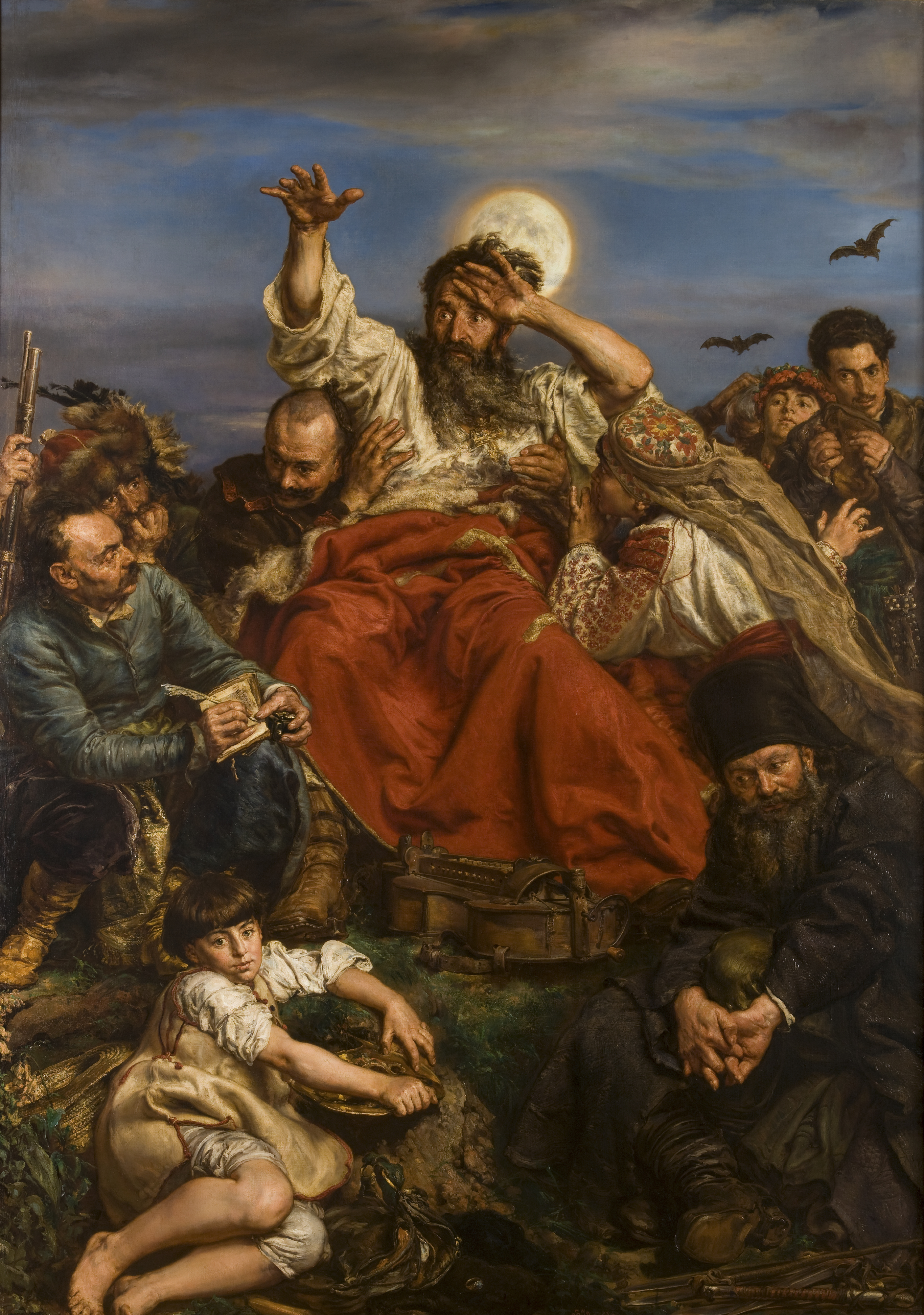
Jan Matejko – Wernyhora, 1883–1884
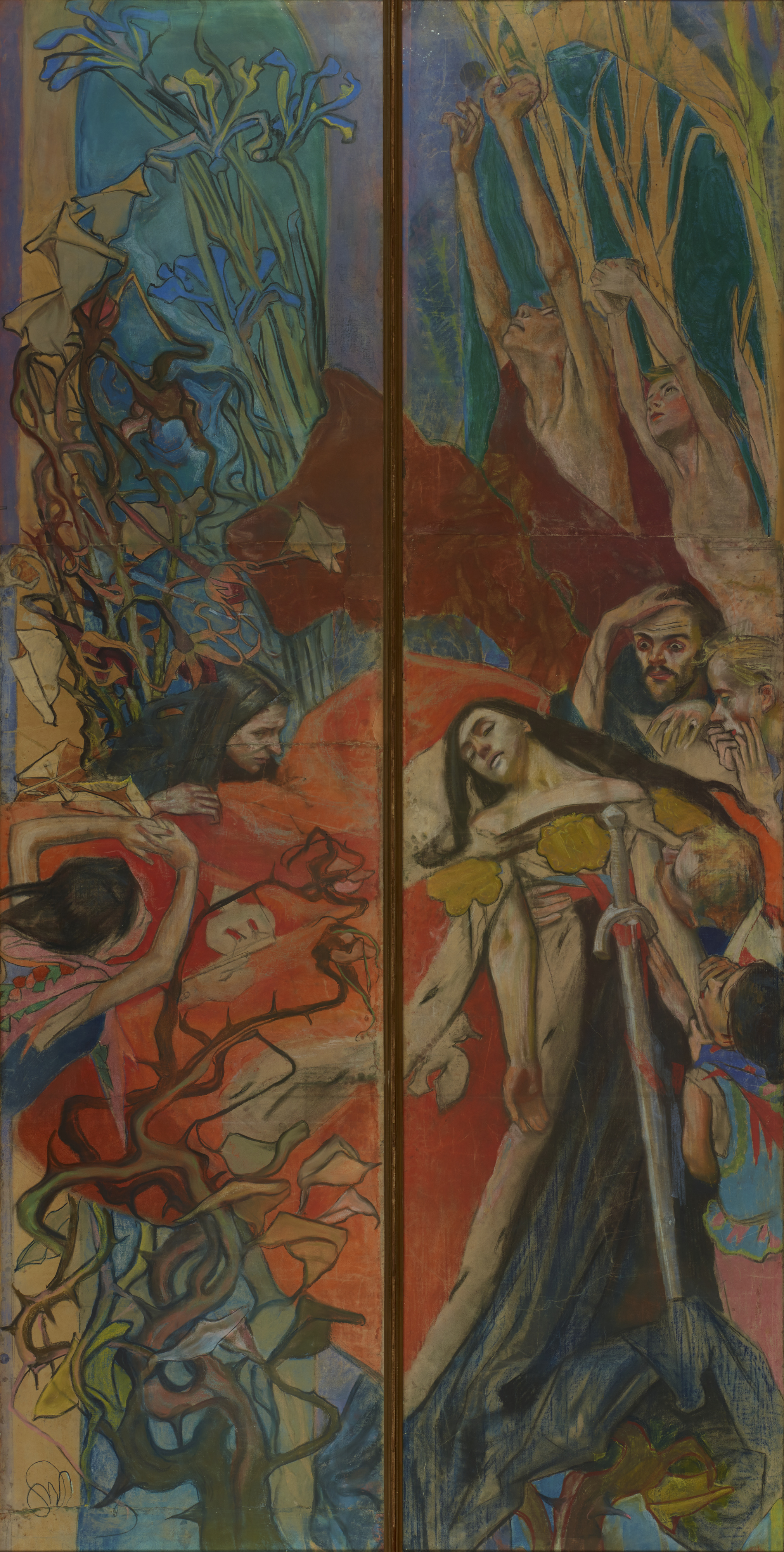
Stanisław Wyspiański – Polonia, 1894
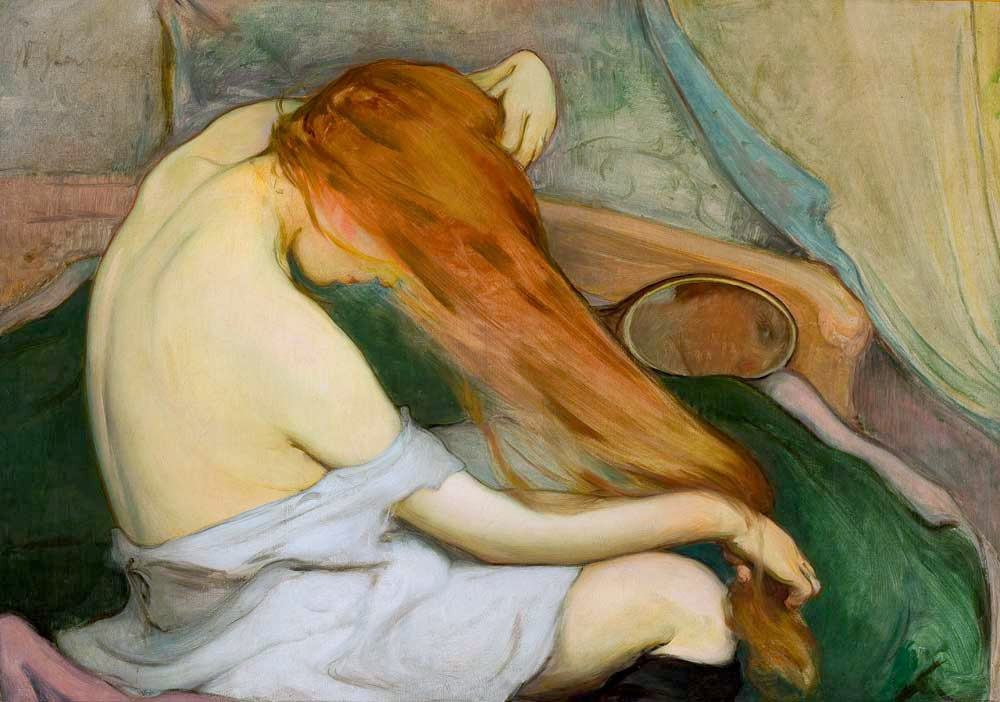
Władysław Ślewiński – Czesząca się, 1897
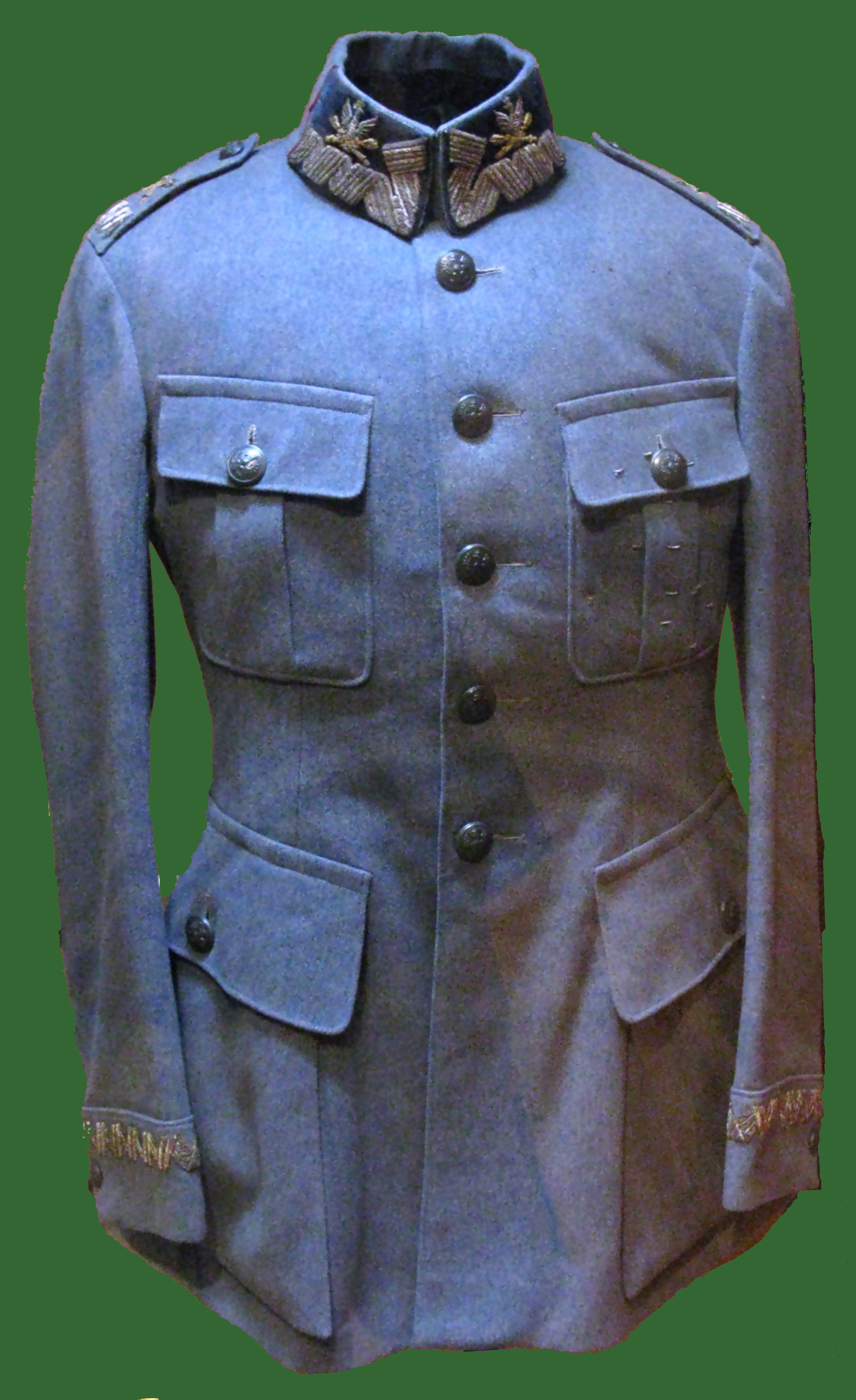
Kurtka mundurowa Józefa Piłsudskiego (wzór 1919)
Józef Chełmoński, Czwórka

### Wybrane dzieła malarstwa europejskiego kolekcji Muzeum Narodowego w Krakowie

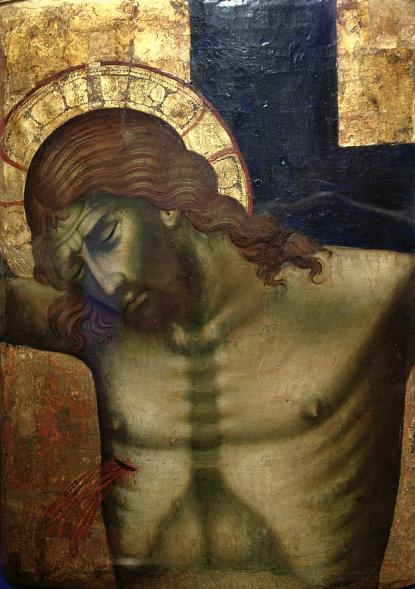
Paolo Veneziano – Ukrzyżowanie, 1340–1350
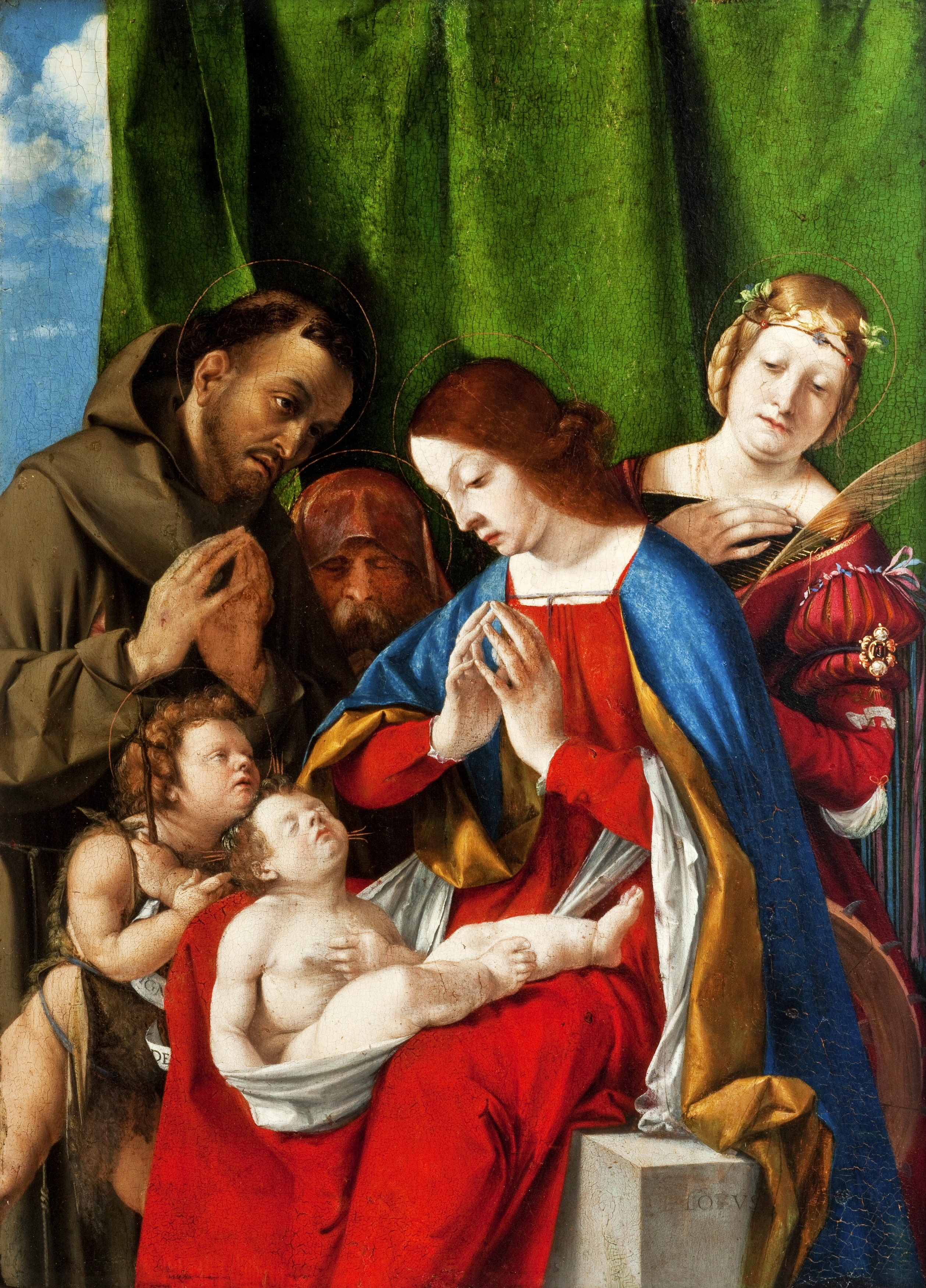
Lorenzo Lotto – Adoracja Dzieciątka, około 1508
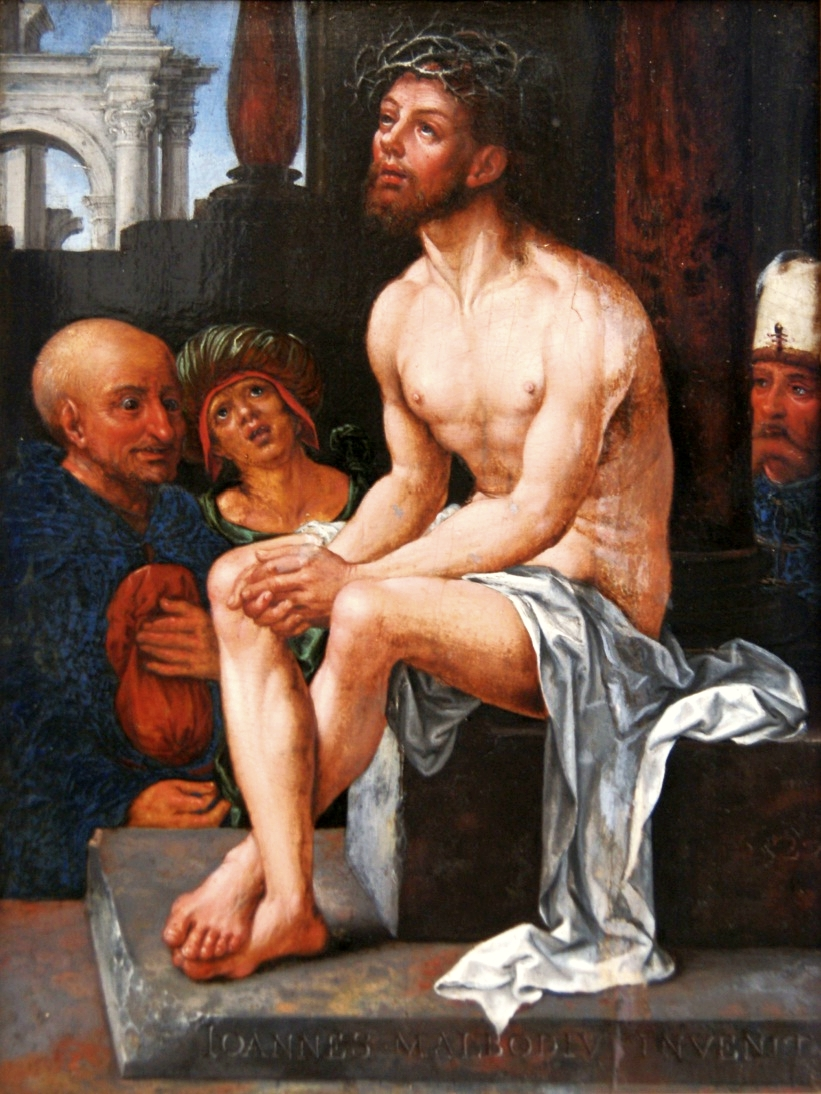
Jan Gossaert – Chrystus Frasobliwy, 1527
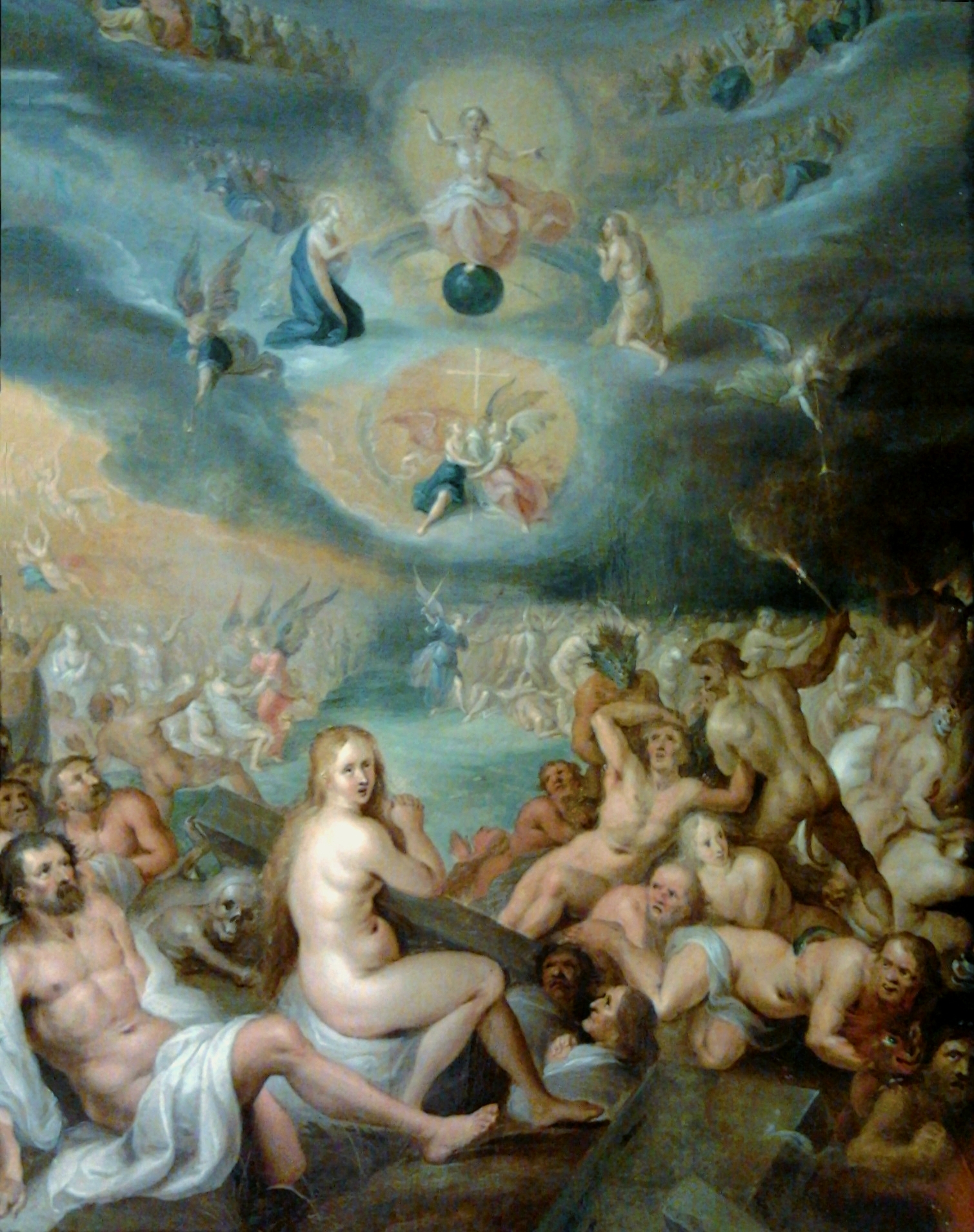
Denis Calvaert – Sąd Ostateczny, przełom XVI i XVII
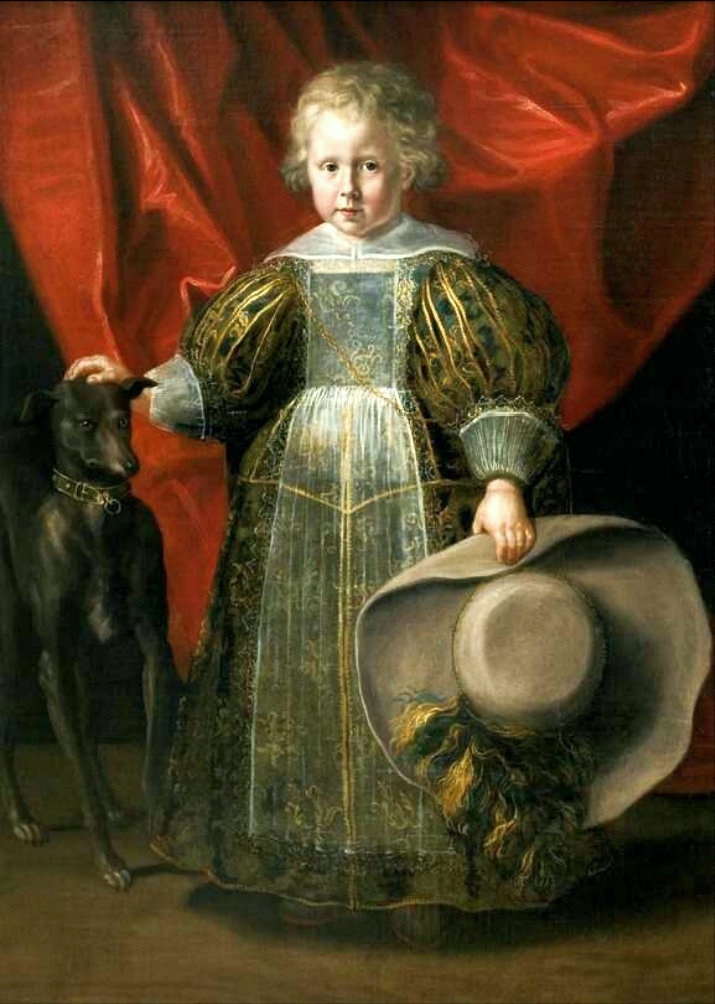
Cornelis de Vos – Portret chłopca z psem, I poł. XVII wieku
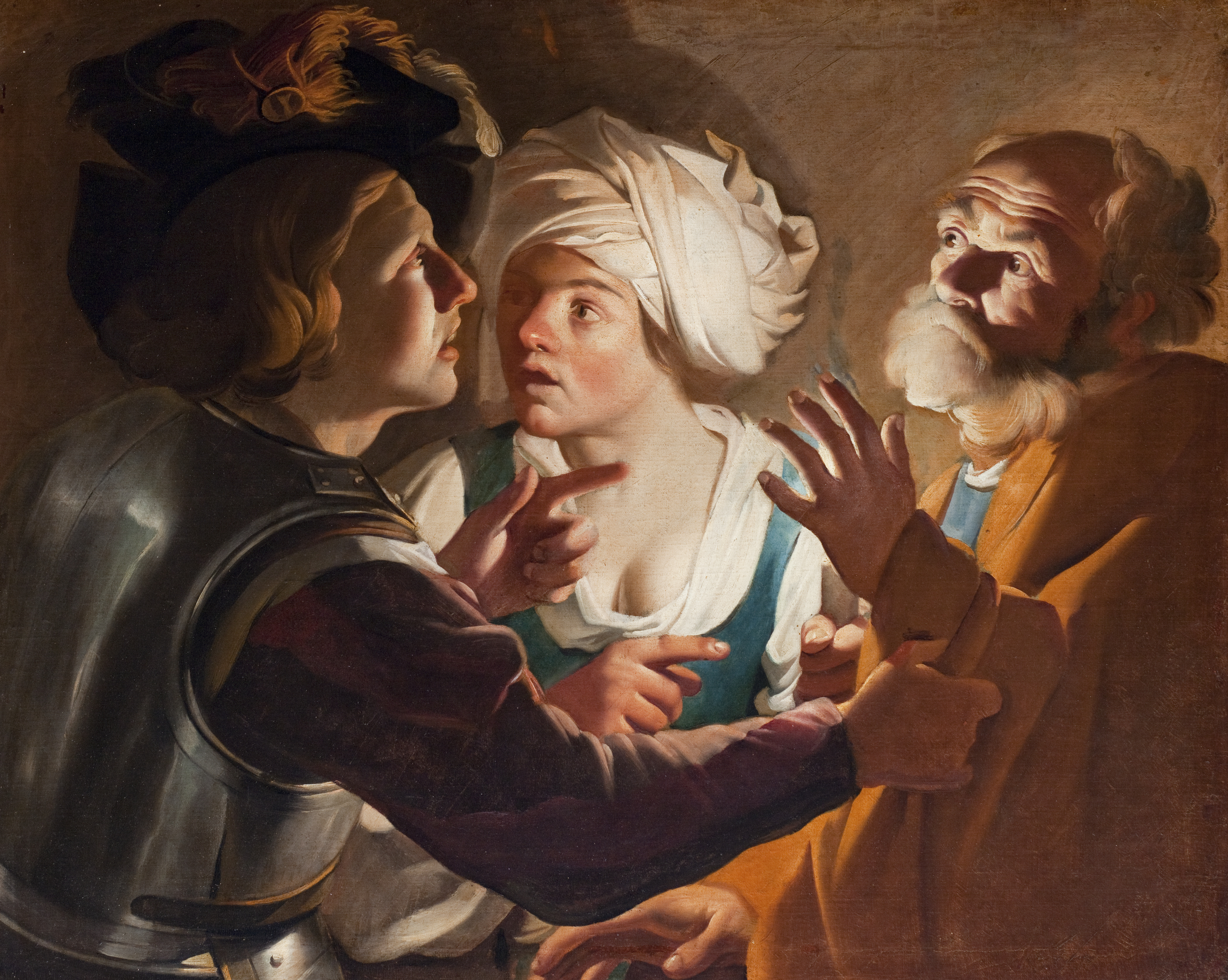
Dirck van Baburen – Zaparcie się Świętego Piotra, przed 1624
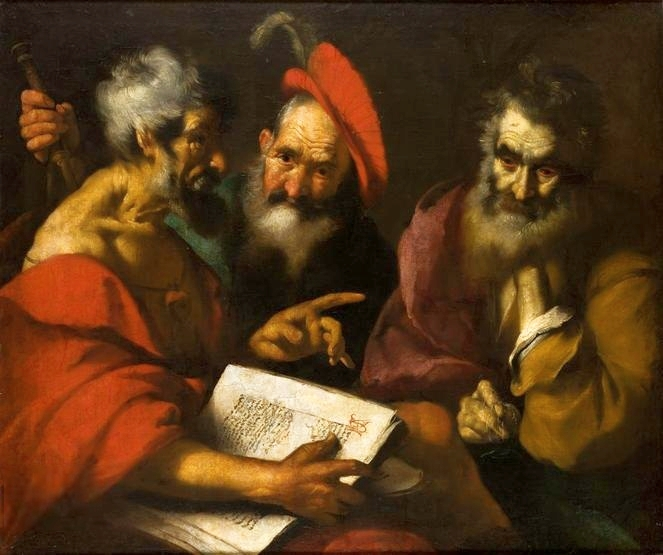
Bernardo Strozzi – Spór trzech mędrców, przed 1625
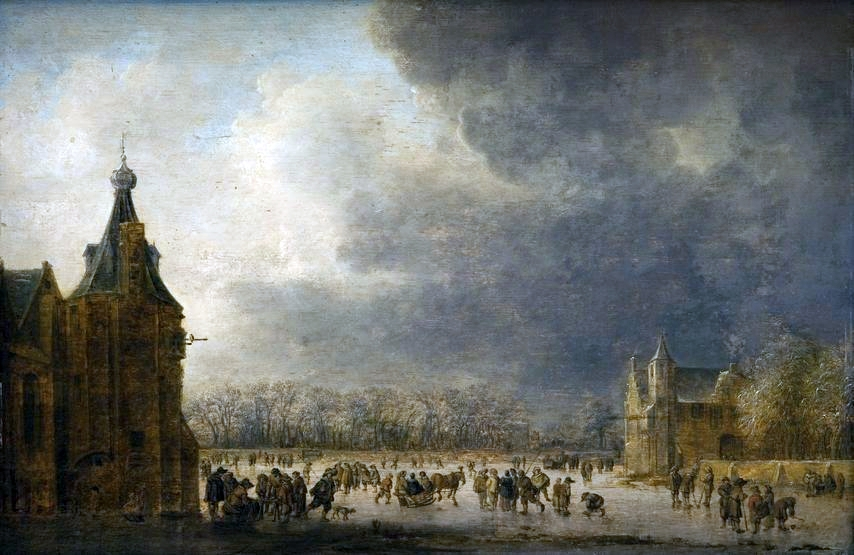
Jan van Goyen – Na ślizgawce, około 1640
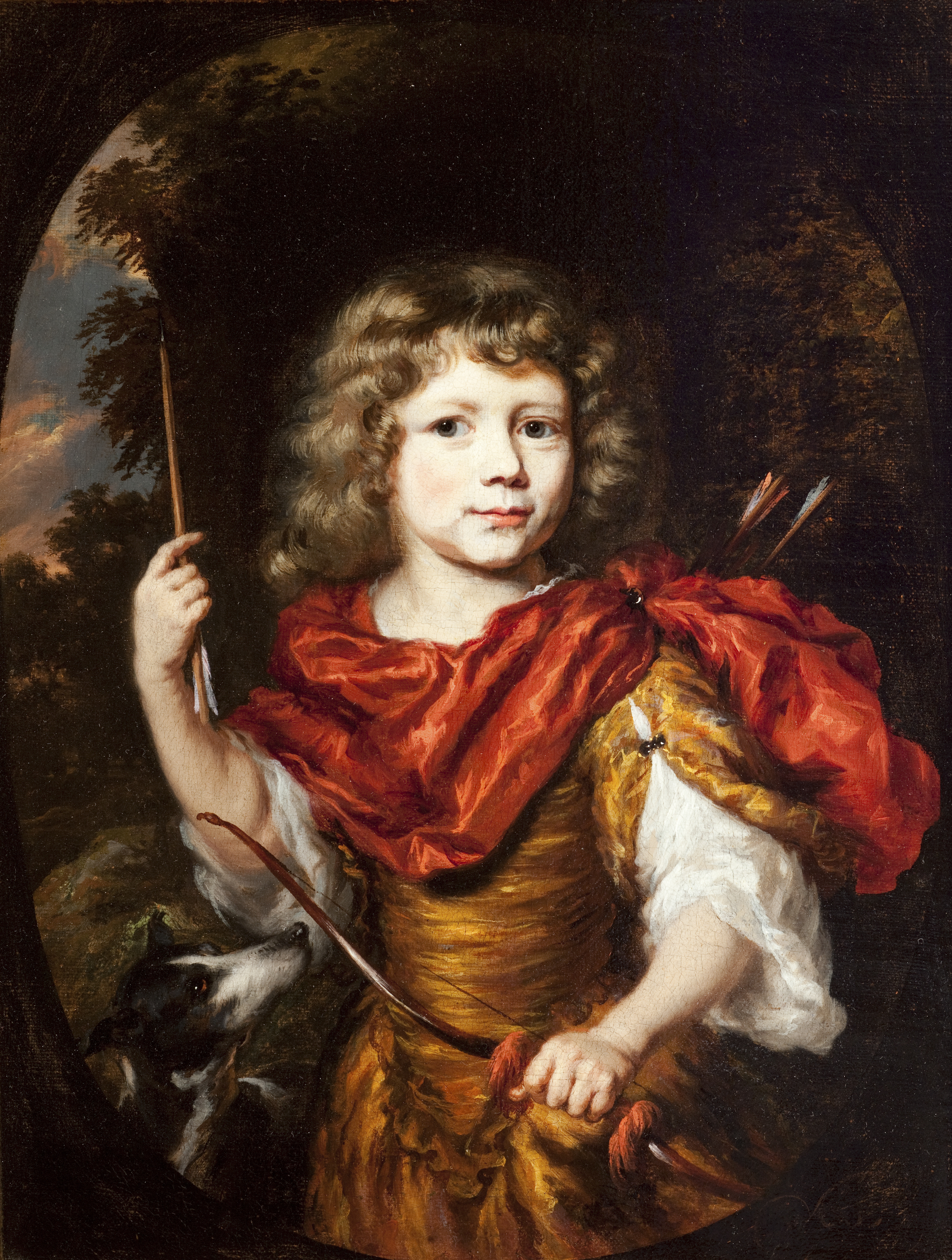
Nicolaes Maes – Portret chłopca z łukiem i psem, przed 1674
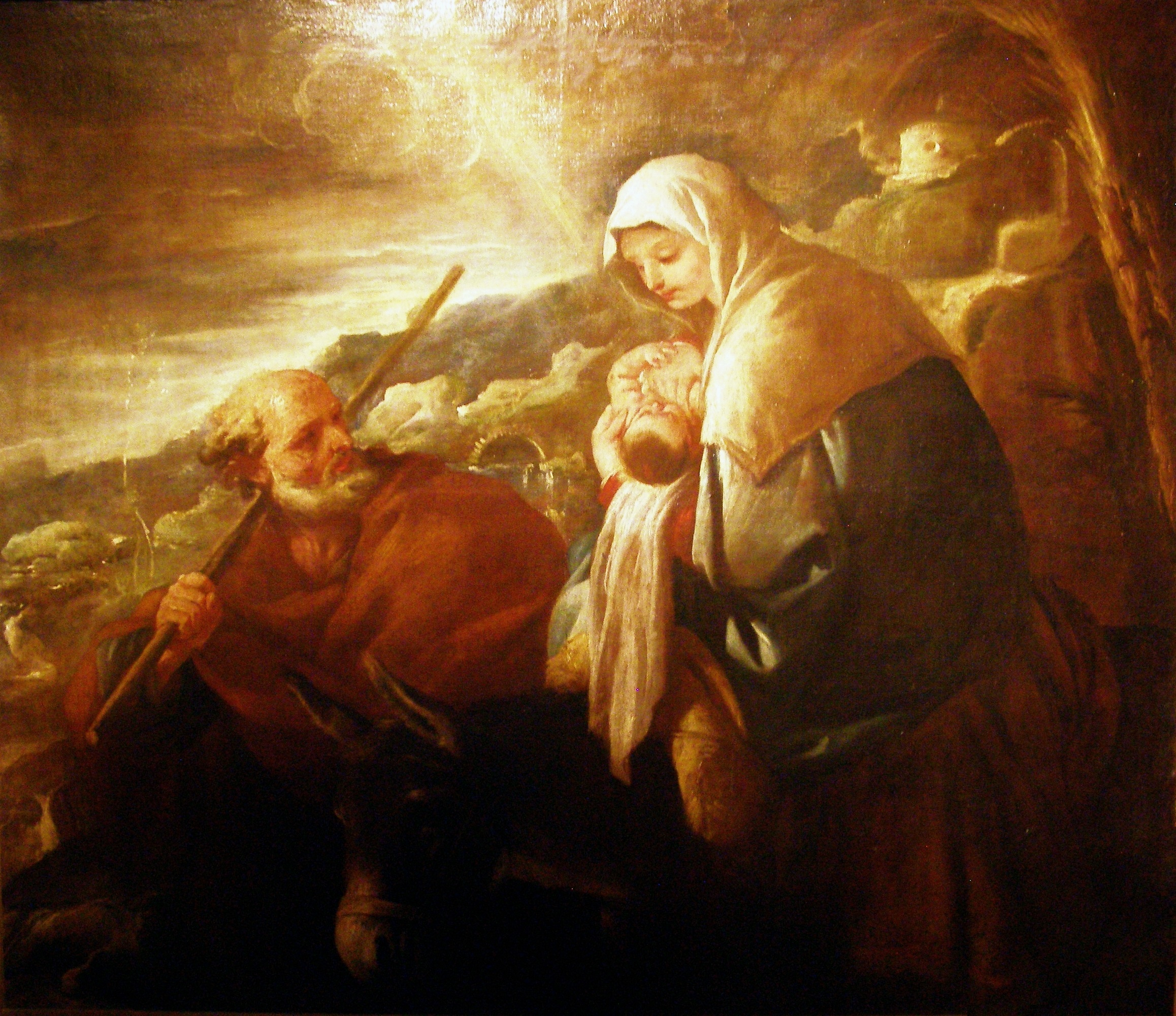
Luca Giordano – Ucieczka do Egiptu, przed 1705
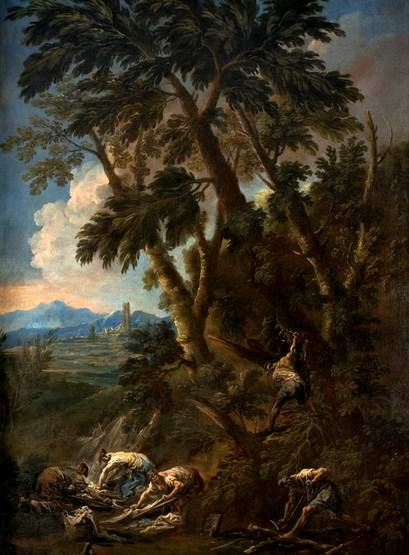
Alessandro Magnasco – Praczki i drwale, przed 1715